# Metropolitan Museum of Art

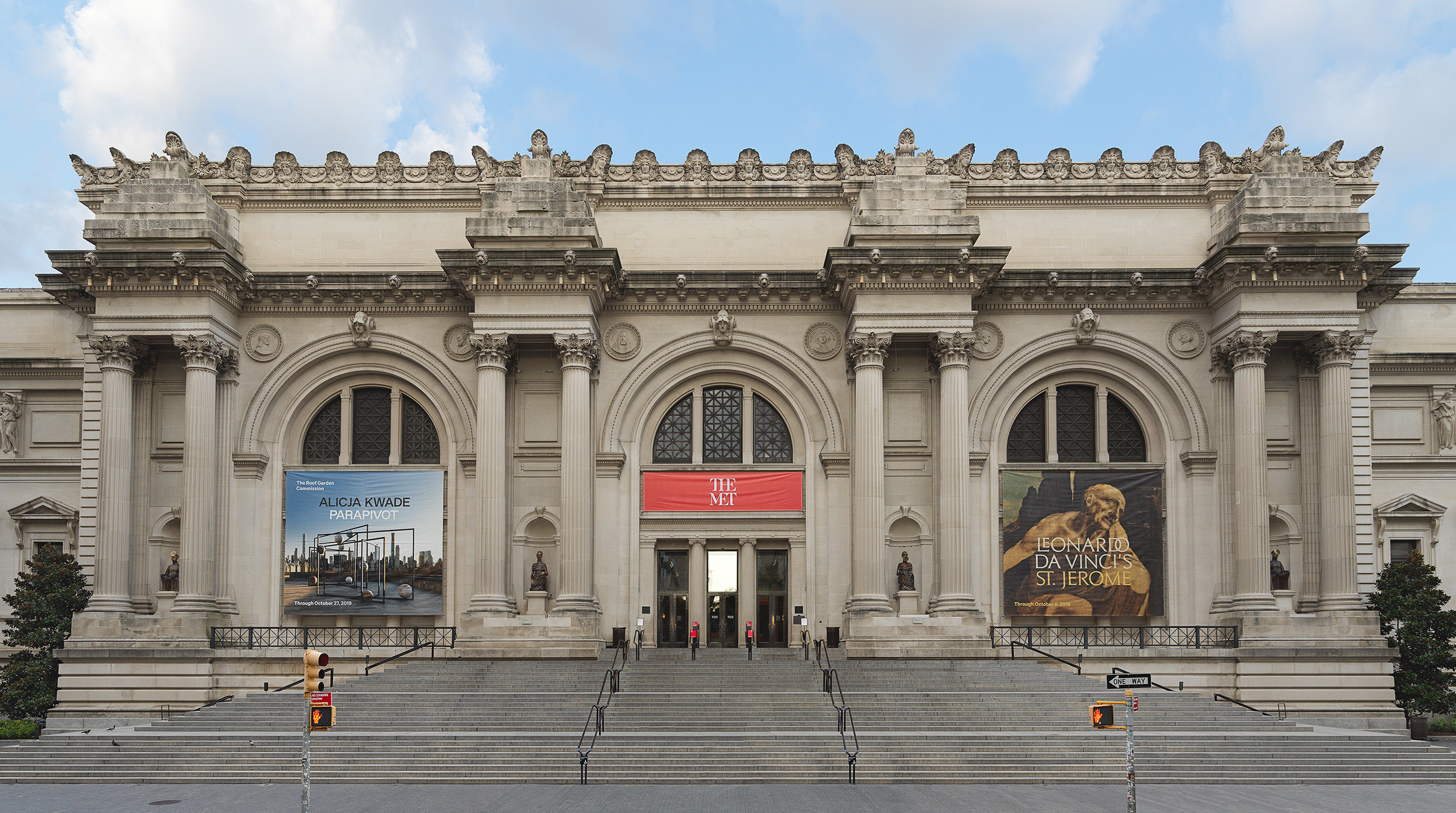
Metropolitan Museum of Art an der Fifth Avenue (2019)

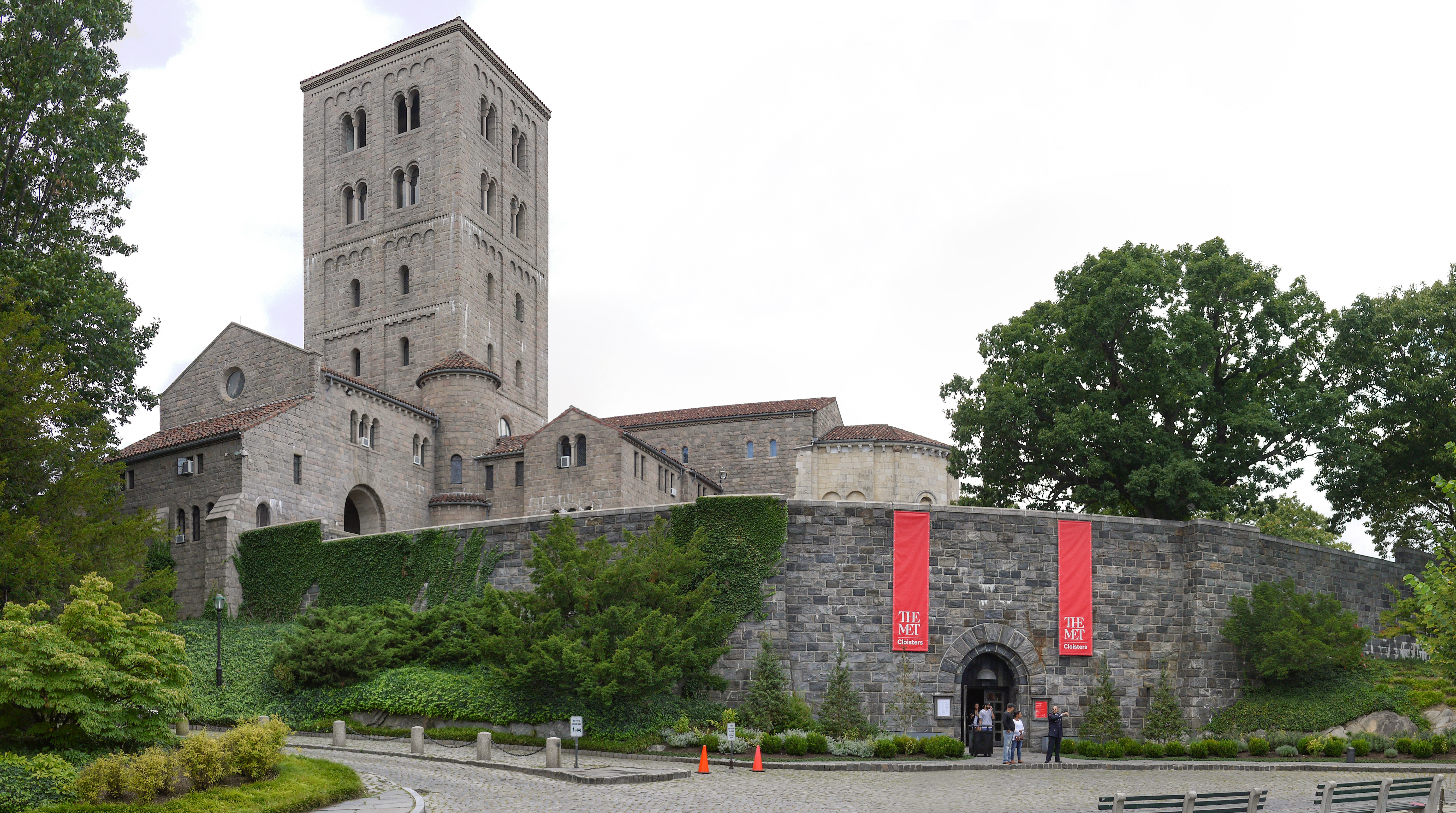
The Met Cloisters in Washington Heights (2017)

Das Metropolitan Museum of Art (The Met) ist das größte Kunstmuseum der Vereinigten Staaten und besitzt eine der bedeutendsten kunsthistorischen Sammlungen der Welt. Das „Met Fifth Avenue“ genannte Hauptgebäude befindet sich an der Fifth Avenue, Höhe East 82nd Street in der Upper East Side im Stadtbezirk Manhattan von New York City am östlichen Rand des Central Park und ist Bestandteil der Museum Mile.
Das Museum wurde am 13. April 1870 gegründet, am 20. Februar 1872 eröffnet und ist ein Universalmuseum mit dem Anspruch auf Vollständigkeit seiner Kunstsammlungsgebiete und -epochen. Der Sammlungsbestand umfasst mehr als zwei Millionen Werke. In Wechselausstellungen werden die Exponate von Zeit zu Zeit ausgetauscht und auf über 123.000 m² Ausstellungsfläche präsentiert. 2023 hatte das Museum 5.364.000 Besucher und ist damit das am fünfthäufigsten besuchte Kunstmuseum der Welt.
Das Met hat zwei Standorte. Neben dem „Met Fifth Avenue“ am Central Park gibt es seit 1938 „The Met Cloisters“ für mittelalterliche und kirchliche Kunst in der 99 Margaret Corbin Drive im Fort Tryon Park in Washington Heights. Für eine kurze Zeit betrieb das Museum von 2016 bis 2020 die Galerie „Met Breuer“ für moderne und zeitgenössische Kunst in 945 Madison Avenue, einem von Marcel Breuer entworfenen Gebäude an der Madison Avenue und 75th Street in der Upper East Side, dem ehemaligen Whitney Museum of American Art.

## Geschichte
Nach einem Bankett in einem Pariser Restaurant anlässlich des amerikanischen Nationalfeiertags am 4. Juli 1866 hielt der gleichnamige Großneffe des berühmten Verfassungsjuristen John Jay (1745–1829) vor einer Gruppe amerikanischer Geschäftsleute eine Rede. Er forderte die Anwesenden dazu auf, ein Museum zu schaffen, das der amerikanischen Bevölkerung sowohl die Kunst als auch Kunsterziehung in einer „nationalen Institution“ nahebringen sollte. Nach fünf Jahren Lobbyarbeit bei Geschäftsleuten, Bankiers sowie Künstlern und Intellektuellen konnte 1870 das erste Gebäude des Metropolitan Museum of Art in New York bezogen werden.

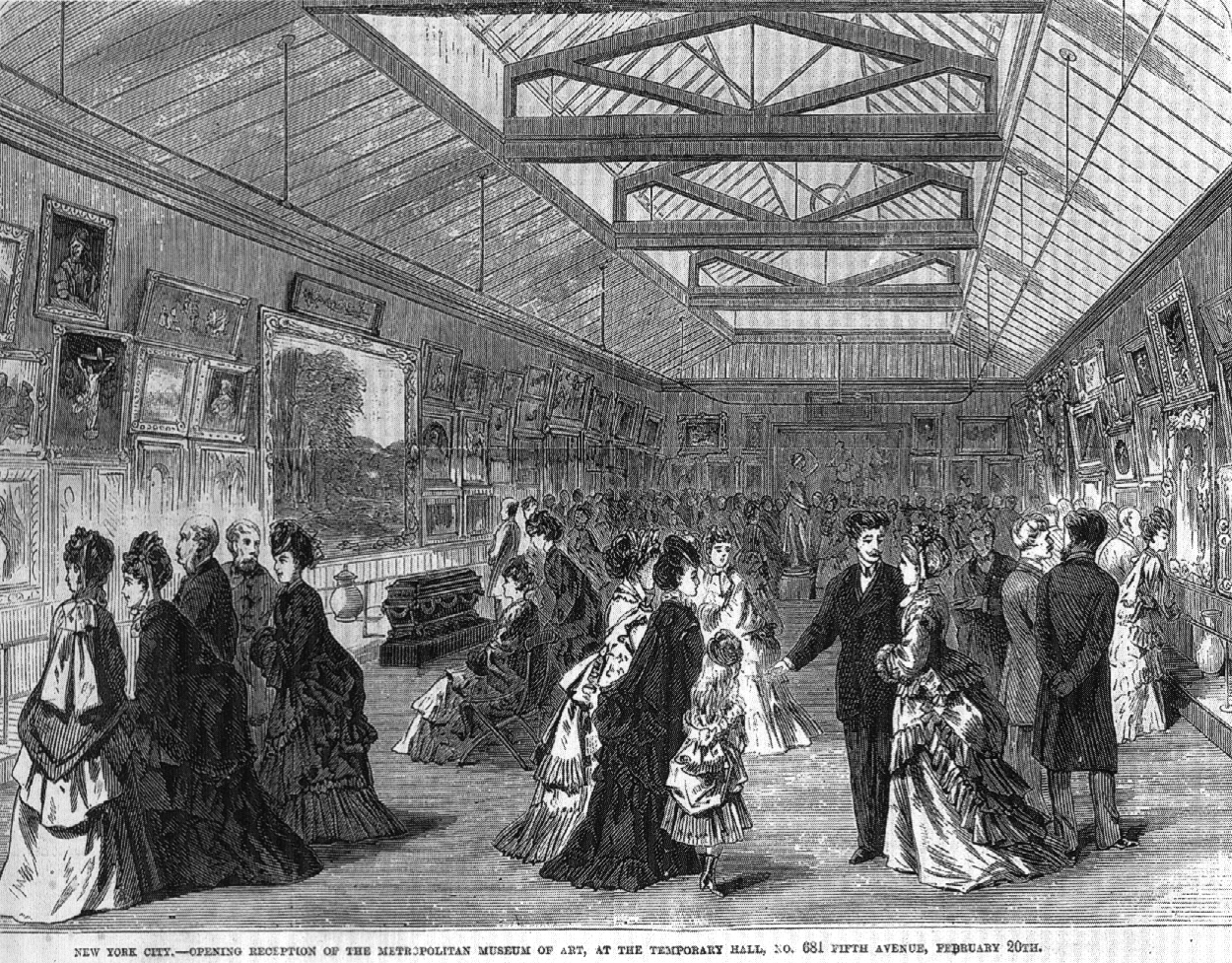
Eröffnung der Gemäldegalerie (1872)
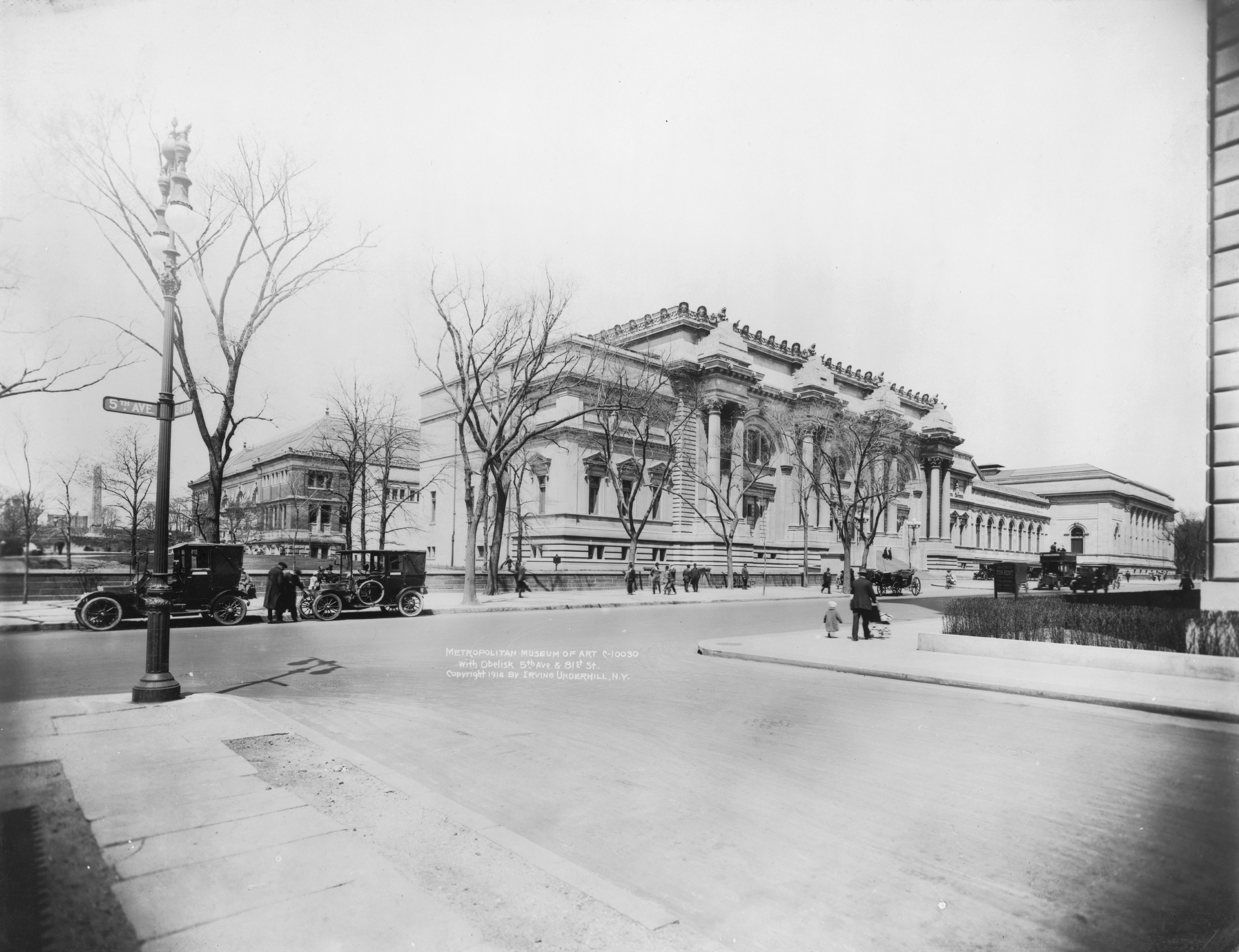
Ansicht des Museums (um 1914)
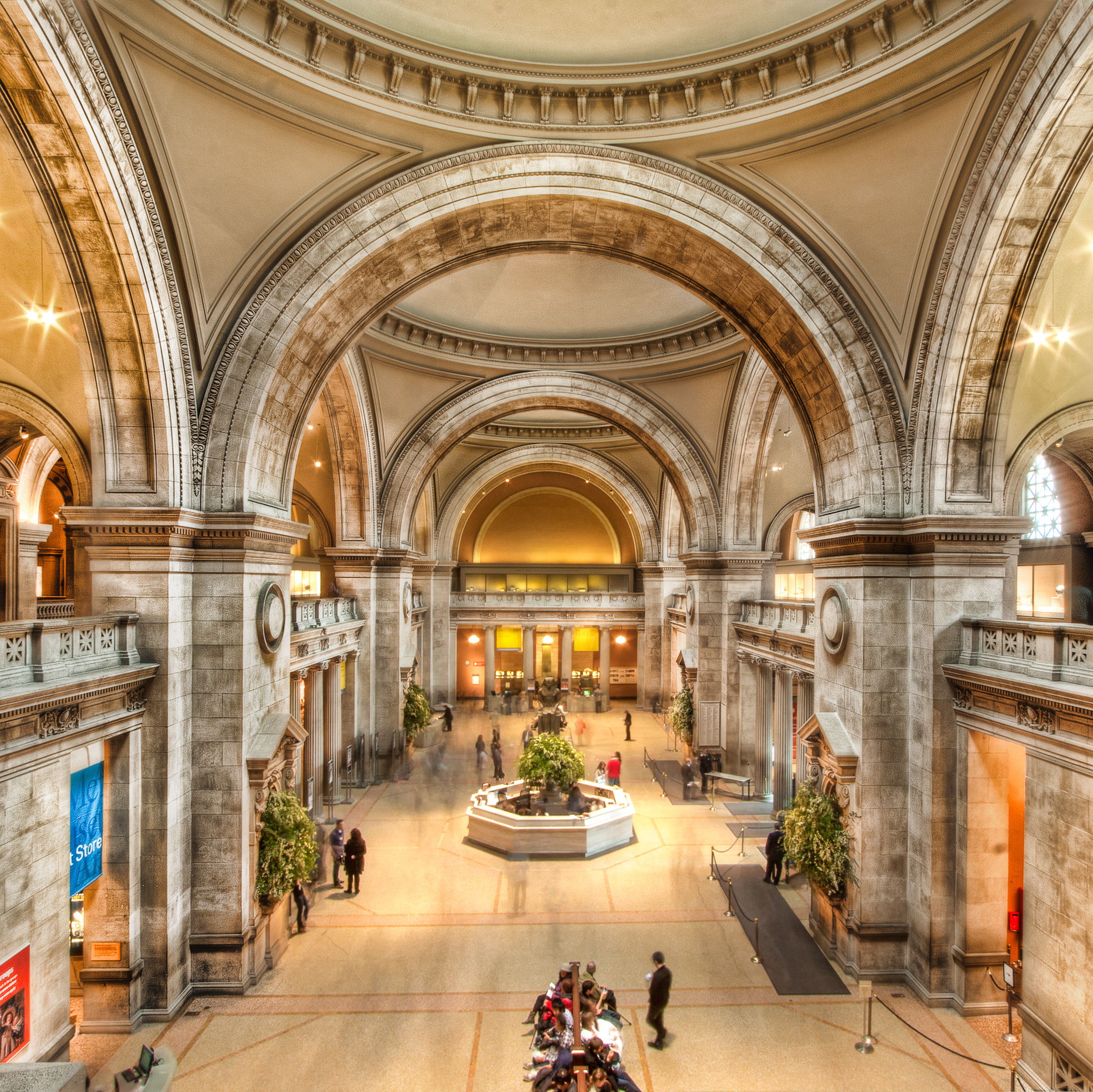
Eingangshalle
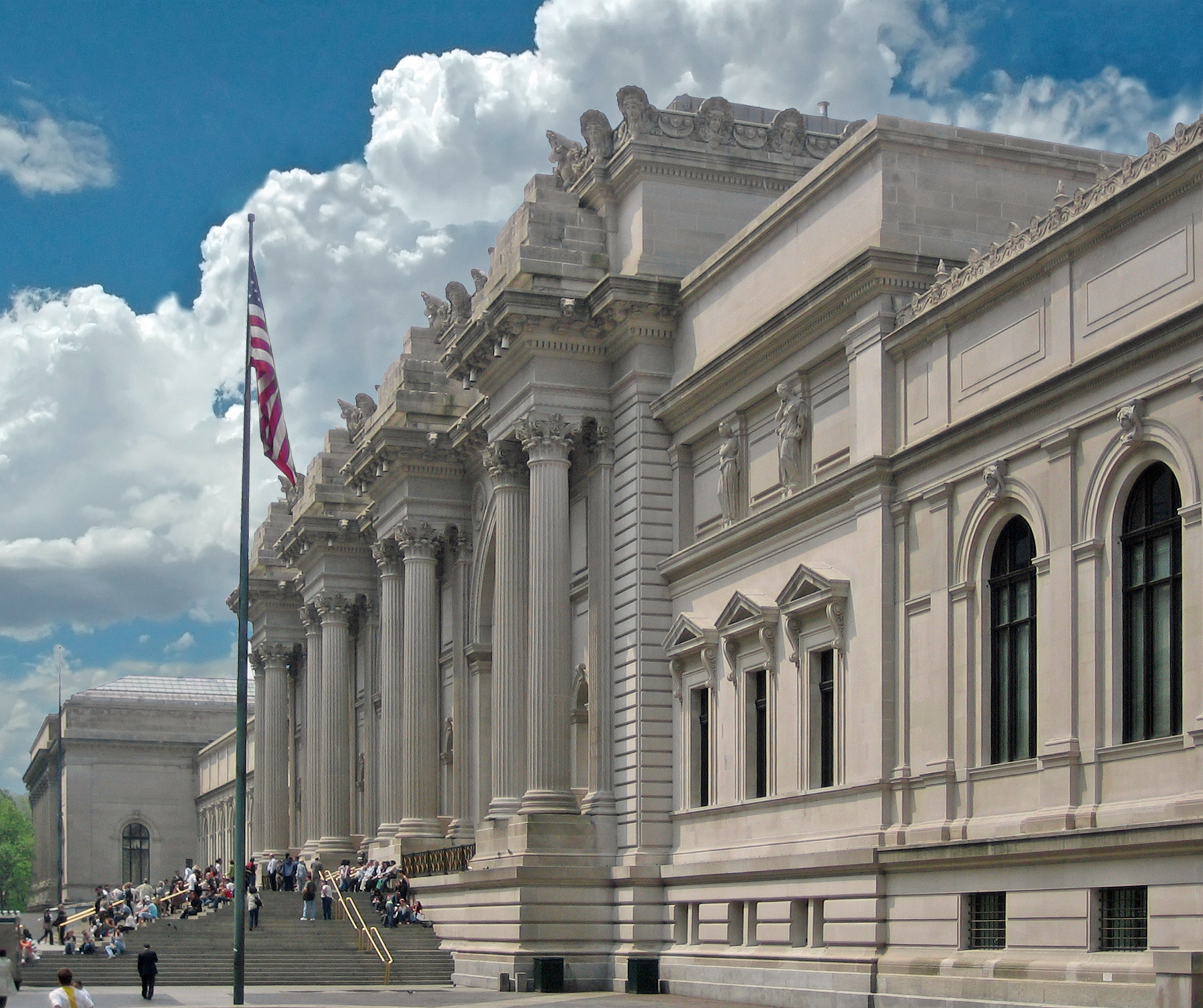
Neoklassizistische Fassade

Der heutige Standort befindet sich nach einer weiteren Zwischenstation seit 1880 am östlichen Rand des Central Parks. Entworfen wurde der Bau von dem amerikanischen Architekten Richard Morris Hunt in einem neoklassizistischen Stil (Neugotik). Die 1912 von Hunt erstellte, aber unvollendet gebliebene monumentale Fassade besteht aus hellbeigem Kalkstein aus Indiana. Das Architekturbüro McKim, Mead and White entwarf den Nord- und den Südflügel, die 1911 und 1913 fertiggestellt wurden. 1975 erfolgte dann nochmals eine umfassende Vergrößerung der Ausstellungsfläche parkeinwärts um das gesamte Gebäude herum. Nach wie vor besteht das Museum aus einem Erdgeschoss und zwei Stockwerken. Im Juni 1986 erhielt das Museumsgebäude den Status eines National Historic Landmarks zuerkannt.
Am 15. Dezember 2023 wurde die Rückgabe von 13 durch unlauteren Handel erhaltenen Khmer-Kunstwerken nach Kambodscha bekanntgegeben.
Von 2026 bis 2030 wird der Tang-Flügel an der Südwestecke des Hauptgebäudes für 500 Millionen US-Dollar durch einen fünfstöckigen Neubau ersetzt. Das von der mexikanischen Architektin Frida Escobedo entworfene Bauwerk wird im Gegensatz zum bisherigen Flügel 50 % mehr Ausstellungsfläche bieten.
Im Januar 2009 übernahm der vorige Kurator für Wandteppiche des Museums, der britische Kunsthistoriker Thomas P. Campbell, als Direktor die Leitung des „Met“ und wurde damit Nachfolger von Philippe de Montebello, der 31 Jahre lang das Museum geleitet hatte.
Museumsdirektoren
1. Luigi Palma di Cesnola, 1879–1904
2. Caspar Purdon Clarke, 1904–1910
3. Edward Robinson, 1910–1931
4. Herbert Winlock, 1932–1939
5. Francis Henry Taylor, 1940–1955
6. James J. Rorimer, 1955–1966
7. Thomas P. F. Hoving 1967–1977
8. Philippe de Montebello, 1978–2008
9. Thomas P. Campbell, von 1. Januar 2009 bis Ende Juni 2017
10. Max Hollein, seit August 2018[9]

## Sammlungsgebiete

### Überblick
Die Exponate umfassen chronologisch die wichtigsten kunsthistorischen Epochen, von steinzeitlichen Kultgegenständen bis hin zu Sonderausstellungen zeitgenössischer Kunst. Die Sammlungen zeigen neben amerikanischer Kunst auch umfangreiche Werke ägyptischer, afrikanischer, islamischer und asiatischer Kunst sowie Exponate aus dem Mittleren Osten. Die größte Abteilung widmet sich Europa, mit umfangreichen Gemäldesammlungen, Kunsthandwerk und Architekturfragmenten bis hin zu Musikinstrumenten und antiken Waffen sowie mittelalterlichen Rüstungen.
Die Sammlungen des Museums sind in 19 Abteilungen mit jeweils eigenen Ausstellungsräumen den Besuchern zugänglich (Collection Areas, in der folgenden Beschreibung alphabetisch sortiert entsprechend der englischen Sprache). Hinzu kommen das Antonio Ratti Textile Center, in dem Textilien konserviert, gelagert und erforscht werden, sowie eine umfangreiche Bibliothek.

### Amerikanisches Kunsthandwerk (American Decorative Arts)
Diese formell erst 1934 eingerichtete Abteilung umfasst etwa 12.000 Beispiele für amerikanisches (d. h. vorrangig das Gebiet der heutigen USA) Kunsthandwerk vom späten 17. bis ins frühe 20. Jahrhundert. Hierzu gehören Möbel, Metallarbeiten, Keramik, Glas und Textilien. Die Abteilung ist gemeinsam mit jener für amerikanische Malerei und Plastik im American Wing (amerikanischer Flügel) untergebracht und verfügt dabei über 25 Period Rooms, Zimmer mit kompletter Raumausstattung jeweils einer konkreten Epoche. Zu den herausragenden Werken der Abteilung gehören Silberschmiedearbeiten von Paul Revere, die wohl umfassendste Sammlung amerikanischer Glasmalerei (z. B. mit Werken von Louis Comfort Tiffany) sowie das von Frank Lloyd Wright gestaltete Wohnzimmer des Sommerhauses für Frances W. Little (Little House).

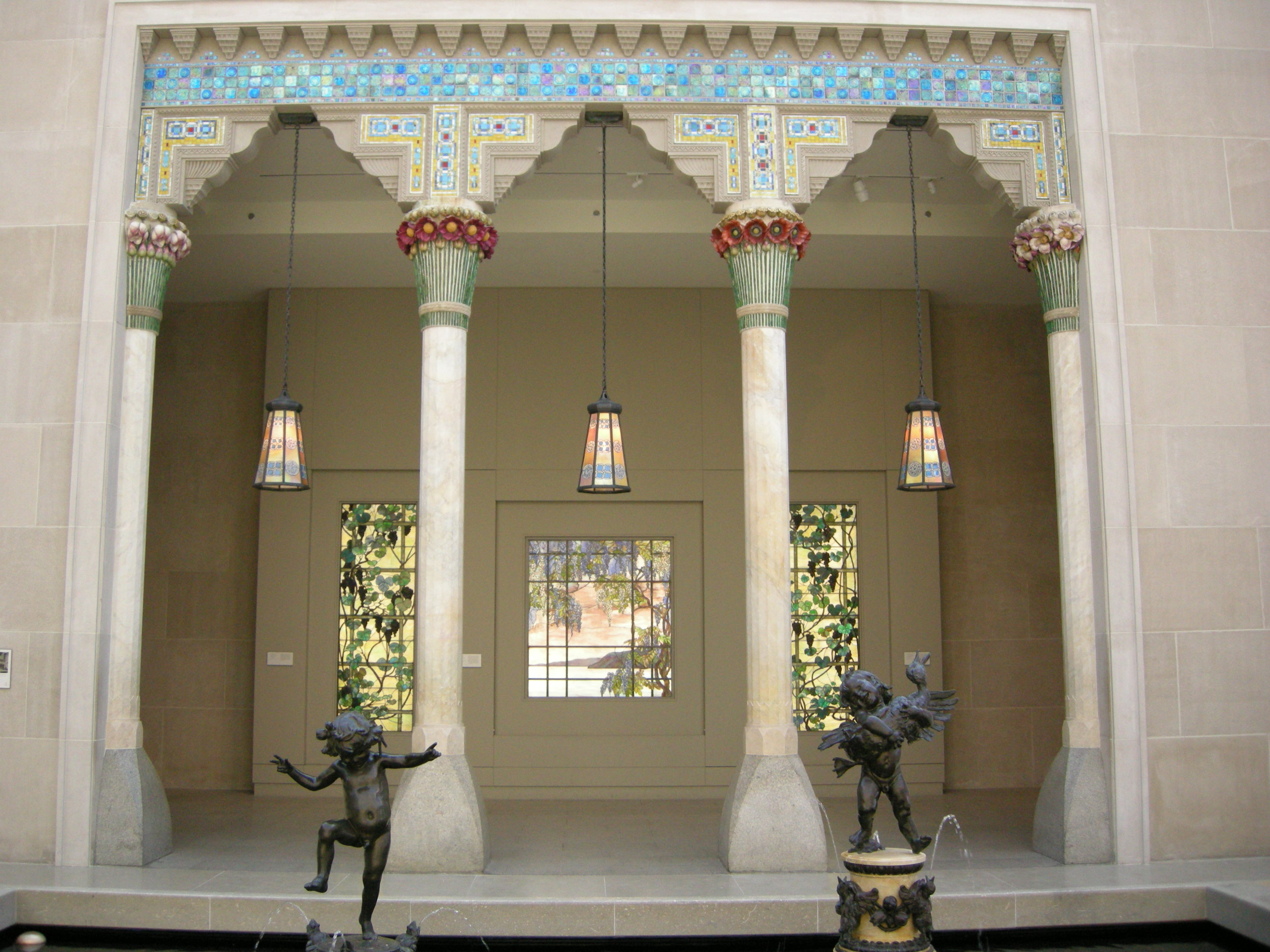
Werke amerikanischer Glasmalerei
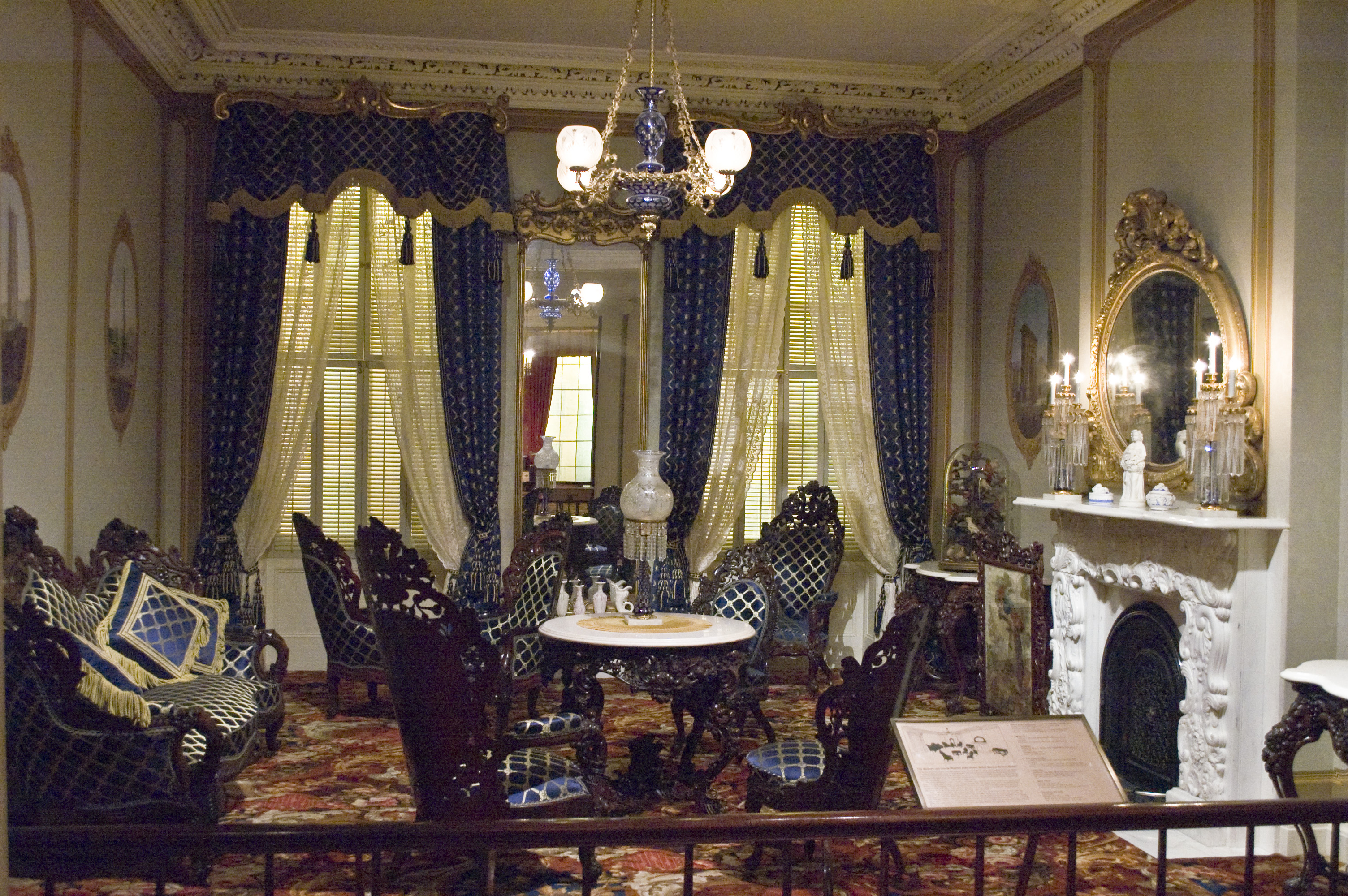
Period Room aus New York, ca. 1855, der den Stil des Rokoko imitiert
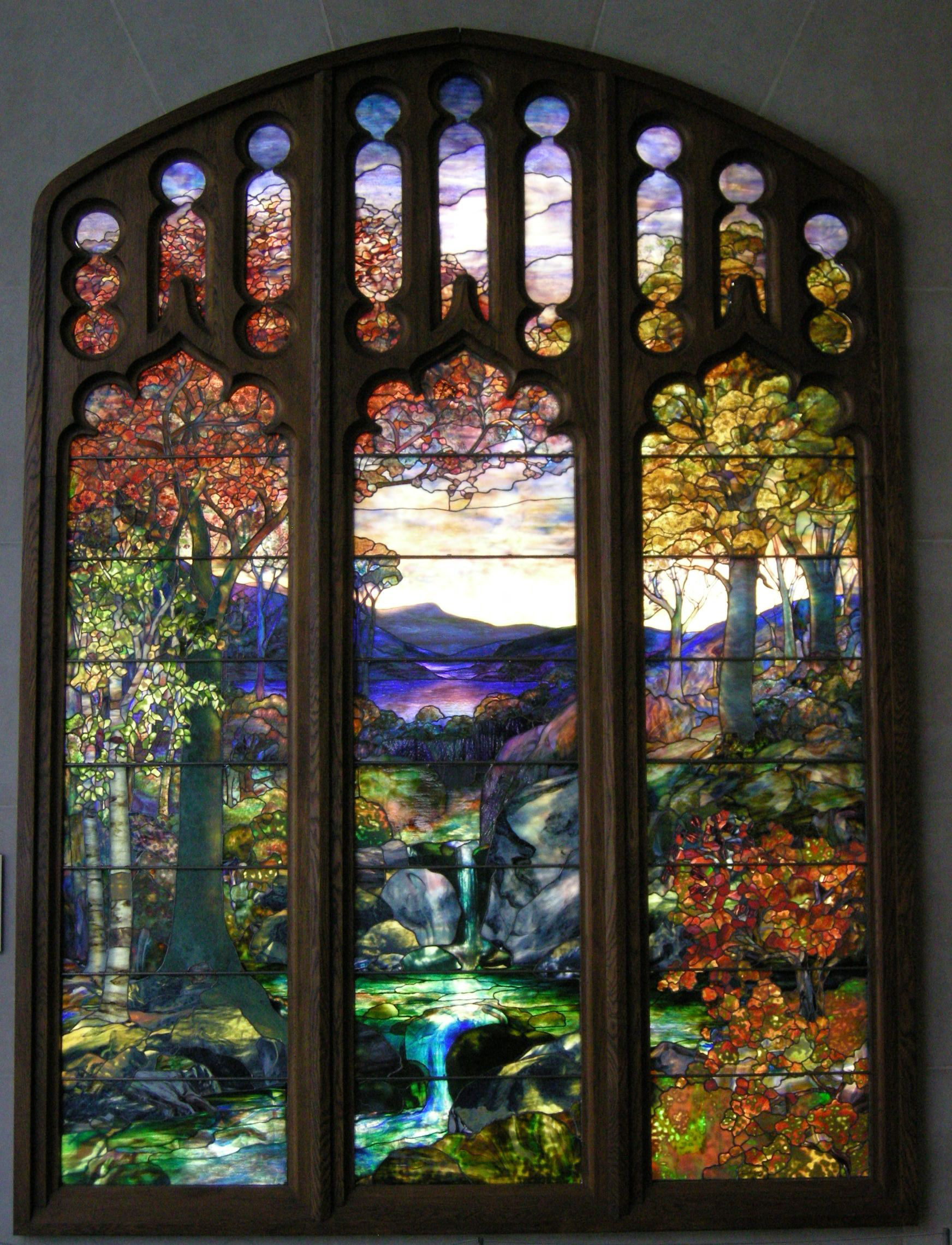
Herbstlandschaft, 1923, von den Tiffany Studios
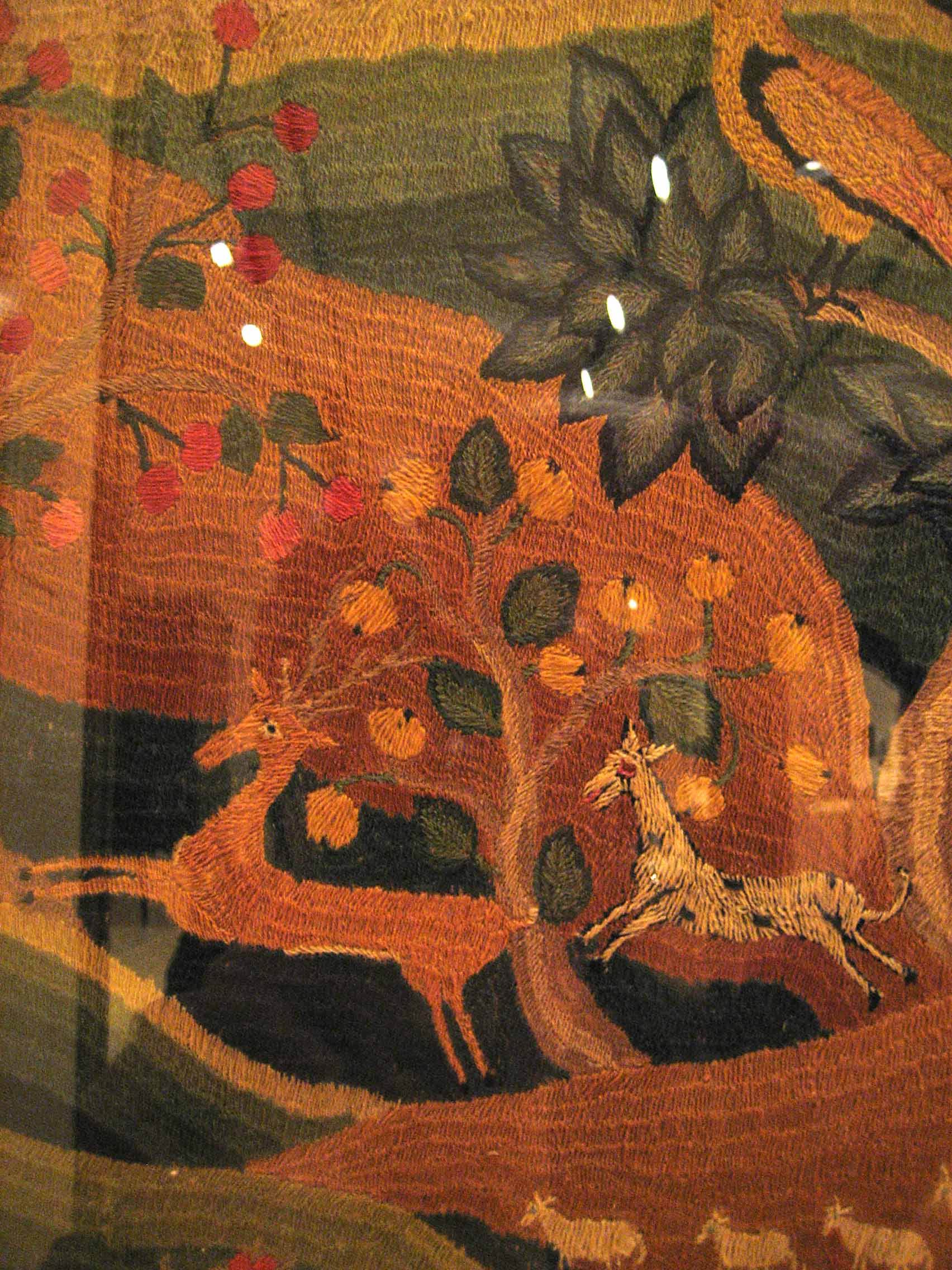
Ausschnitt der Stickerei auf einem Sessel aus Newport, 1758

### Amerikanische Malerei und Plastik (American Paintings and Sculpture)
Die im American Wing gezeigte Sammlung umfasst über 4000 Werke amerikanischer Kunst (Gemälde, Skulpturen und Arbeiten auf Papier) vom späten 18. bis ins frühe 20. Jahrhundert und ist damit eine der umfangreichsten überhaupt. Einige der berühmtesten Werke amerikanischer Kunst sind hier zu finden, z. B. das von Gilbert Stuart gemalte Gibbs-Channing-Avery Portrait George Washingtons oder Emanuel Leutzes monumentales Werk Washington Crossing the Delaware. Auch die anderen bedeutenden amerikanischen Künstler wie John Singleton Copley, Thomas Cole, George Caleb Bingham, Frederic Edwin Church, Albert Bierstadt, Thomas Eakins, John Singer Sargent, Winslow Homer, Mary Cassatt, James McNeill Whistler, Augustus Saint-Gaudens und Frederic Remington sind mit Hauptwerken vertreten.
Eine Besonderheit ist die hier seit 1924 stehende Hausfassade, welche einst zum New Yorker Prüfamt (Assay Office Building) in der Wall Street (historische Adresse: 32 Wall Street), direkt neben der Federal Hall gehörte. Es wurde 1824 durch Martin E. Thompson als Zweigstelle für die Bank of the United States entworfen und errichtet, wobei er architektonische Anleihen vom ehemaligen Hauptgebäude der früheren Bank of the United States aus Philadelphia nahm. Thompsons Gebäude diente von 1853 bis 1912 als U.S. Assay Office. Als das Gebäude 1915 abgebrochen wurde, rettete der Architekt Isaac Newton Phelps Stokes die Fassade und schenkte sie dem Metropolitan Museum of Art, wo sie knapp ein Jahrzehnt später beim Bau des American Wing als Teil des Ausstellungsraums wiederverwendet werden konnte.

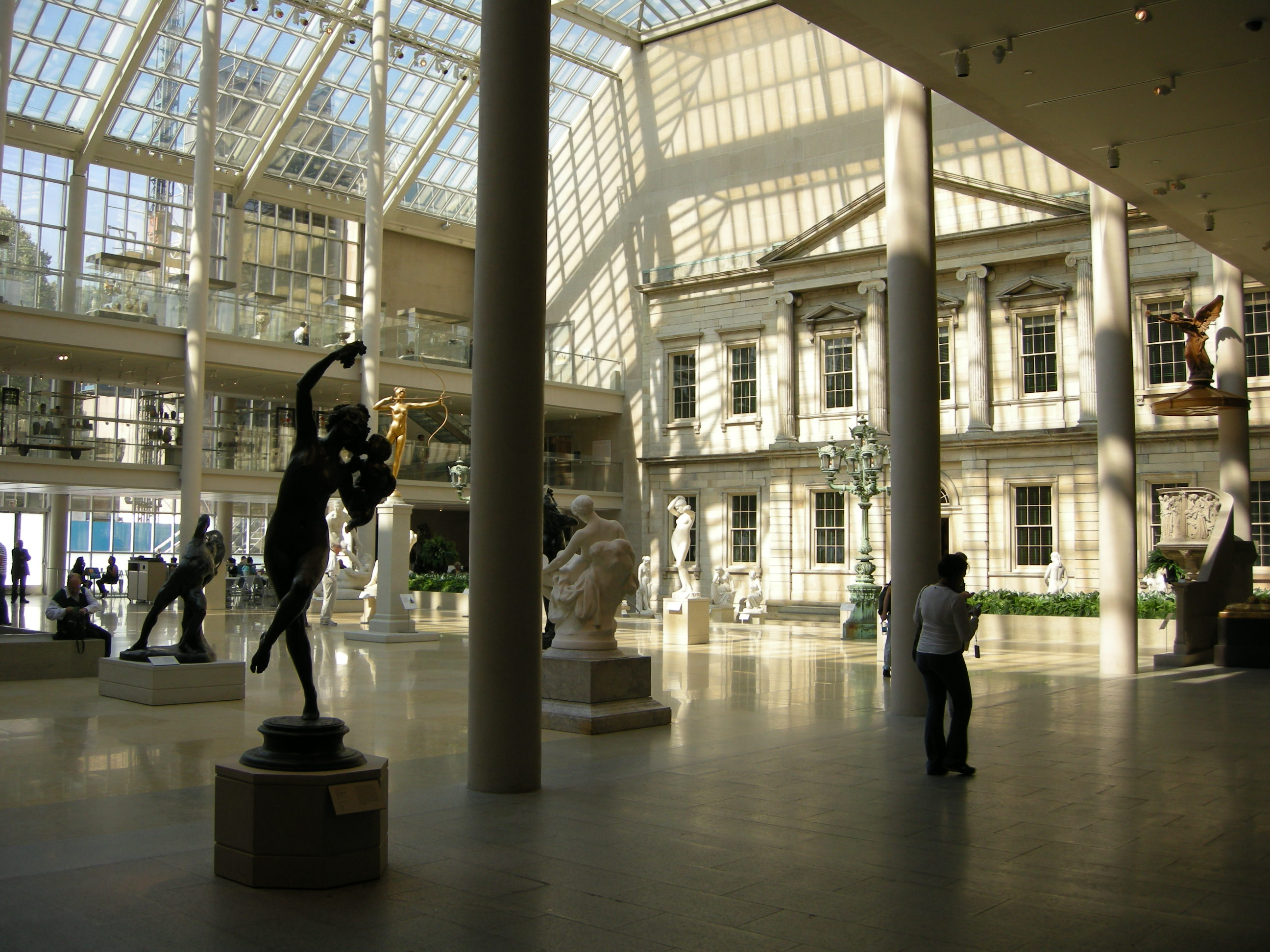
Innenhof mit amerikanischen Skulpturen, im Hintergrund die Fassade des ehemaligen Assay Office Building
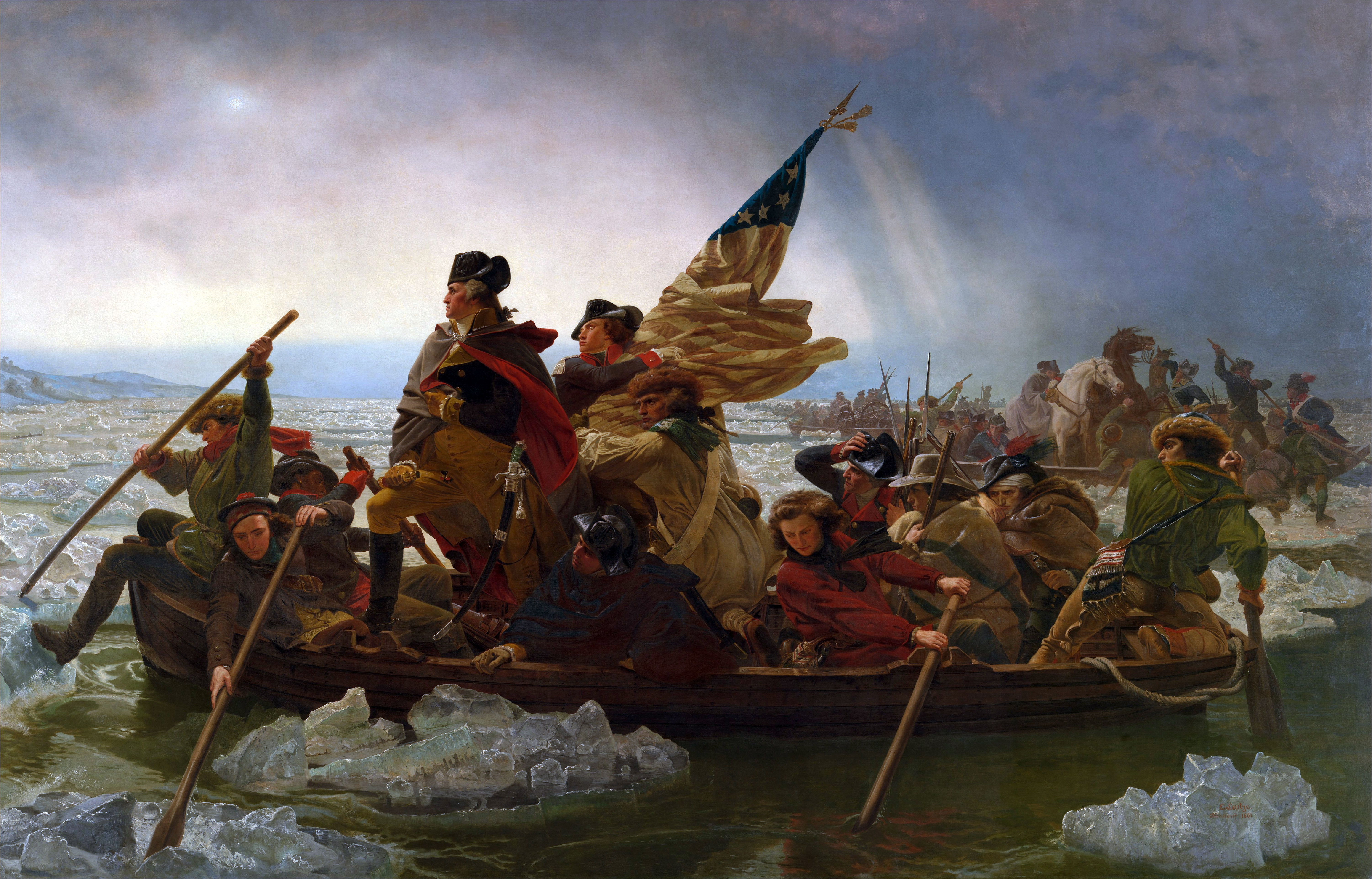
Washington Crossing the Delaware, 1851, von Emanuel Leutze
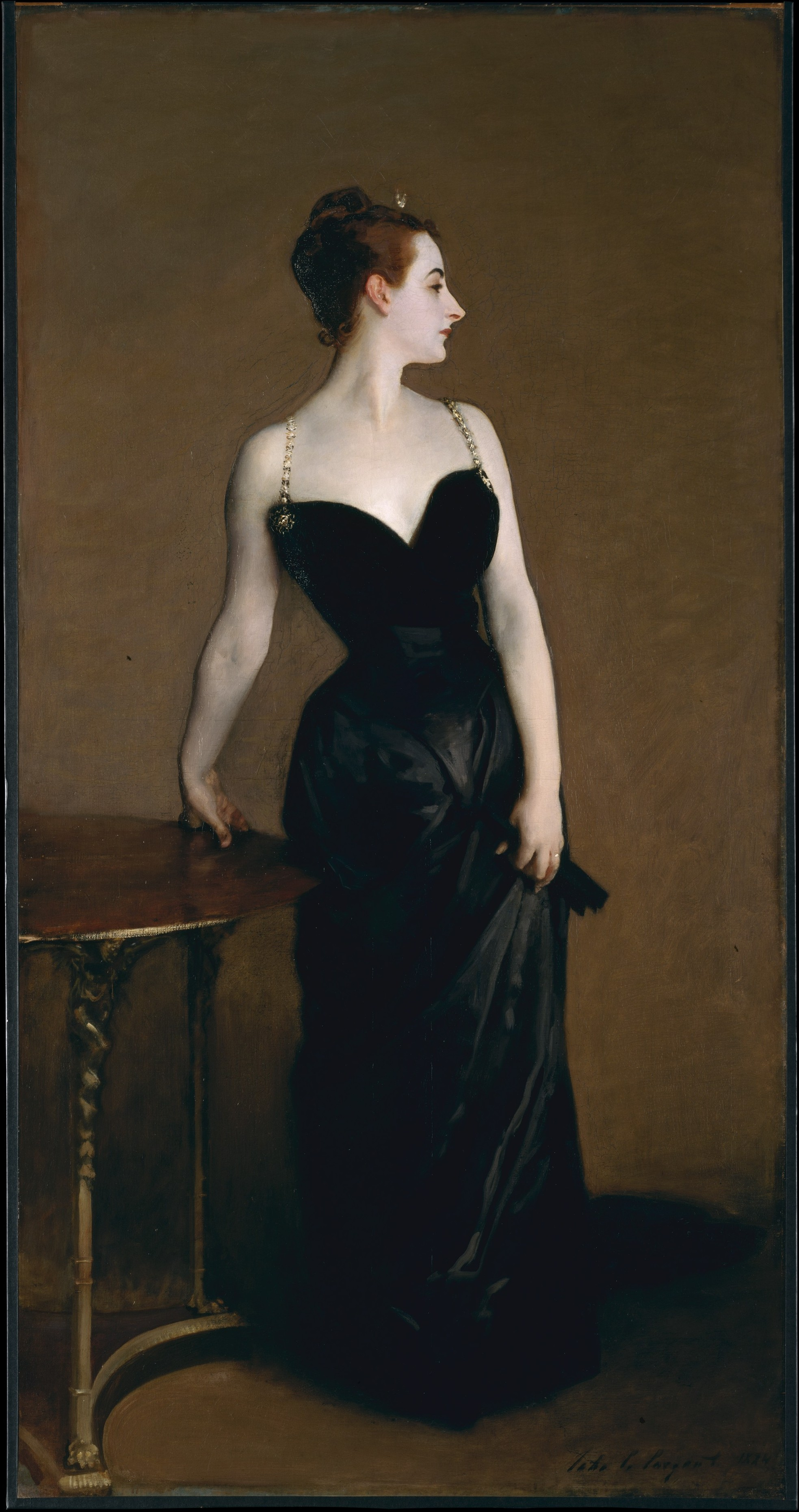
Madame X (Madame Pierre Gautreau), 1884, von John Singer Sargent
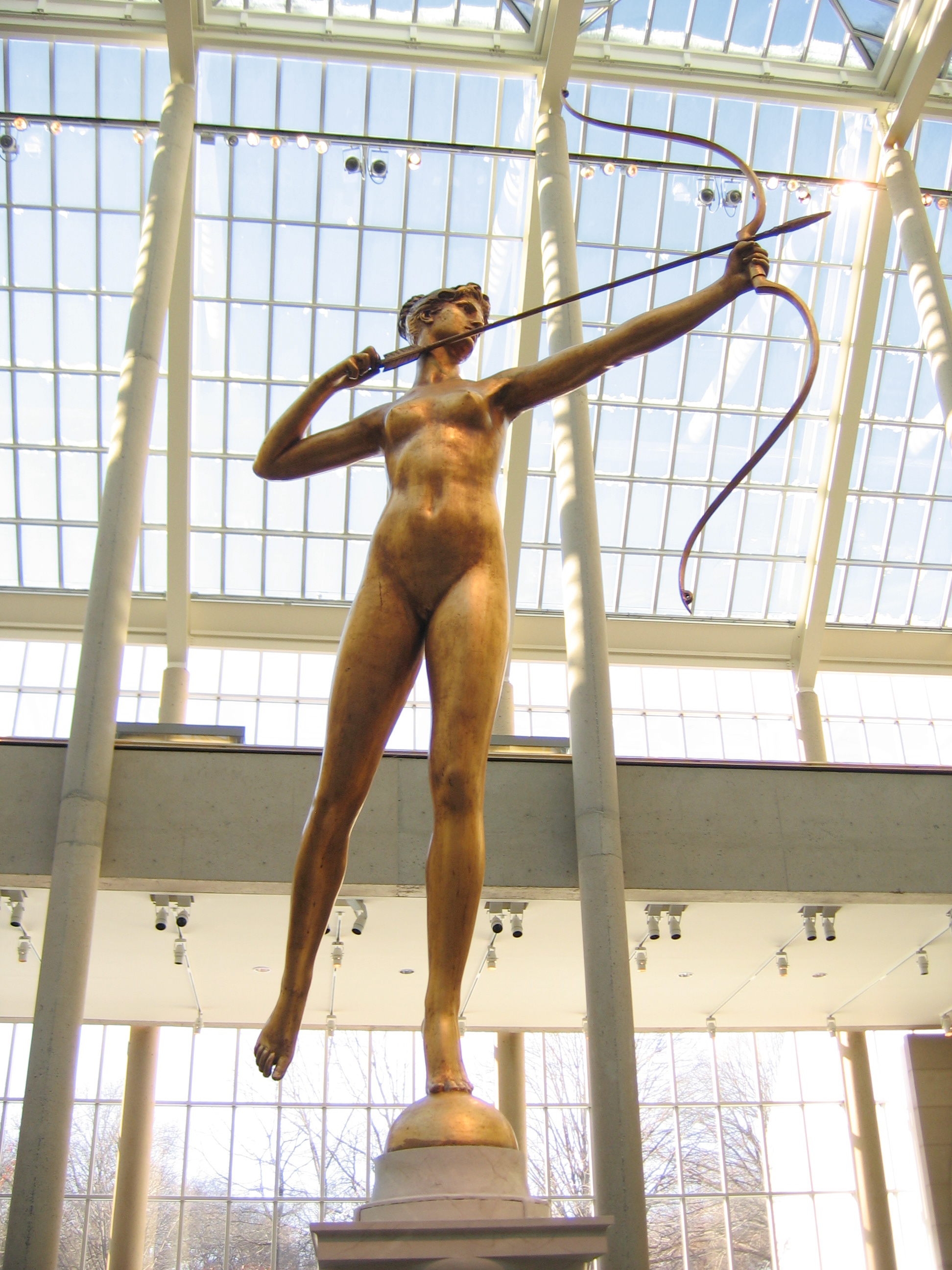
Diana, um 1894, von Augustus Saint-Gaudens

### Antike Kunst des Nahen Ostens (Ancient Near Eastern Art)
Diese seit 1956 eigenständige Abteilung deckt sowohl geographisch als auch zeitlich eine ausgesprochen großen Bereich ab, der dem Forschungsgebiet der vorderasiatischen Archäologie entspricht; das Metropolitan Museum gehört damit zu den wenigen Museen, die dieses Gebiet umfassend präsentieren.
Gezeigt werden archäologische Funde aus einem Gebiet, das sich von der Türkei im Westen bis zum Indus-Tal im Osten sowie vom Schwarzen und Kaspischen Meer im Norden bis zur arabischen Halbinsel im Süden erstreckt, und Kulturen von der neolithischen Revolution über die Hochkulturen am Indus und in Mesopotamien bis zum Einzug des Islam bzw. bis zum Untergang des Sassanidenreiches im Jahr 651 nach der Eroberung durch die Araber.
Die Werke gelangten sowohl durch Schenkungen oder Ankäufe ins Museum als auch durch Ausgrabungen, an denen sich das Museum seit den 1930er Jahren beteiligte (zum Beispiel in Nippur, Nimrud und Ktesiphon im Irak und in Hasanlu, Yarim Tepe und Qasr-i Abu Nasr im Iran).
Zu den bekanntesten Objekten der Sammlung zählen eine Reihe monumentaler neuassyrischer Reliefs aus Nimrud, die 1932 durch Schenkung von John D. Rockefeller, Jr. ins Museum gelangten. Weitere bedeutende Sammlungsteile umfassen sumerische Skulpturen (z. B. eine Sitzfigur des Gudea), Elfenbeinschnitzereien aus Anatolien sowie persische und anatolische Goldschmiedearbeiten.

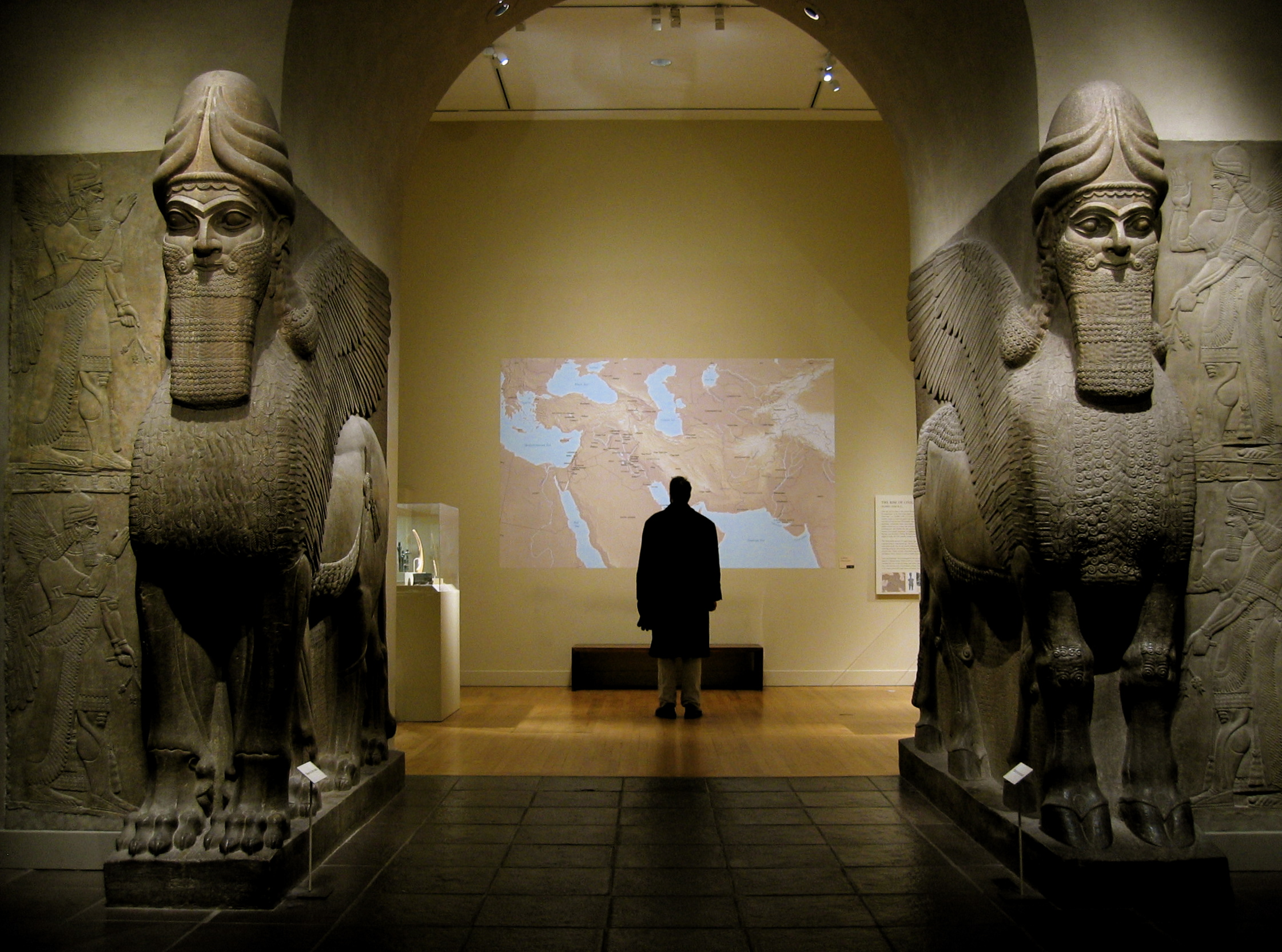
Monumentale Stierfiguren aus Nimrud, 883–859 v. Chr.
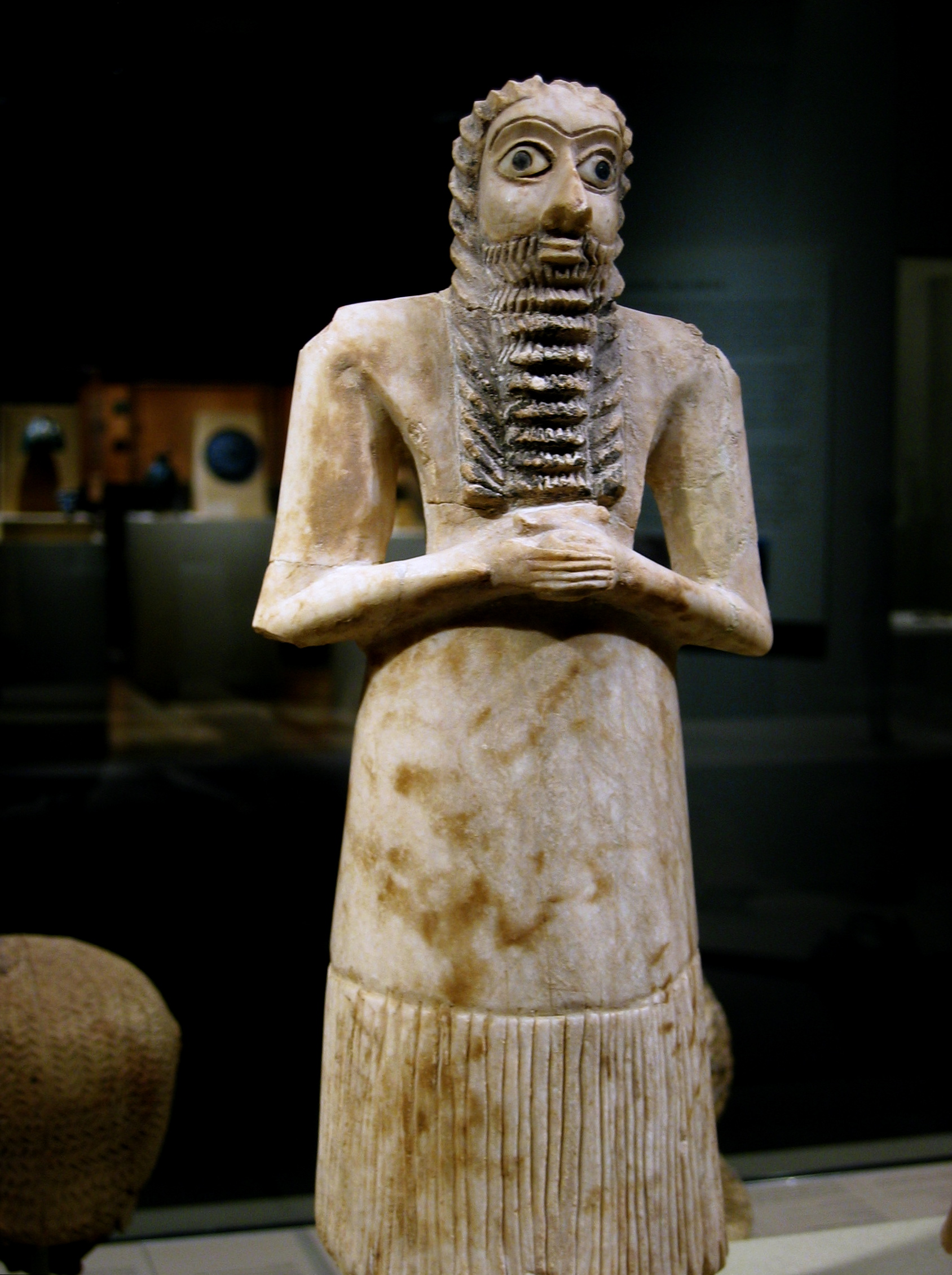
Sumerische stehende Beterfigur, ca. 2750–2600 v. Chr., aus Tell Asmar
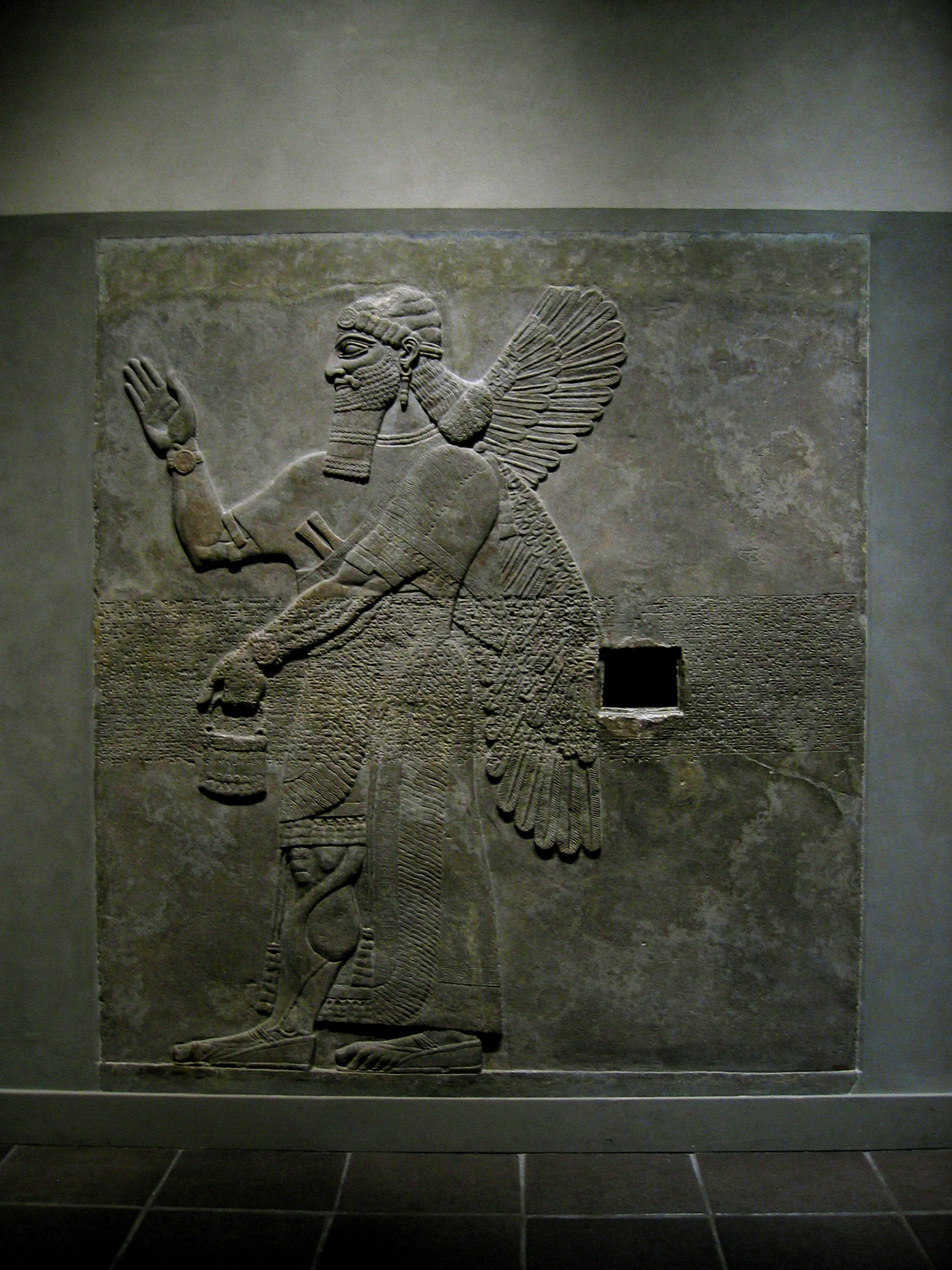
Neuassyrisches Relief aus Nimrud, 883–859 v. Chr.
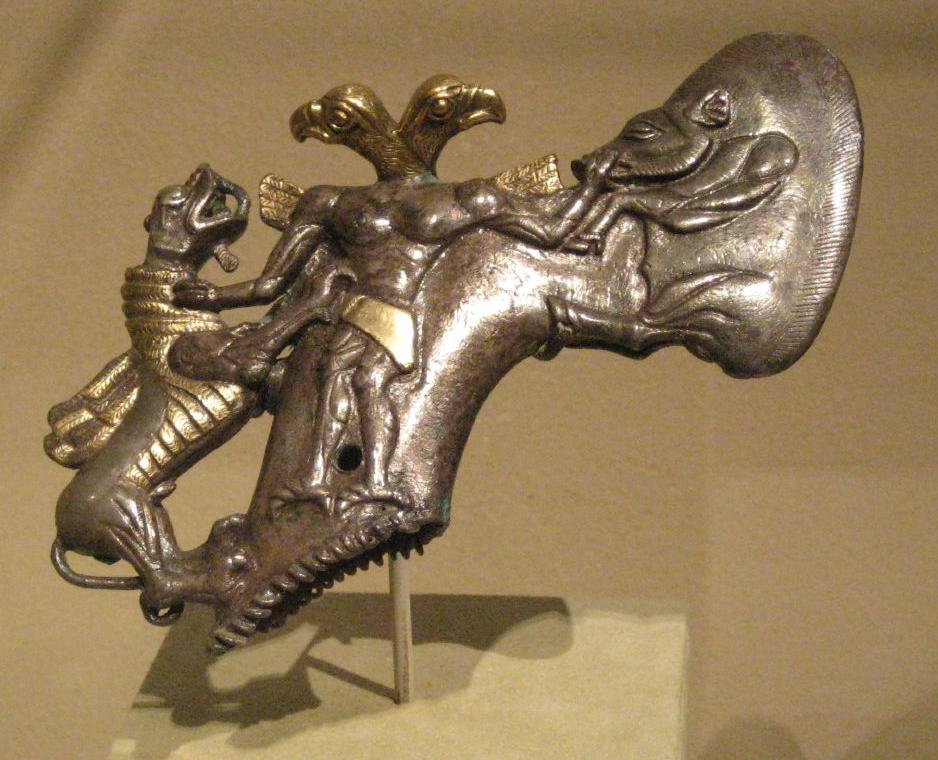
Verzierte Axtklinge, ca. 2000 v. Chr. /(Nord-Afghanistan)

### Waffen und Rüstungen (Arms and Armor)
Nominell umfasst diese Abteilung Rüstungen sowie Blank- und Schusswaffen aus dem Zeitraum von 400 v. Chr. bis zum 19. Jahrhundert, die aus Europa, Asien und Nordamerika stammen. So finden sich hier auch archäologische Funde (z. B. ein Spangenhelm), aber das Augenmerk liegt auf aufwendig gestalteten Objekten, die Beispiele für das Kunsthandwerk der jeweiligen Epoche sind. Somit handelt es sich dabei oft um Prunkrüstungen und -waffen. Ein Schwerpunkt der Sammlung sind europäische Rüstungen, etwa für Turniere, aus dem späten Mittelalter und der Renaissance. Darunter befinden sich mehrere Rüstungen aus den königlichen Werkstätten der Tudors in Greenwich angefertigt, ein von Filippo Negroli kunstvoll gestalteter Paradehelm sowie mehrere süddeutsche Rüstungen für „Ross und Reiter“, die freistehend präsentiert den Blickfang der Ausstellungsräume bilden. Darüber hinaus werden islamische Rüstungen aus dem Persien und Anatolien des 15. Jahrhunderts ebenso gezeigt wie juwelenbesetzte Waffen vom Ottomanischen Hof in der Türkei und dem Mogulhof in Indien. Die umfangreiche Sammlung japanischer Rüstungen und Waffen, beginnend mit Arbeiten aus dem Mittelalter, gilt als die bedeutendste außerhalb Japans.

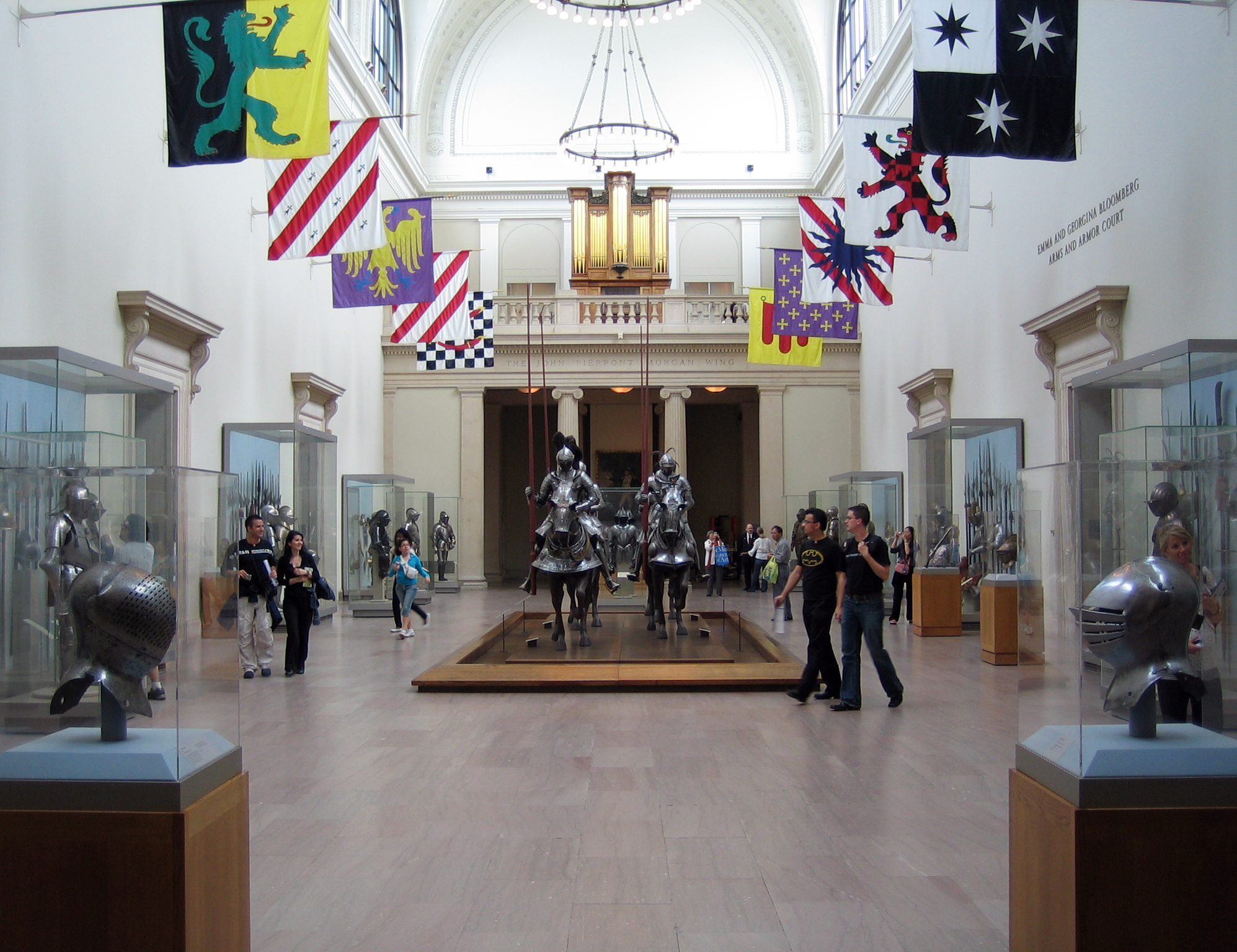
„Reiterhof“, größter Ausstellungsraum der Abteilung
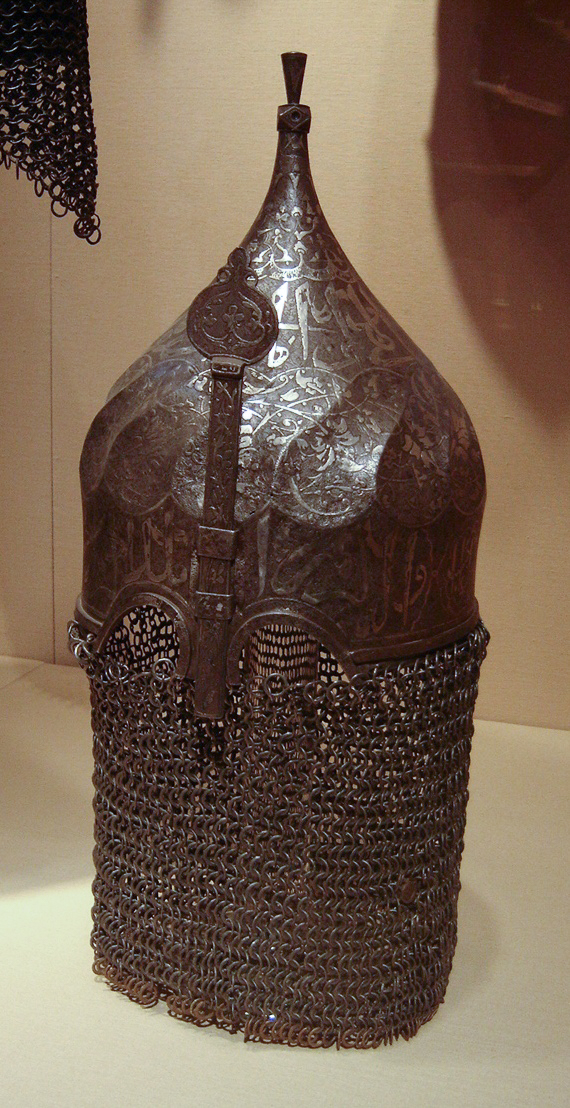
Iranischer Helm, spätes 15. Jahrhundert
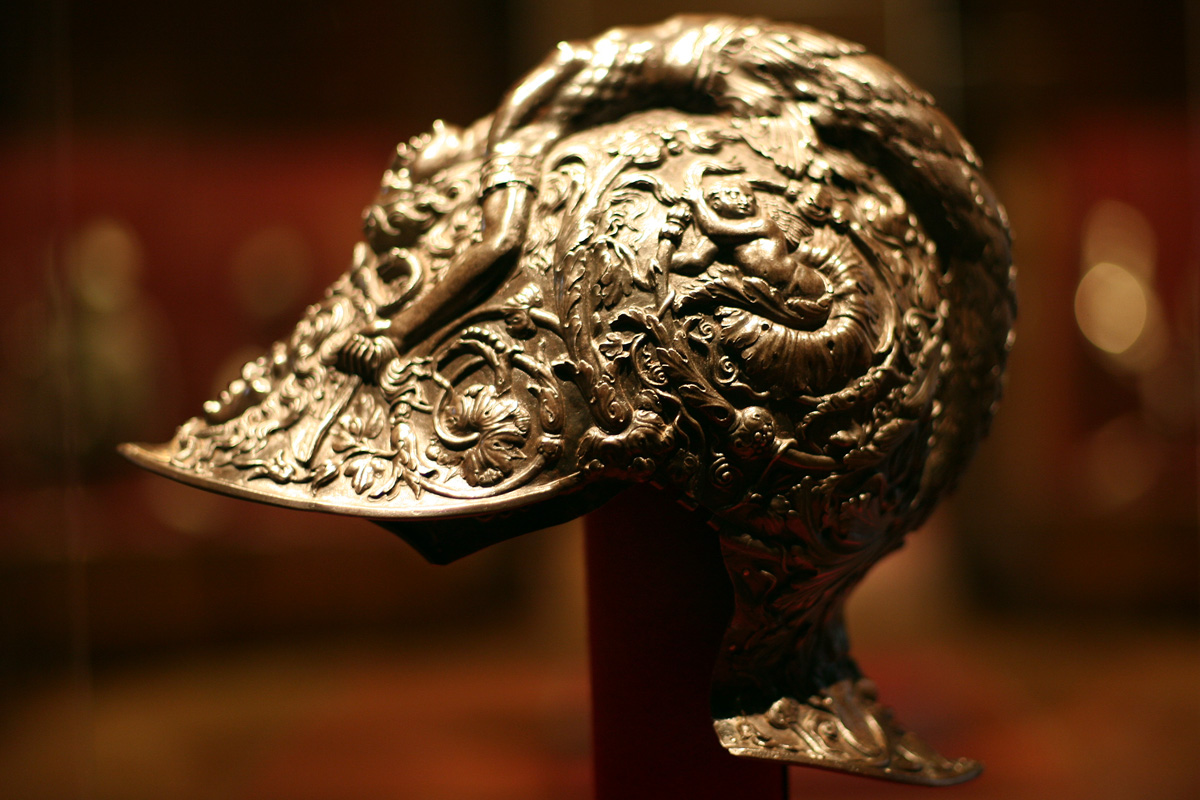
Paradehelm, 1543, von Filippo Negroli
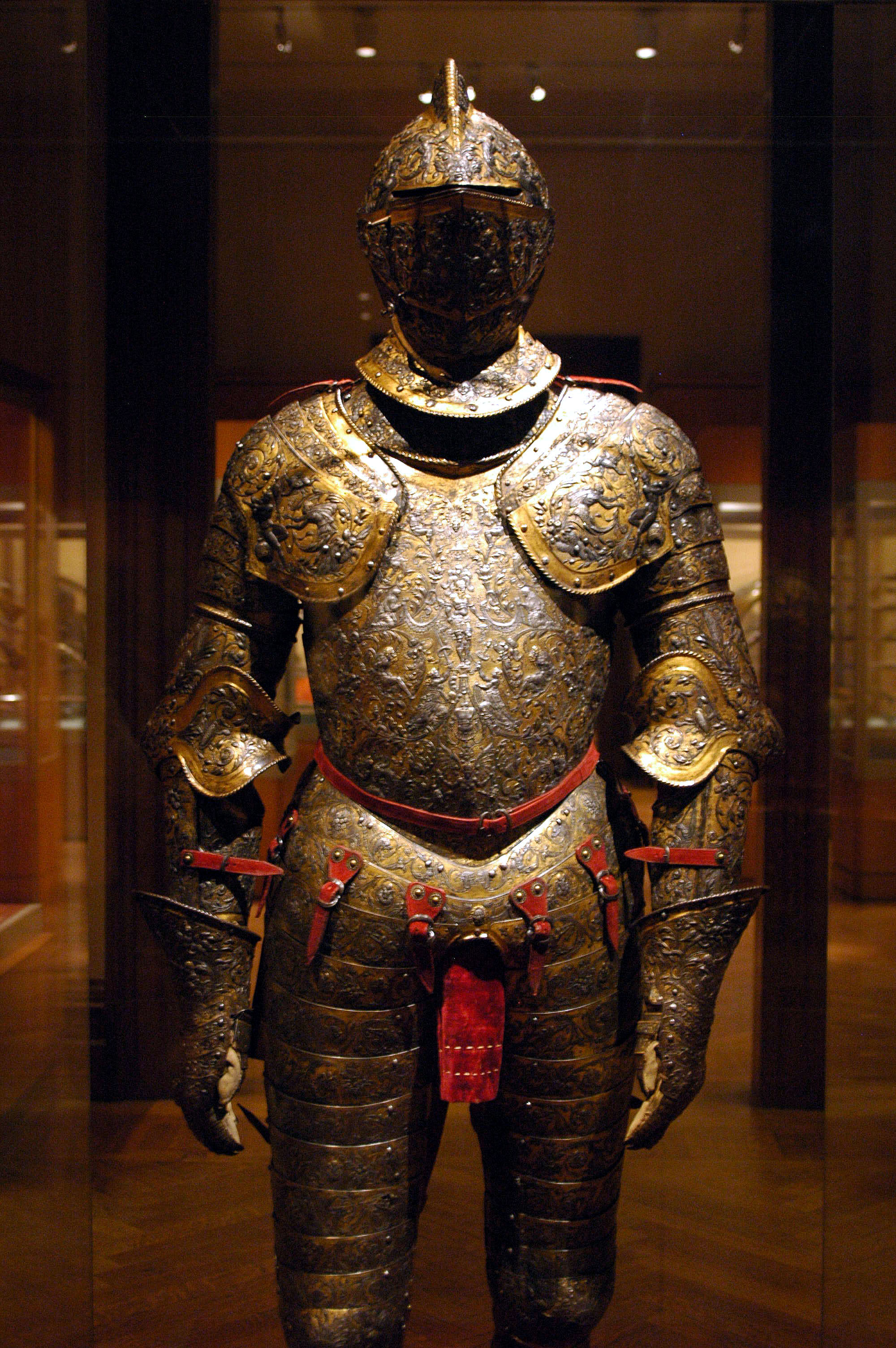
Rüstung für Heinrich II. von Frankreich, ca. 1550, Paris

### Kunst Afrikas, Ozeaniens, Süd-, Mittel- und Nordamerikas (Arts of Africa, Oceania, and the Americas)
Die in dieser Abteilung gezeigten Werke wurden in Afrika, Ozeanien und im vorkolonialen Amerika geschaffen, es handelt sich also um Objekte, die etwa in Deutschland traditionell eher in Völkerkunde- als in Kunstmuseen zu finden sind. Zwar wurden im Metropolitan-Museum bereits seit 1882 einige solcher Objekte gesammelt, aber der entscheidende Anstoß zu einer gleichberechtigten Präsentation neben der europäischen oder asiatischen Kunst fand 1969 statt: Nelson A. Rockefeller bot seine persönliche Sammlung außereuropäischer Kunst, die bis dahin den Grundstock des von ihm gegründeten Museum of Primitive Art bildete, dem Metropolitan Museum als Schenkung an. De facto wurde das bisherige Museum of Primitive Art dem Metropolitan Museum eingegliedert. Dabei wurden die gezeigten Objekte bewusst als Kunstwerke aufgefasst, also nicht lediglich als Dokumente ihrer jeweiligen Kultur, und sie wurden in ihrer Bewertung innerhalb des Metropolitan-Museums mit der westlichen Kunst gleichgestellt. Seit diesem Schritt erfüllt das Metropolitan-Museum auch aus eigener Sicht den Anspruch, die Kunst der Menschheit enzyklopädisch darzustellen.
Der Museumsflügel der Abteilung, der Michael C. Rockefeller Wing, ist nach einem Sohn von Nelson A. Rockefeller benannt, der als Ethnologe in Neuguinea bei den Asmat Objekte gesammelt hat, darunter die Ahnenpfähle, die ein Blickfang dieses Museumsflügels sind. Durch die Stiftung der Rockefeller-Sammlung verfügt die Abteilung über zahlreiche herausragende Werke afrikanischer, ozeanischer und präkolumbianischer Kunst (z. B. eine aus Elfenbein geschnitzte Anhängermaske aus dem Königreich Benin, ein Mosaikschild von den Salomonen, Masken von den Torres-Strait-Inseln, eine Maya-Stele), und sie wurde seither einerseits durch gezielte Ankäufe weiter verstärkt (z. B. ein Karyatidenhocker des Meisters von Buli) und andererseits durch Schenkungen: Hier sind etwa die Perls-Sammlung von Arbeiten aus Benin zu nennen (darunter bedeutende Bronzearbeiten) oder die Mitchell-Sammlung präkolumbianischer Goldobjekte.

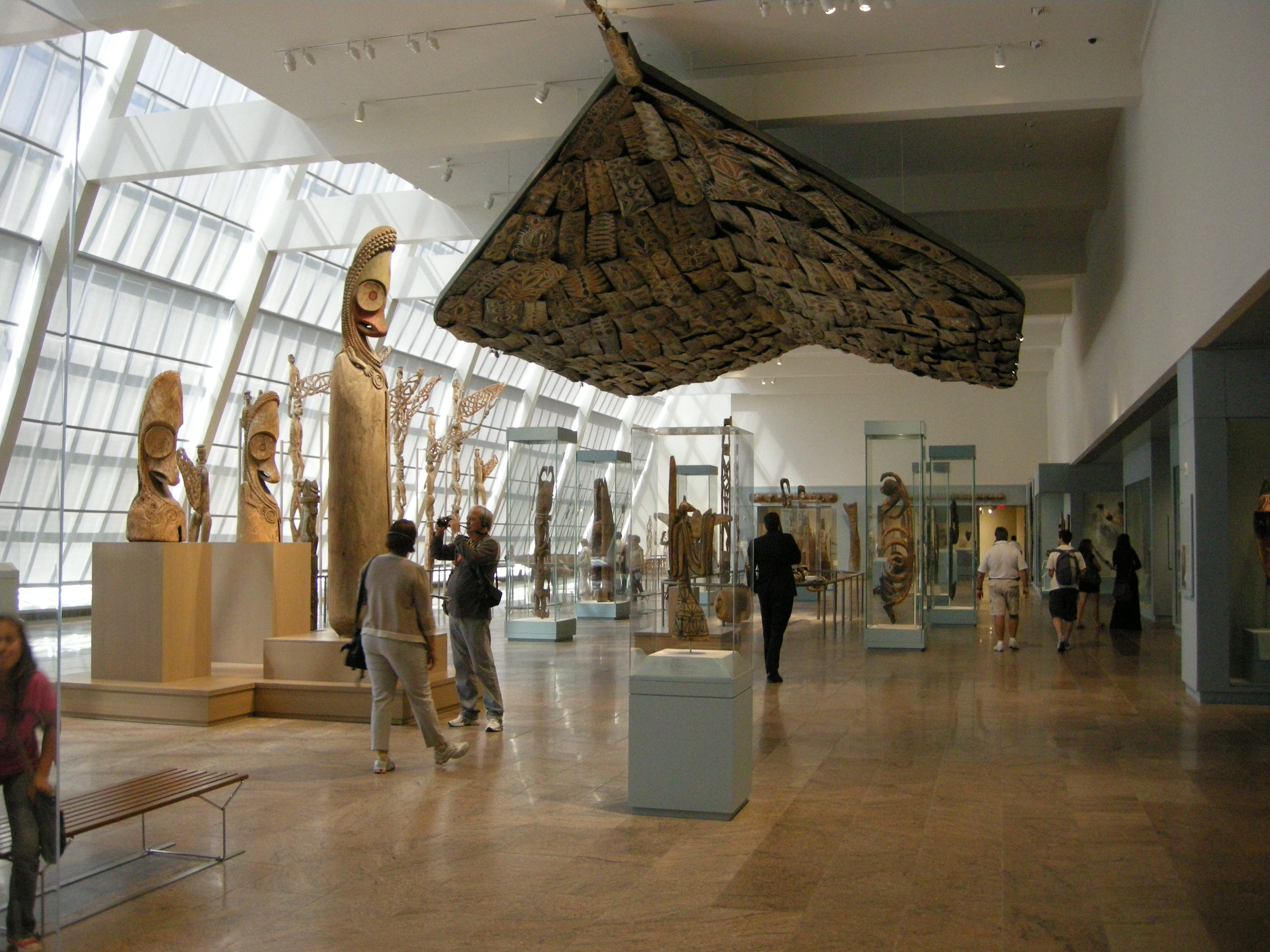
Ausstellungsraum mit ozeanischen Kunstwerken
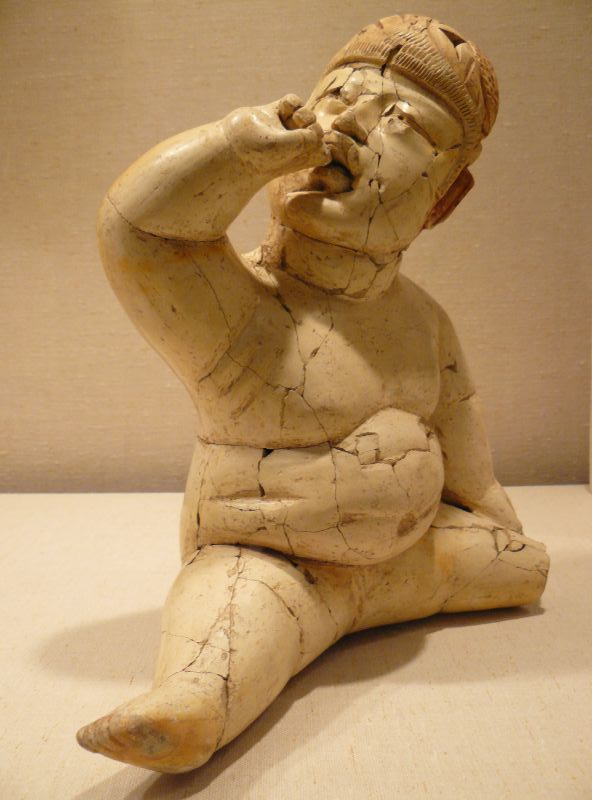
Olmekische „Baby-Figur“, 12.–9. Jahrhundert v. Chr.
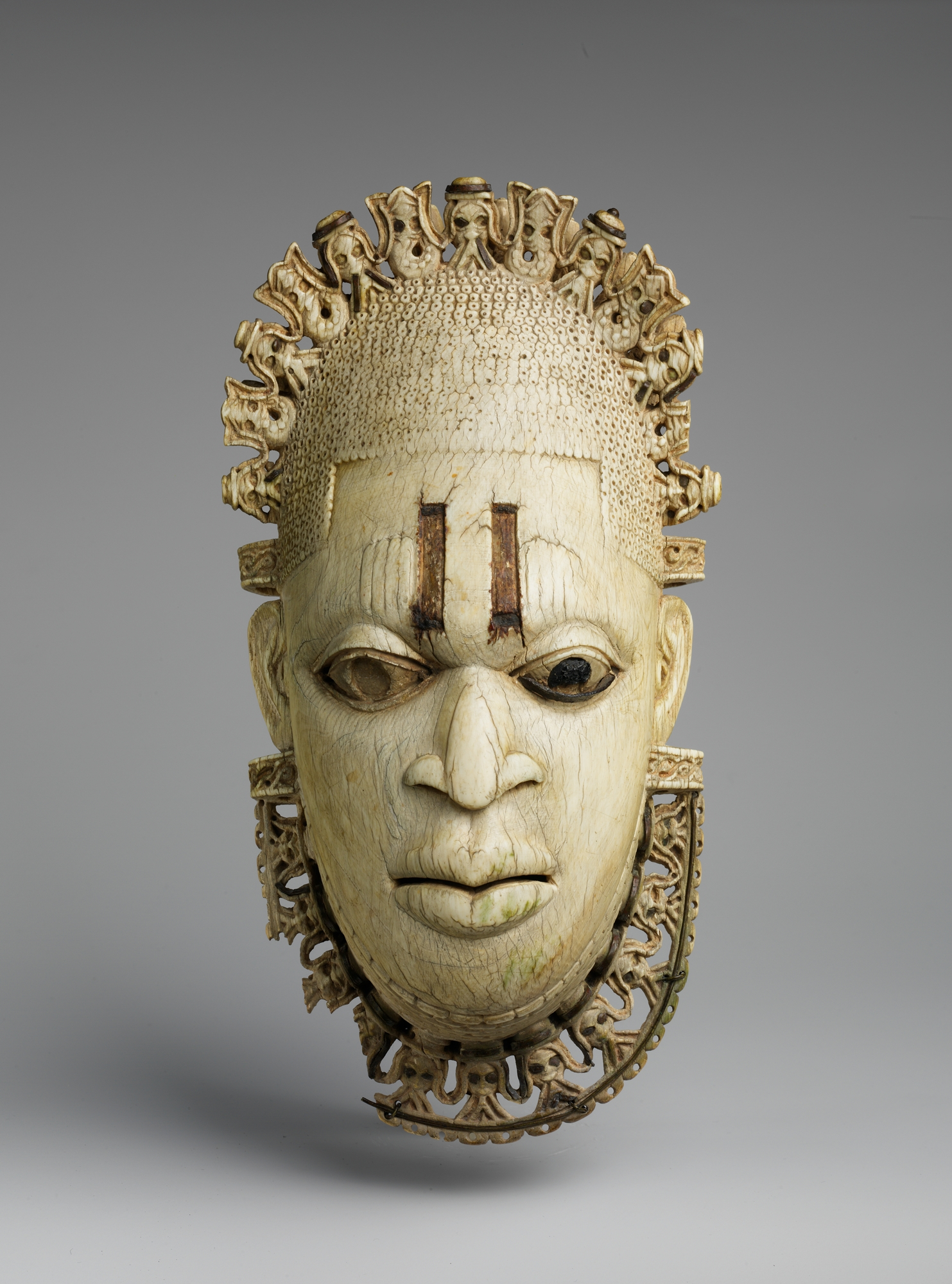
Elfenbeinmaske aus Benin, frühes 16. Jahrhundert n. Chr.
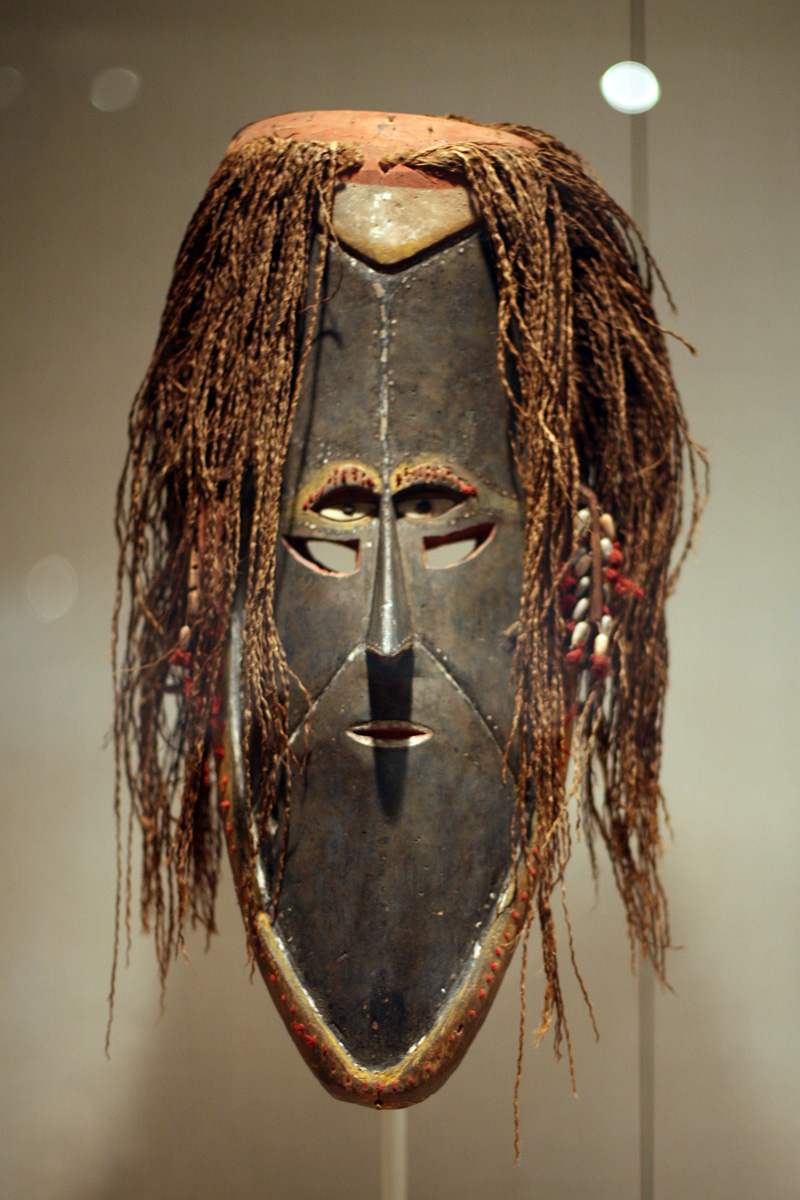
Maske von den Torres-Strait-Inseln

### Asiatische Kunst (Asian Art)
Die Sammlung asiatischer Kunst gehört mit über 35.000 Objekten zu den größten und umfassendsten der USA, sie zeigt Kunstwerke sämtlicher Kulturregionen Asiens (China, Japan, Korea, Südasien, Südostasien, Himalaya) und deckt den Zeitraum vom 4. Jahrtausend v. Chr. bis ins frühe 20. Jahrhundert ab. Asiatische Kunst wurde zwar bereits seit 1879 im Metropolitan Museum gesammelt und ist seit 1915 als eigenständige Abteilung organisiert, wurde aber im Vergleich zu europäischer und amerikanischer Kunst zunächst weniger intensiv gesammelt. Dies änderte sich in den 1970er Jahren, insbesondere durch den Einsatz von C. Douglas Dillon, der ab 1970 Präsident des Museums war. Durch die damals einsetzende, aktive Ankaufspolitik sowie durch Schenkungen wurden in den nachfolgenden Jahren das hohe Niveau und die umfassende Ausrichtung der heutigen Sammlung asiatischer Kunst erreicht.
Schwerpunkte der Sammlung sind chinesische Kalligraphie und Malerei (z. B. von Han Gan, Guo Xi, Qian Xuan, Zhao Mengfu, Ni Zan, Wang Hui), japanische Faltschirme (z. B. von Ogata Kōrin) und Farbholzschnitte, außerdem chinesische, süd- und südostasiatische Skulpturen sowie frühe Malereien aus Nepal und Tibet.
Wie in anderen Abteilungen auch, kombiniert die Präsentation im „asiatischen Flügel“ Kunstwerke mit Kunsthandwerk und kulturgeschichtlichen Objekten (Metallarbeiten, Keramiken, Lackarbeiten, Textilien), um einen umfassenden Eindruck der jeweiligen Kulturepoche zu geben. Ein Ruhepunkt für den Besucher ist der von Brooke Astor initiierte Astor-Hof, ein im Stil der Ming-Dynastie gestalteter Innenhof.

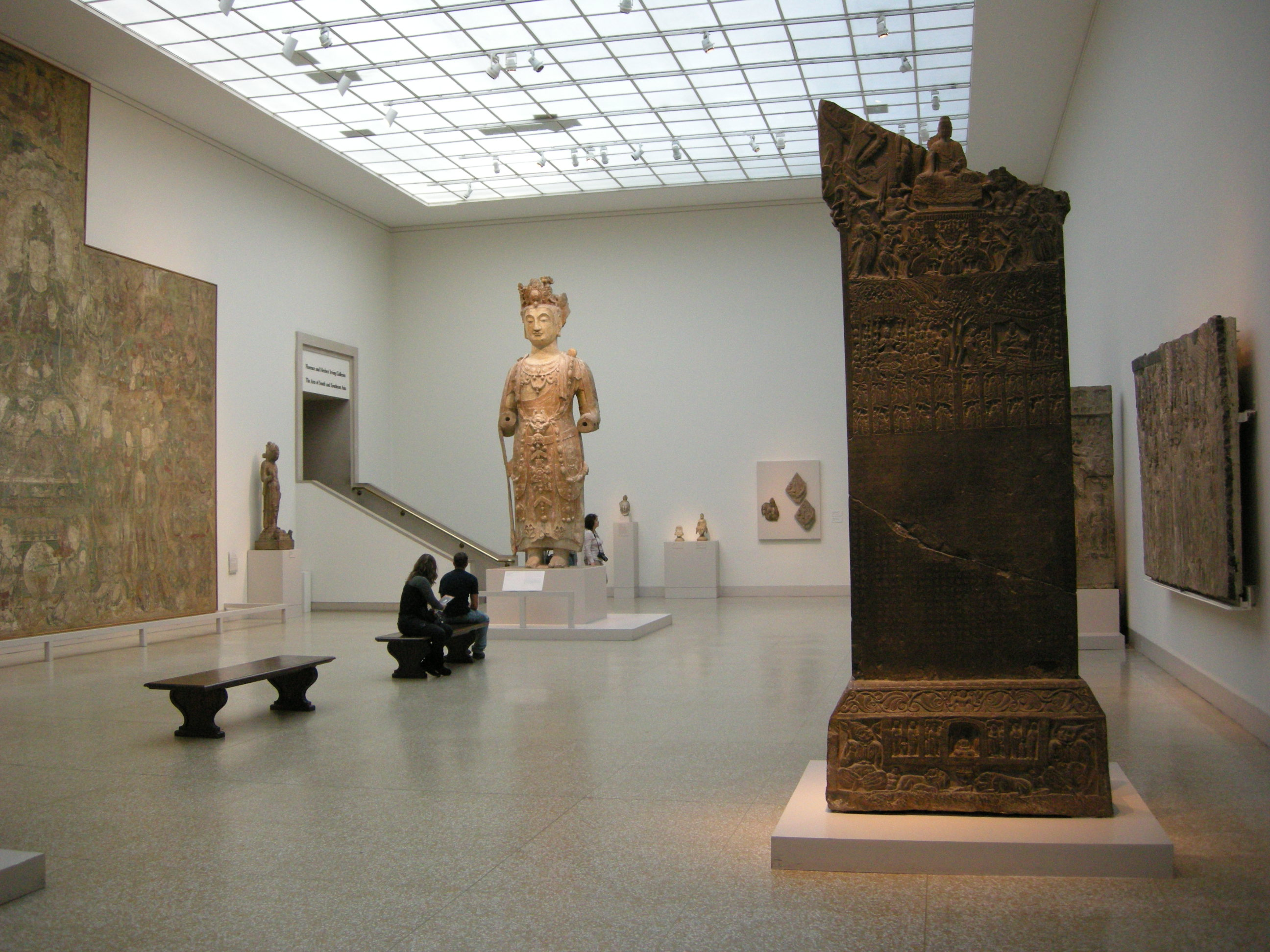
Saal mit frühen buddhistischen Skulpturen und Fresken aus China
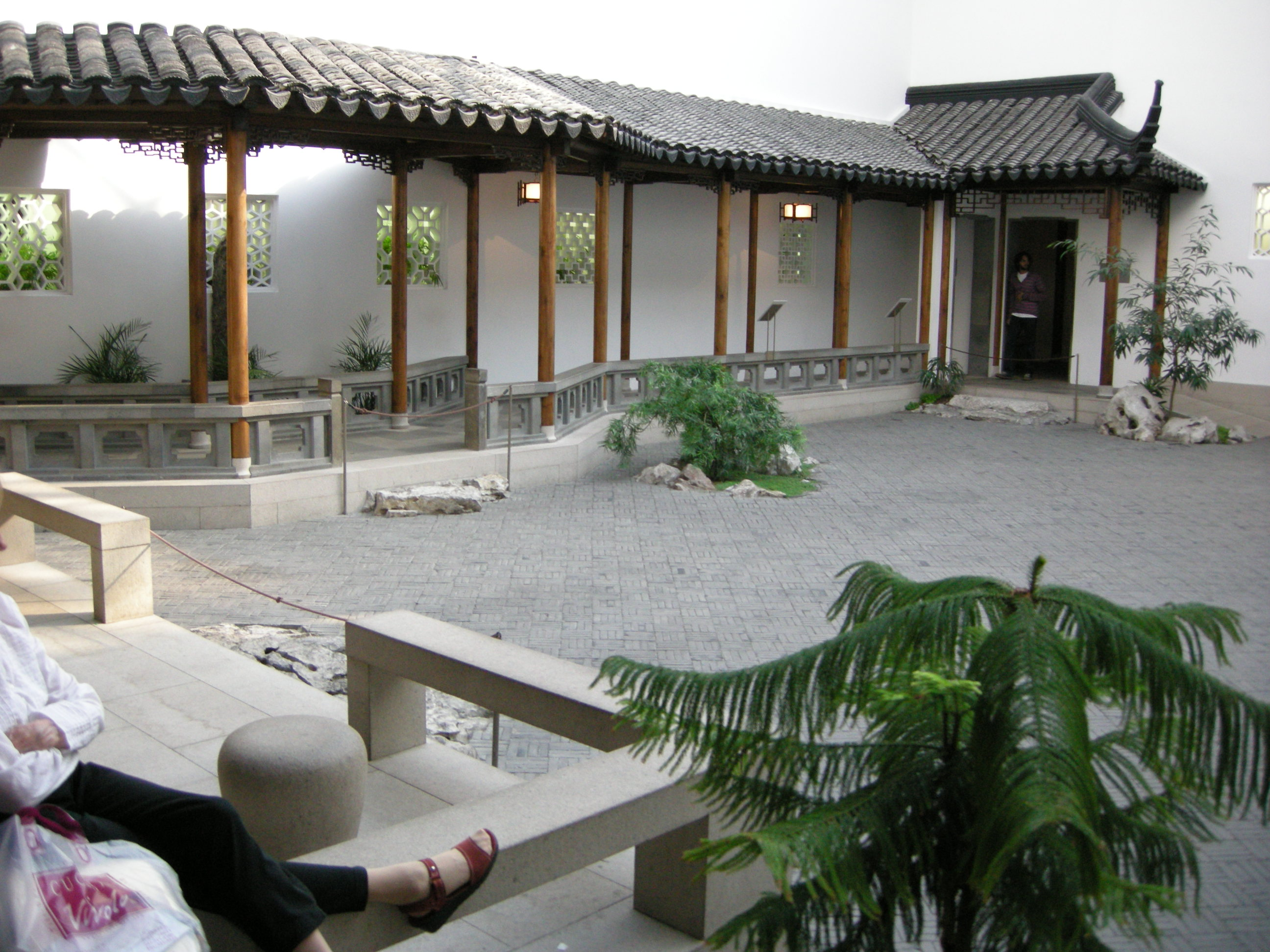
Astor-Hof
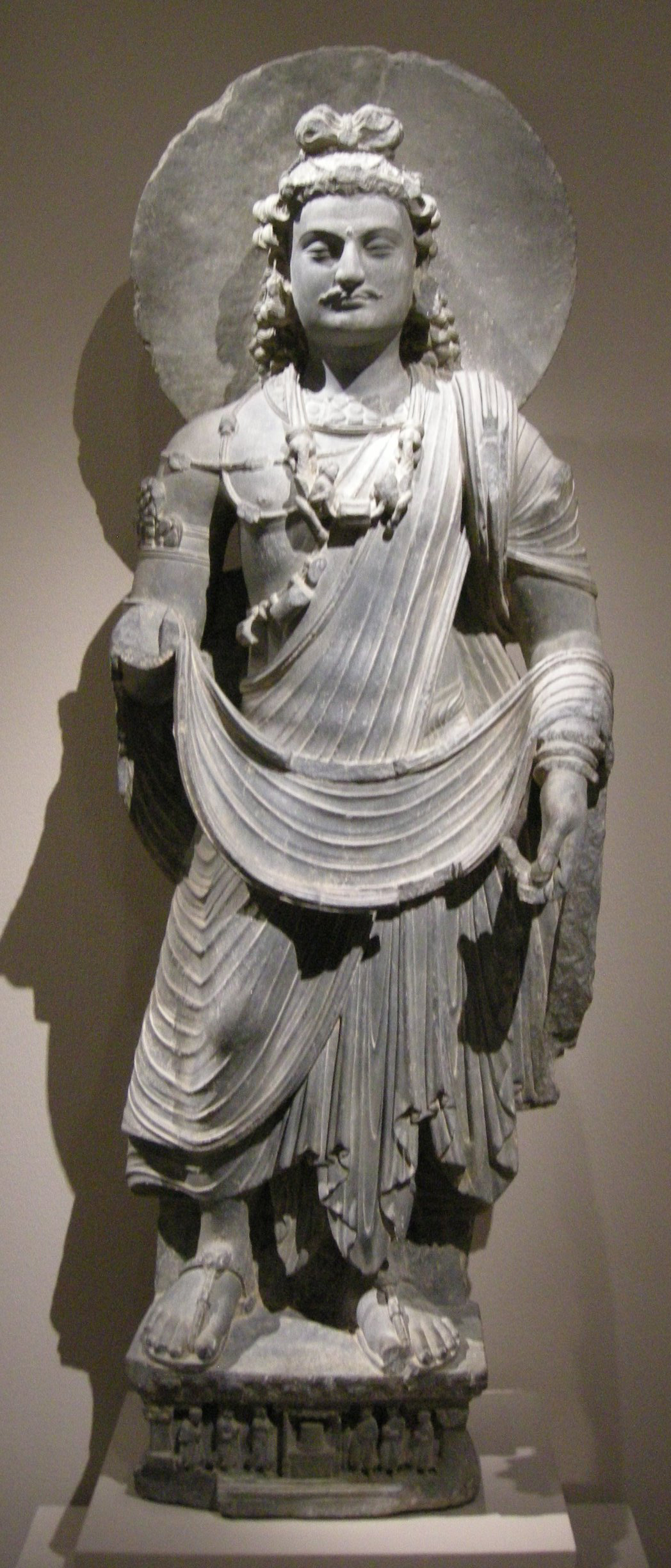
Stehender Bodhisattva Maitreya, Gandhara, ca. 2. – frühes 3. Jh. n. Chr.
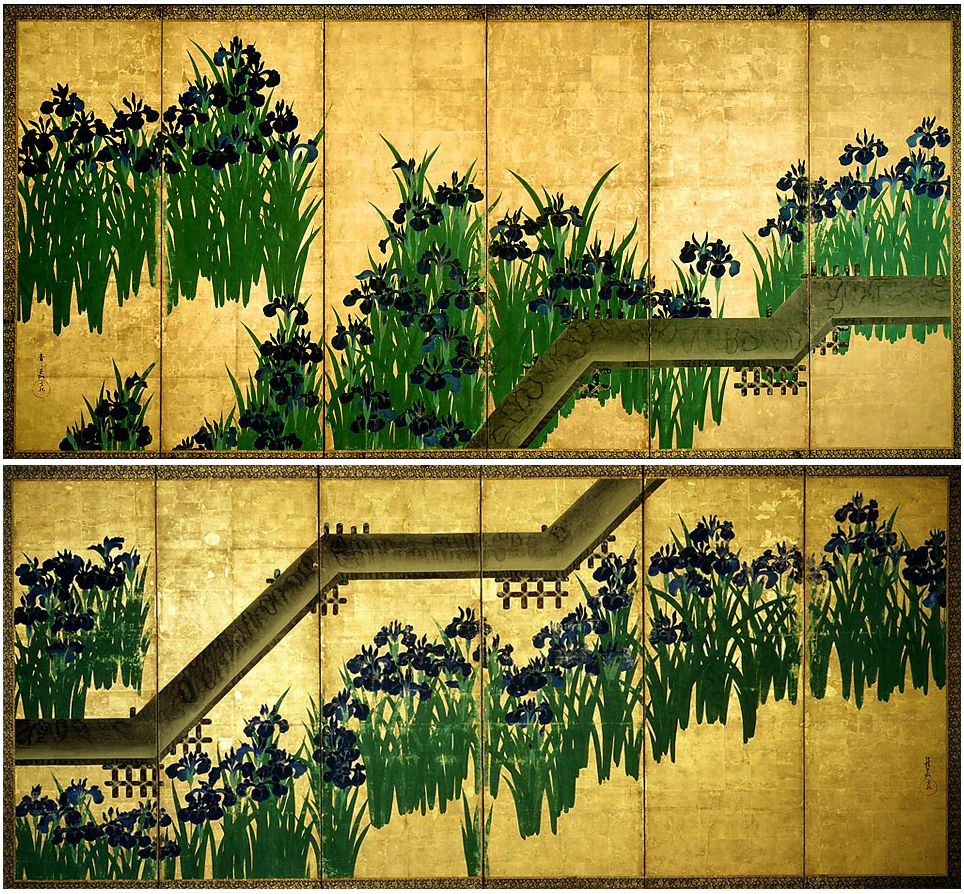
Faltschirmpaar von Ogata Kōrin, Japan, nach 1709, vor 1716

### Kostüminstitut (The Costume Institute)
Die Sammlung umfasst über 35.000 Kleidungsstücke aus Europa, Asien, Afrika und Amerika, die sowohl die historische Entwicklung der Mode widerspiegeln als auch regionale Traditionen. Die Sammlung gilt als eine der bedeutendsten ihrer Art weltweit. Wegen der Lichtempfindlichkeit der Objekte zeigt die Abteilung keine Dauerausstellung, sondern präsentiert jeweils Teile ihrer Bestände in drei Wechselausstellungen pro Jahr. Die dazu genutzten Räume befinden sich im Tiefgeschoss des Museums.
Spätestens seit Diana Vreeland die Abteilung als Beraterin unterstützte (ab 1972), widmen sich Ausstellungen im Costume Institute auch aktuellen Mode-Themen und werden von der Mode-Industrie wahrgenommen und unterstützt, d. h. im Vergleich zu den anderen Abteilungen des Museums ist das Costume Institute viel stärker mit aktuellen Entwicklungen verknüpft. So gehört die Met Gala, eine jährliche Benefiz-Gala, zu den Fixpunkten im Jahresablauf der New Yorker High Society und diente z. B. als Schauplatz des Hollywood-Films Ocean’s 8. 2009 wurde die Sammlung des Brooklyn Museums übernommen (Brooklyn Museum Costume Collection at The Metropolitan Museum of Art).

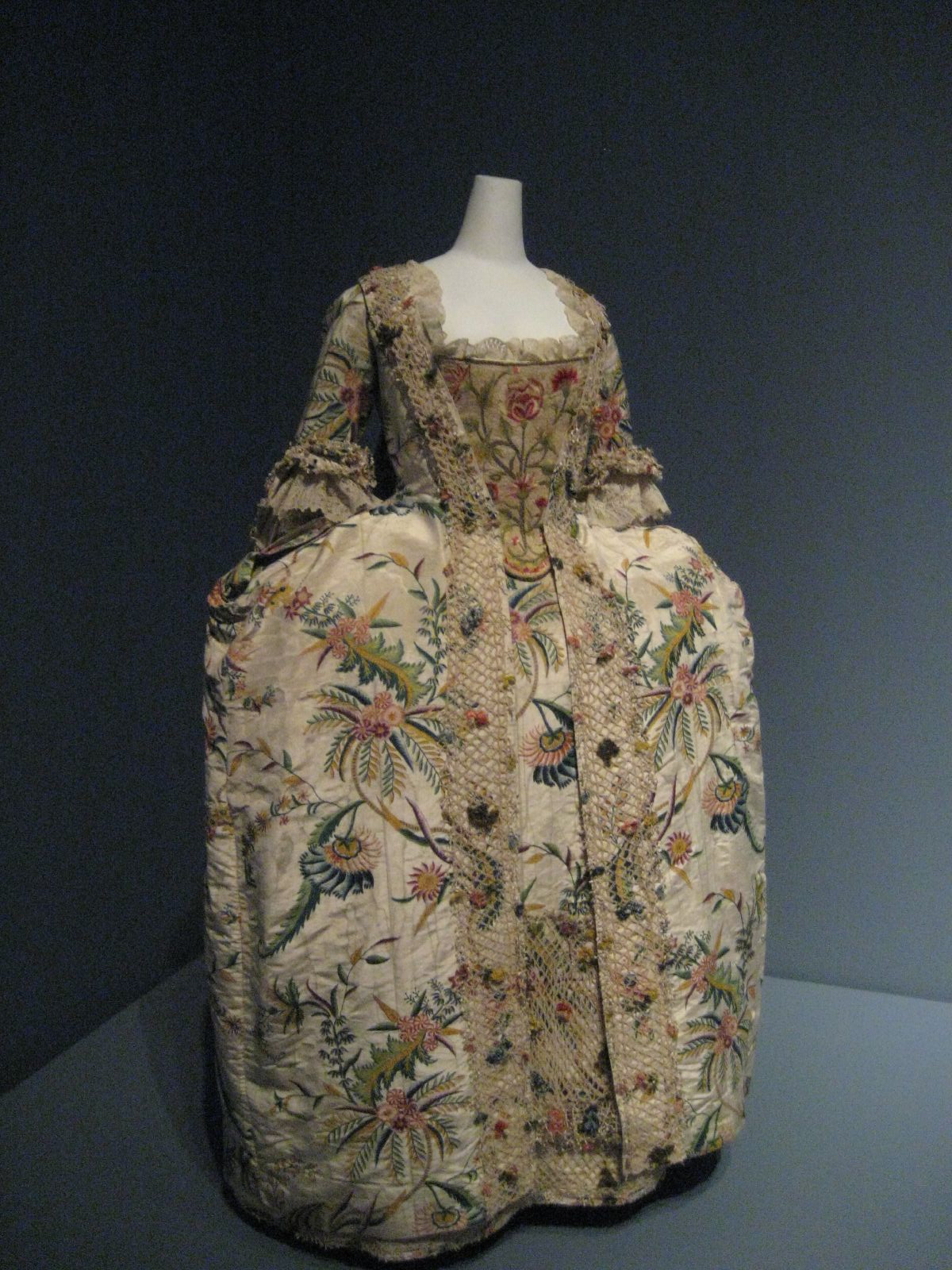
Robe à la française, England, 1740er Jahre
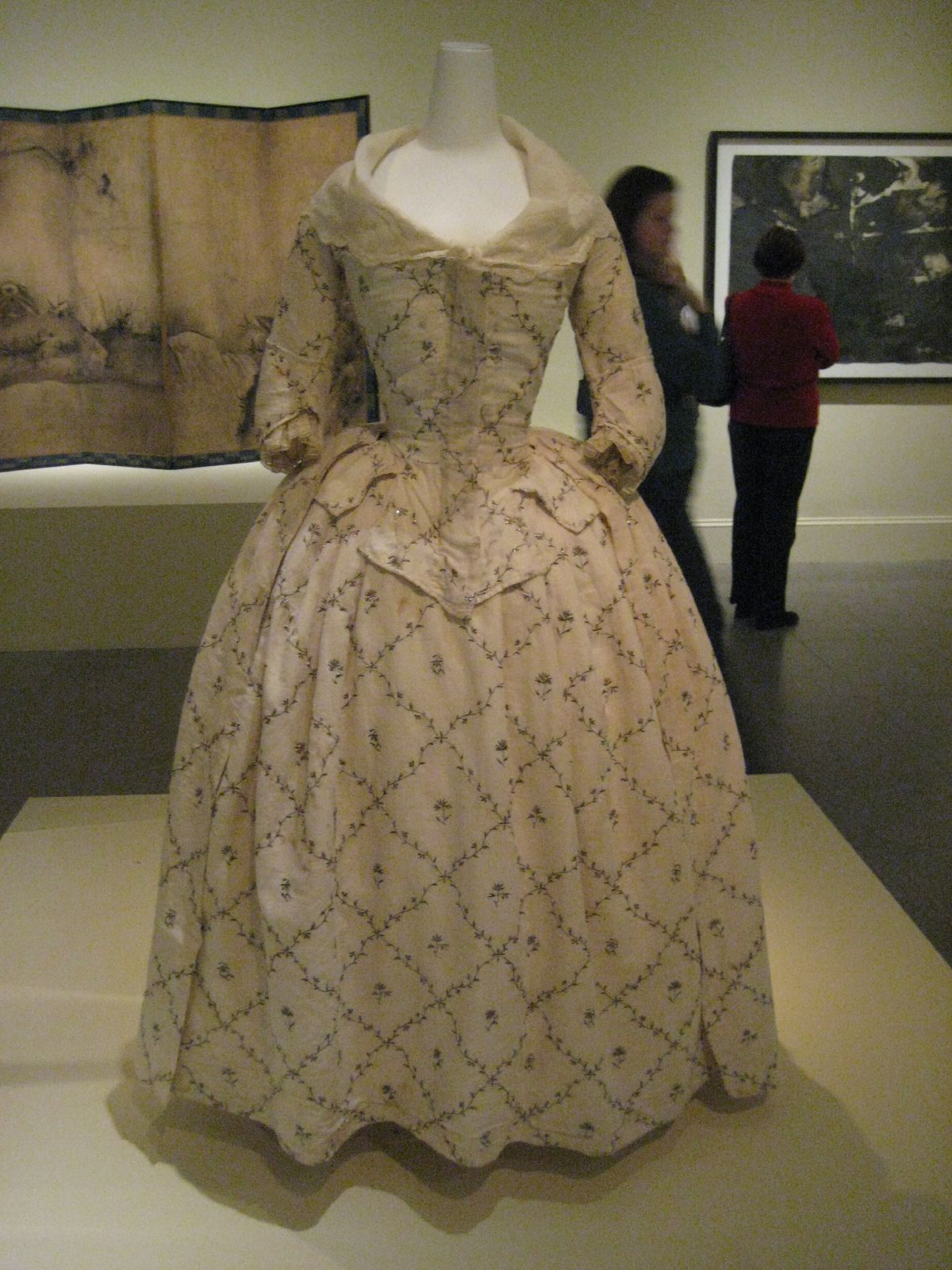
Robe à l’anglaise, Frankreich, 1784–87

### Zeichnungen und Drucke (Drawings and Prints)
Mit einem Bestand von etwa 15.000 Zeichnungen und 1,5 Millionen Drucken stellt die Sammlung eines der größten Kupferstichkabinette der Welt dar. Da diese Arbeiten auf Papier lichtempfindlich sind und deshalb nicht dauerhaft ausgestellt werden können, zeigt die Abteilung in einem dafür eingerichteten Ausstellungsraum wechselnde Querschnitte durch die eigene Sammlung.
Die Abteilung konzentriert sich auf westeuropäische und nordamerikanische graphische Arbeiten, die nach dem Mittelalter angefertigt wurden. (Weitere Arbeiten auf Papier finden sich in anderen Abteilungen.) Wichtige Bestände sind italienische und französische Zeichnungen des 15. bis 19. Jahrhunderts, frühe deutsche Drucke sowie italienische aus dem 18. Jahrhundert und französische aus dem 19. Jahrhundert.

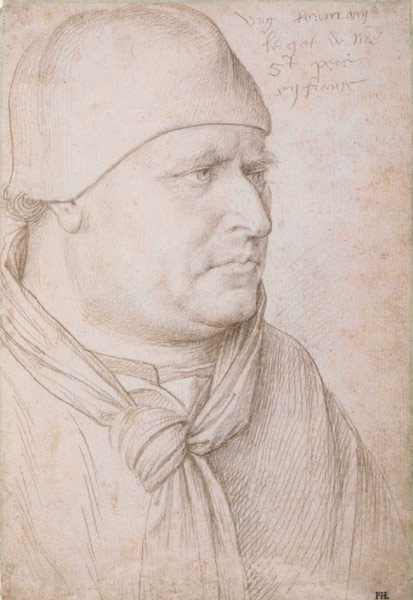
Portrait eines Geistlichen, ca. 1461, von Jean Fouquet
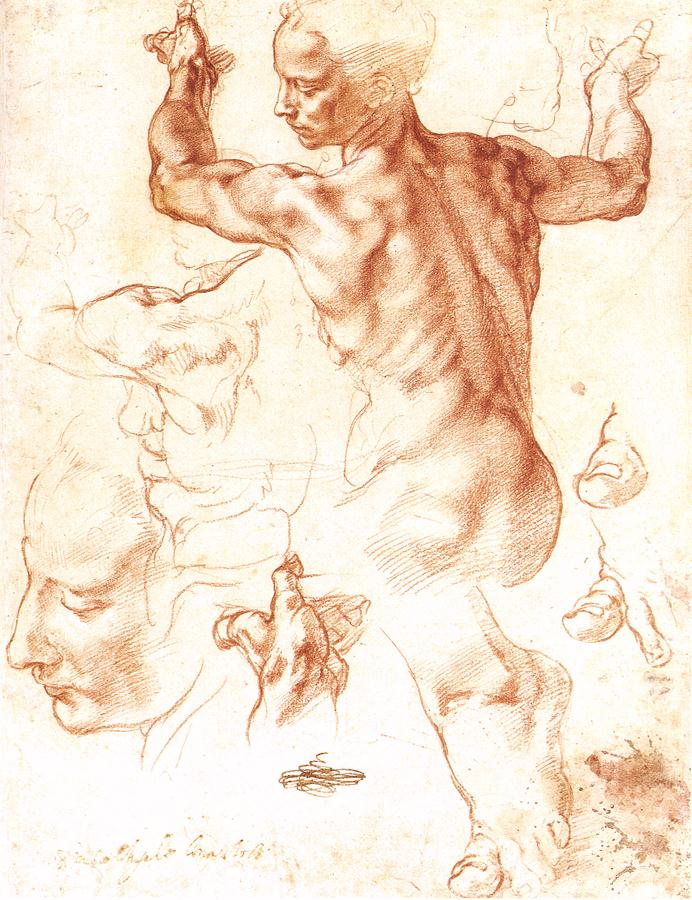
Studien für die Sibylle aus Libyen, ca. 1510–1511, von Michelangelo
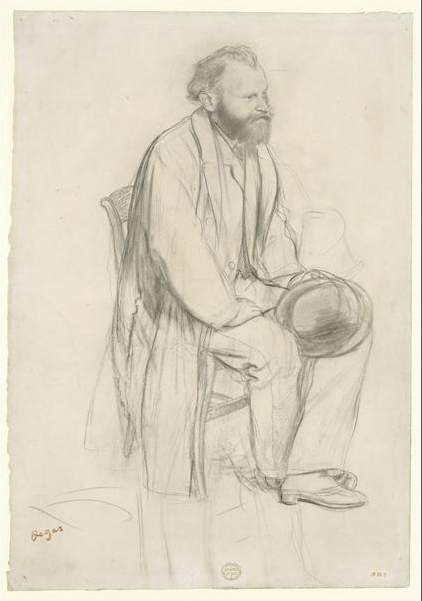
Édouard Manet, ca. 1865, von Edgar Degas
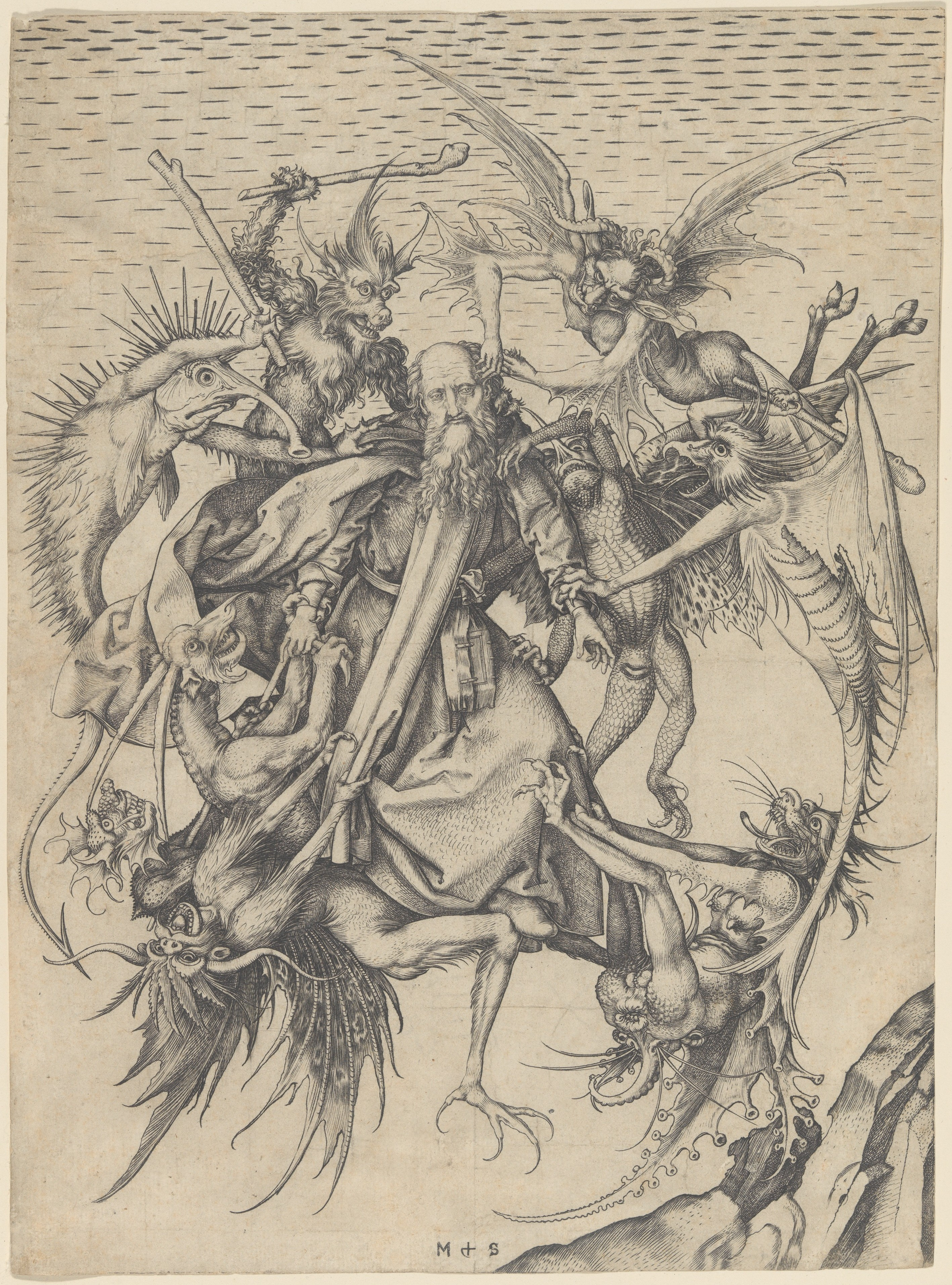
Versuchung des heiligen Antonius, ca. 1470–1475, von Martin Schongauer

### Ägyptische Kunst (Egyptian Art)
Die Sammlung ägyptischer Kunst zählt mit ihren etwa 36.000 Objekten zu den besten außerhalb Kairos. Sie deckt die zeitliche Entwicklung von der Steinzeit über das pharaonische Ägypten bis zur Besetzung durch die Römer ab. Über die Hälfte der Sammlung stammt aus den eigenen archäologischen Kampagnen des Museums in Ägypten in der ersten Hälfte des 20. Jahrhunderts. Durch die Kombination von Haupt- und Studiengalerien werden praktisch sämtliche Objekte der Sammlung dauerhaft präsentiert.
Zu den Höhepunkten der Sammlung zählen aus dem Alten Reich die Mastaba des Perneb (5. Dynastie), aus dem Mittleren Reich hölzerne Modelle aus dem Grab des Meketre in Theben (ca. 1990 v. Chr.) und Schmuck der Prinzessin Sithathoriunet (ca. 1897–1797 v. Chr.) sowie aus dem Neuen Reich Skulpturen der Pharaonin Hatschepsut. In einem separaten Flügel wird der Tempel von Dendur gezeigt, ein unter Kaiser Augustus ca. 15 v. Chr. errichteter Tempel, der im Zuge des Baus des Nasser-Staudamms abgebaut und 1965 von der ägyptischen Regierung den USA als Dank für die Unterstützung bei der Rettung der nubischen Kulturdenkmäler geschenkt wurde. Das Met stand damals in Konkurrenz mit zwanzig anderen US-Museen und erhielt den Zuschlag für den Dendur-Tempel, weil es das Museum mit der größten ägyptischen Sammlung war und wegen des Versprechens, eine gläserne Abteilung eigens für den Tempel anzubauen.

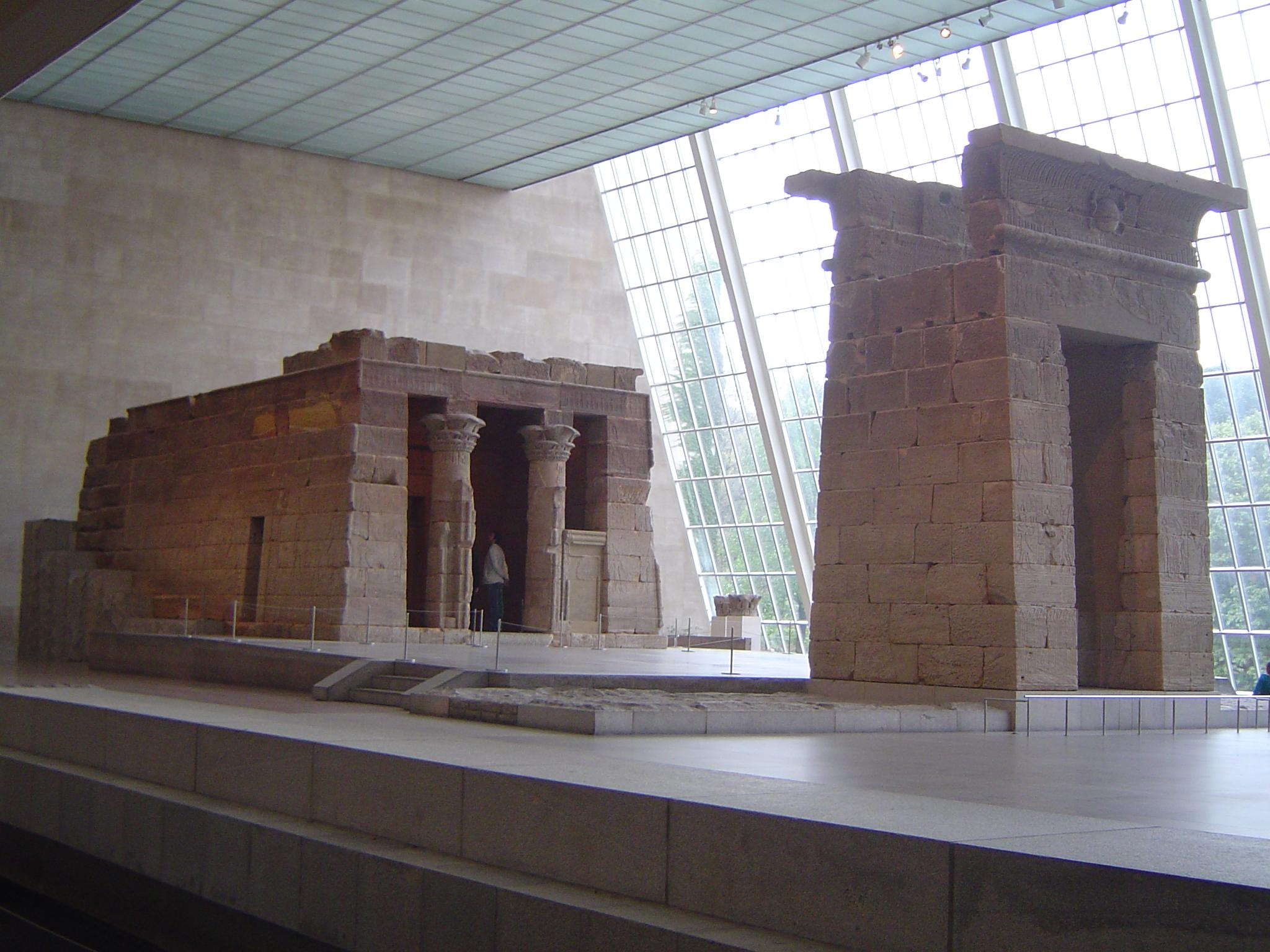
Tempel von Dendur, ca. 15 v. Chr.
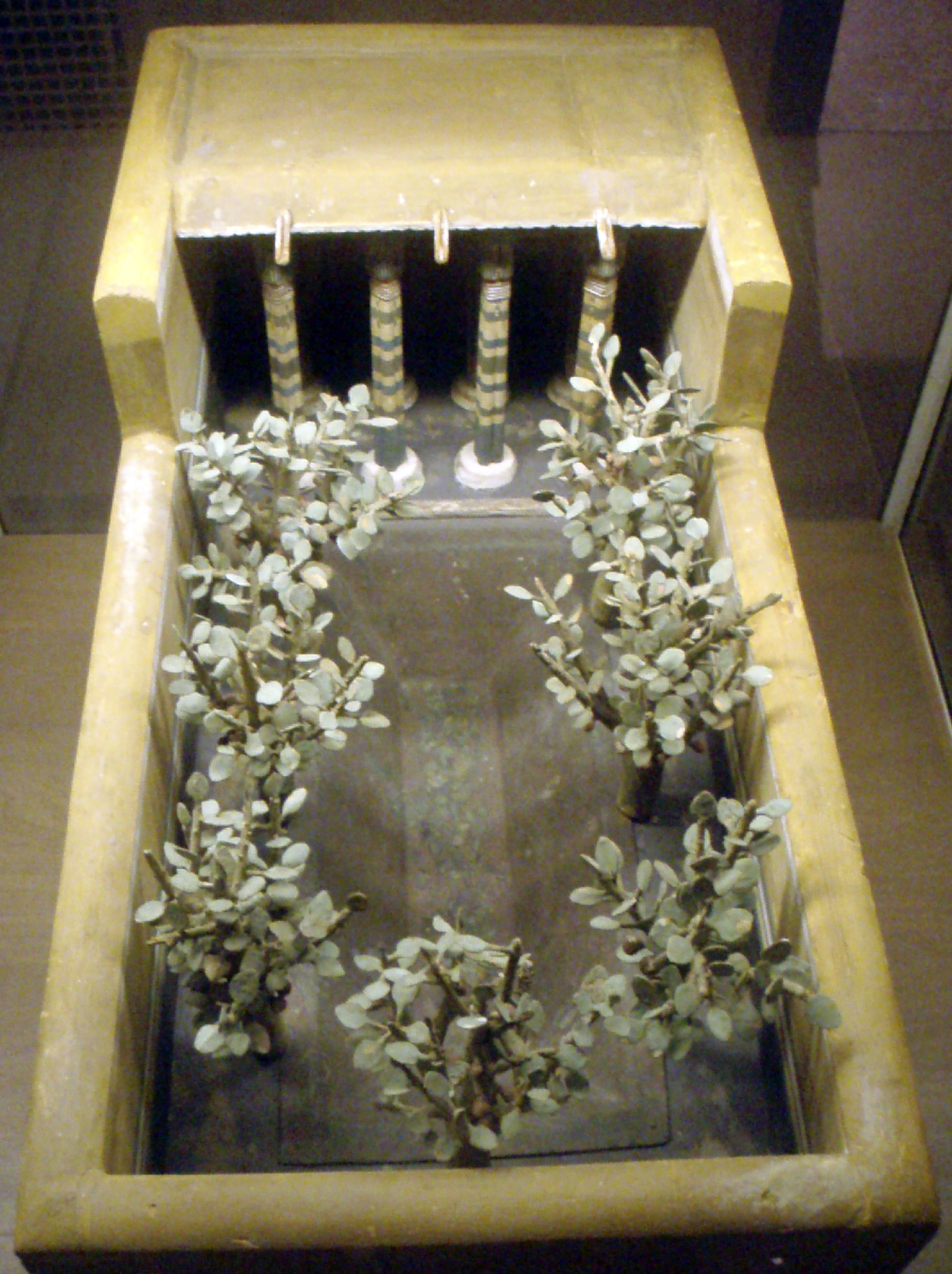
Modell eines Gartens, aus dem Grab des Meketre, ca. 1981–1975 v. Chr.
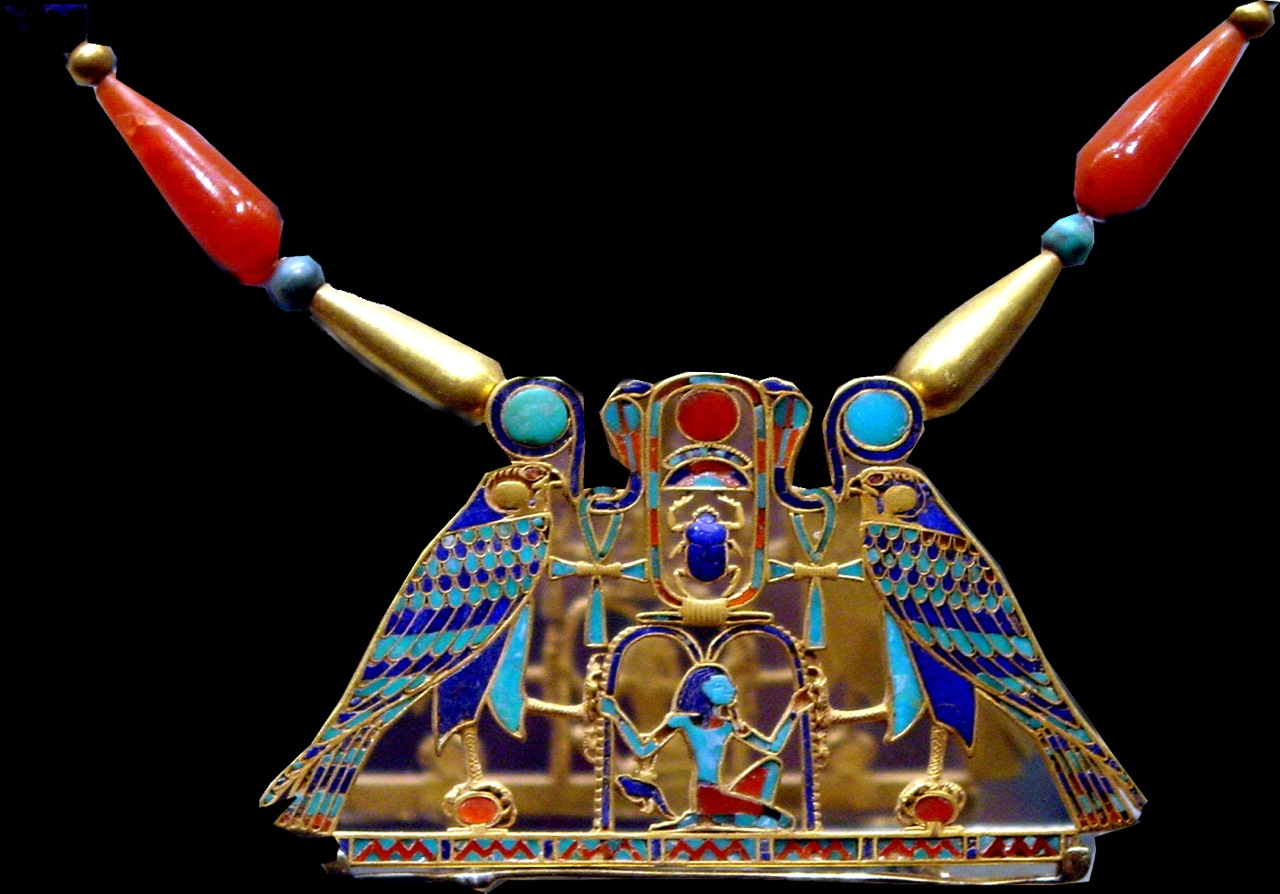
Pektoral aus dem Grab der Sithathoriunet, ca. 1887–1813 v. Chr.
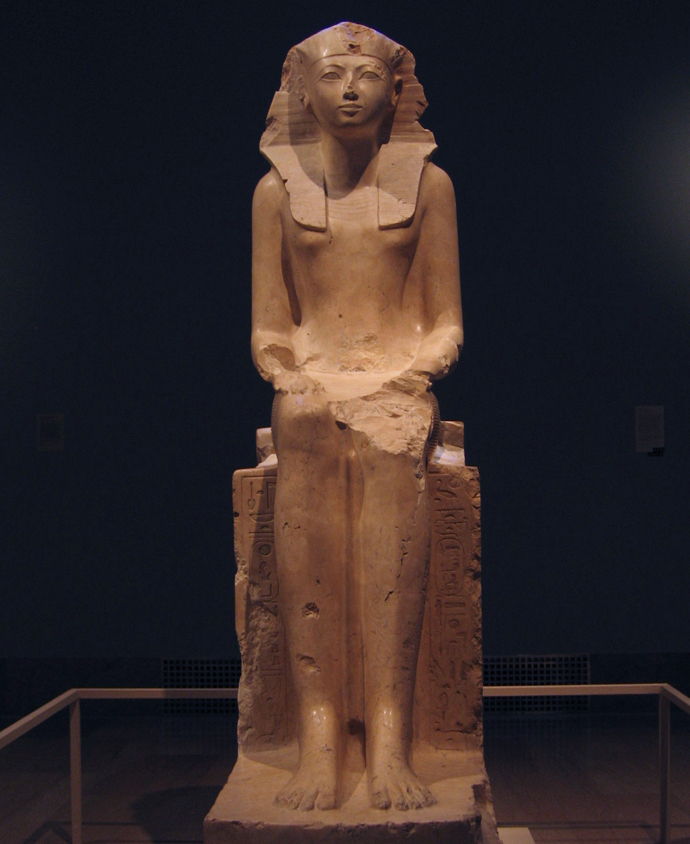
Statue der Hatschepsut, ca. 1473–1458 v. Chr.

### Europäische Malerei (European Paintings)
Diese Abteilung versammelt Werke der italienischen, spanischen, flämischen, niederländischen, deutschen, britischen und französischen Malerei vom 12. bis zum ausklingenden 19. Jahrhundert und umfasst somit Alte Meister sowie Malerei des 19. Jahrhunderts; diese beiden Bereiche werden in voneinander getrennten Galerien ausgestellt. Die Sammlung beruht einerseits auf diversen bedeutenden Privatsammlungen, die dem Museum vor allem im späten 19. und in der ersten Hälfte des 20. Jahrhunderts überlassen wurden (eine Tradition, die sich in gewissem Maße bis heute fortsetzt, etwa mit Walter H. Annenbergs Sammlung französischer Impressionisten und Postimpressionisten) und andererseits durch gezielte Ankäufe von Einzelwerken durch das Museum (z. B. Die Wahrsagerin von Georges de la Tour, Aristoteles vor der Büste des Homer von Rembrandt, Porträt des Juan de Pareja von Velazquez, Weizenfeld mit Zypressen von Vincent van Gogh oder Madonna mit Kind von Duccio), die teilweise zu den teuersten auf Auktionen oder im Kunsthandel verkauften Gemälden überhaupt gehörten.
Einige der in der italienischen Sammlung vertretenen Künstler sind Giotto, Duccio di Buoninsegna, Simone Martini, Andrea Mantegna, Sassetta, Fra Filippo Lippi, Botticelli, Piero di Cosimo, Giovanni Bellini, Vittore Carpaccio, Tizian, Raffael, Bronzino, Lorenzo Lotto, Veronese, Caravaggio und Giovanni Battista Tiepolo.
Die bedeutende und umfangreiche Sammlung altniederländischer Kunst zeigt unter anderem Werke von Jan van Eyck, Gerard David, Petrus Christus, Rogier van der Weyden, Dieric Bouts, Hans Memling und Pieter Bruegel dem Älteren.
Die sehr umfangreiche Sammlung des niederländischen Goldenen Zeitalters umfasst unter anderem Werke von Vermeer (mit fünf Gemälden mehr als in jedem anderen Museum, darunter Junge Frau mit Wasserkanne am Fenster, Lautenspielerin am Fenster und Schlafendes Mädchen), Rembrandt, Frans Hals und Jacob van Ruisdael. Hauptwerke der flämischen Malerei stammen von Peter Paul Rubens und Anthonis van Dyck.
Die im Verhältnis zur niederländischen Malerei nur halb so große Sammlung von Werken aus deutschsprachigen Ländern zwischen 1350 und 1600 ist die größte unter den amerikanischen Museen. Wichtige Vertreter sind Albrecht Dürer, Lucas Cranach dem Älteren und Hans Holbein dem Jüngeren.
Bedeutende Gemälde in der Sammlung französischer alter Meister stammen von Jean Clouet, Valentin de Boulogne, Nicolas Poussin, Georges de La Tour, François Boucher, Antoine Watteau, Chardin, Fragonard und Jacques-Louis David.
Die eher kleine Sammlung spanischer alter Meister zeigt zum Beispiel Werke von El Greco (z. B. Blick auf Toledo), Velázquez, Jusepe de Ribera, Francisco de Zurbarán und Goya.
An englischen Malern sind unter anderen Thomas Lawrence, Joshua Reynolds, John Constable und William Turner vertreten.
Bezüglich des 19. Jahrhunderts liegt der Schwerpunkt auf Malerei aus Frankreich, insbesondere zum Impressionismus und Postimpressionismus findet sich hier eine der besten Sammlungen weltweit, in der ihre bedeutendsten Vertreter meist mit mehreren Hauptwerken vertreten sind. Einige der Künstler aus dem Frankreich des 19. Jahrhunderts sind Ingres, Daumier, Delacroix, Courbet, Rosa Bonheur, Corot, Édouard Manet, Claude Monet, Renoir, Degas, Cézanne, Seurat, Paul Gauguin, Vincent van Gogh und Henri Rousseau.
Darüber hinaus besitzt das Museum auch einige Werke der europäischen Malerei des 19. Jahrhunderts außerhalb Frankreichs, unter anderem jeweils eine Version der Zwei Männer in Betrachtung des Mondes von Caspar David Friedrich und der Toteninsel von Arnold Böcklin.

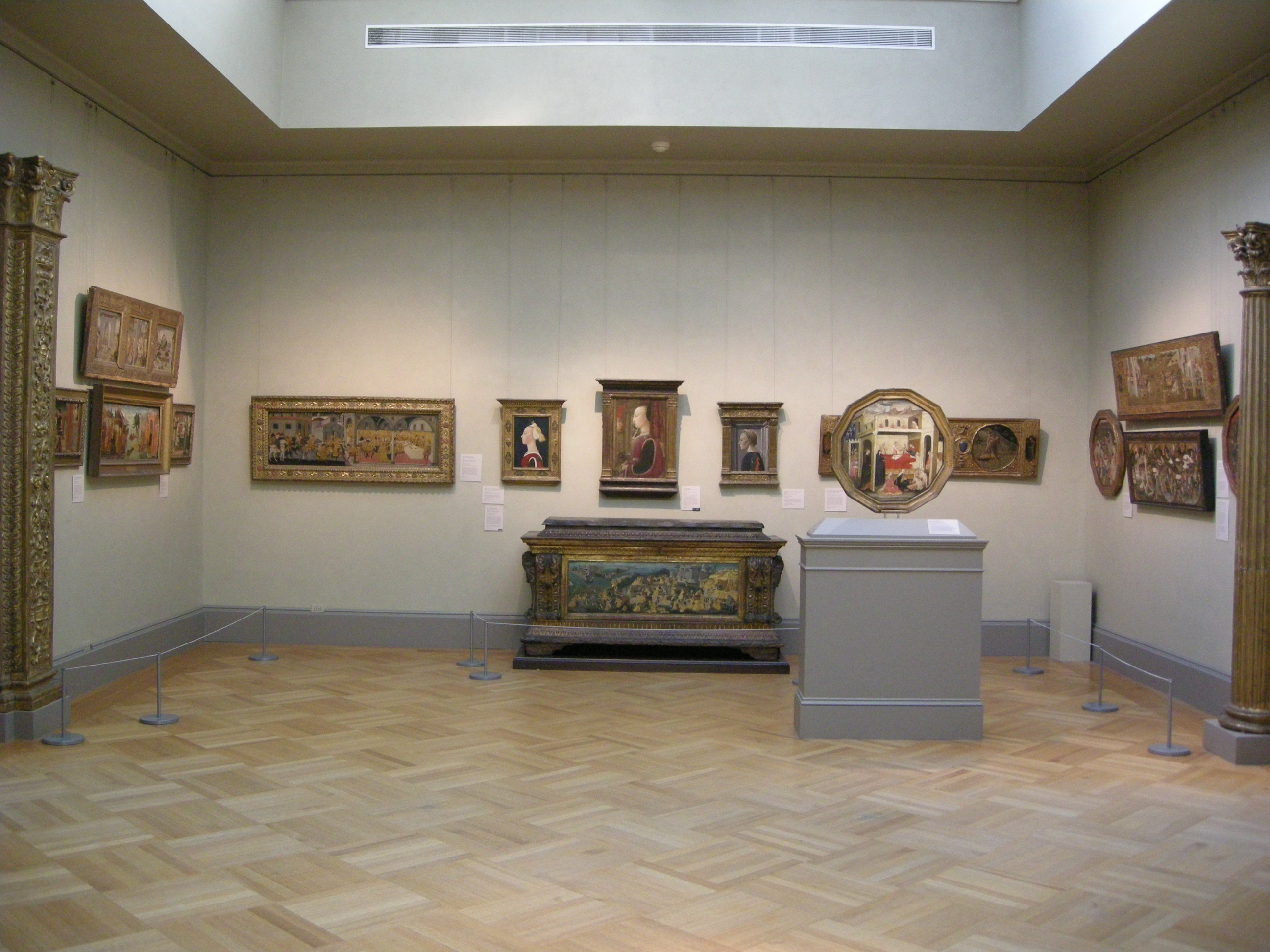
Saal mit italienischer Renaissance-Malerei
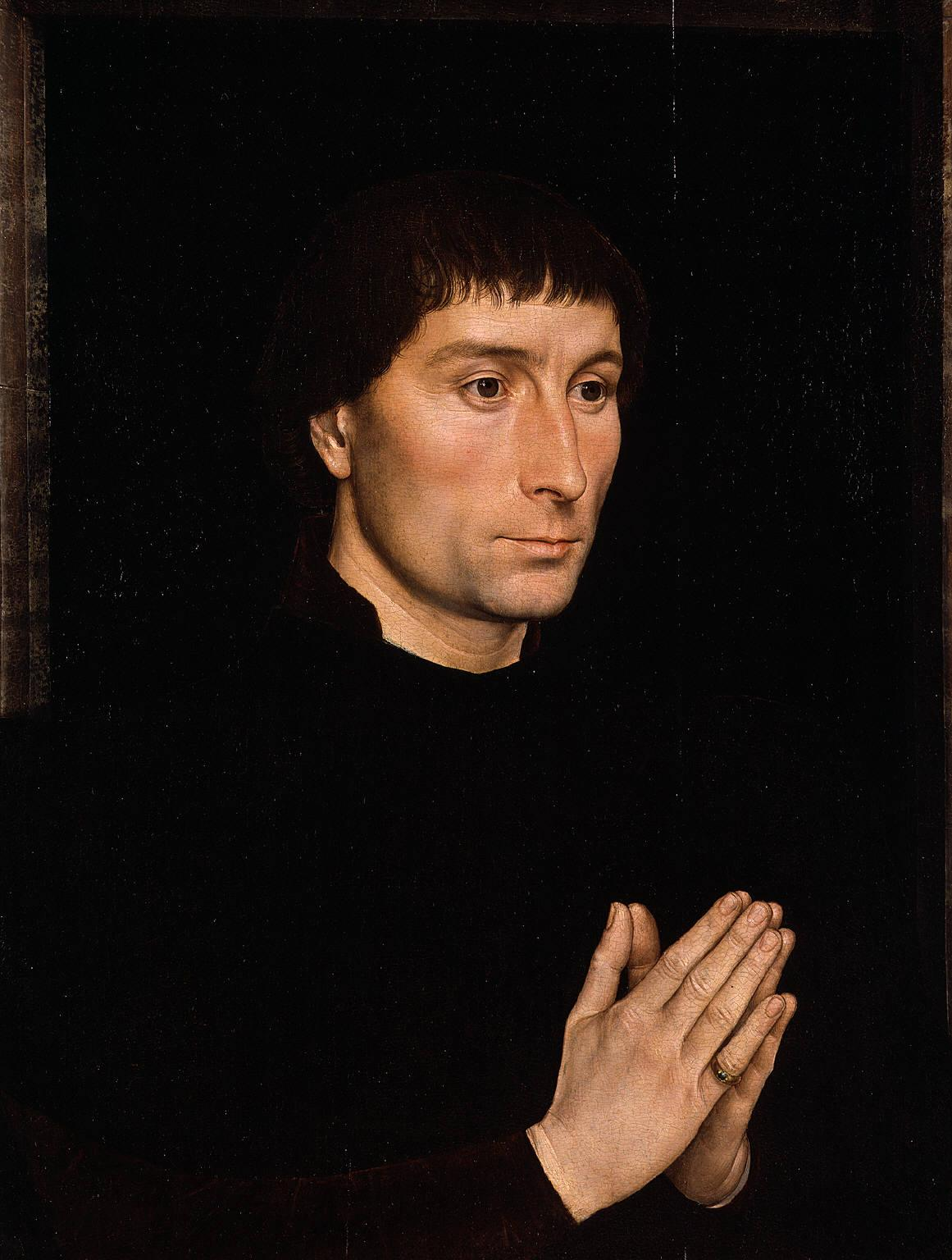
Tommaso Portinari, wahrscheinlich 1470, von Hans Memling
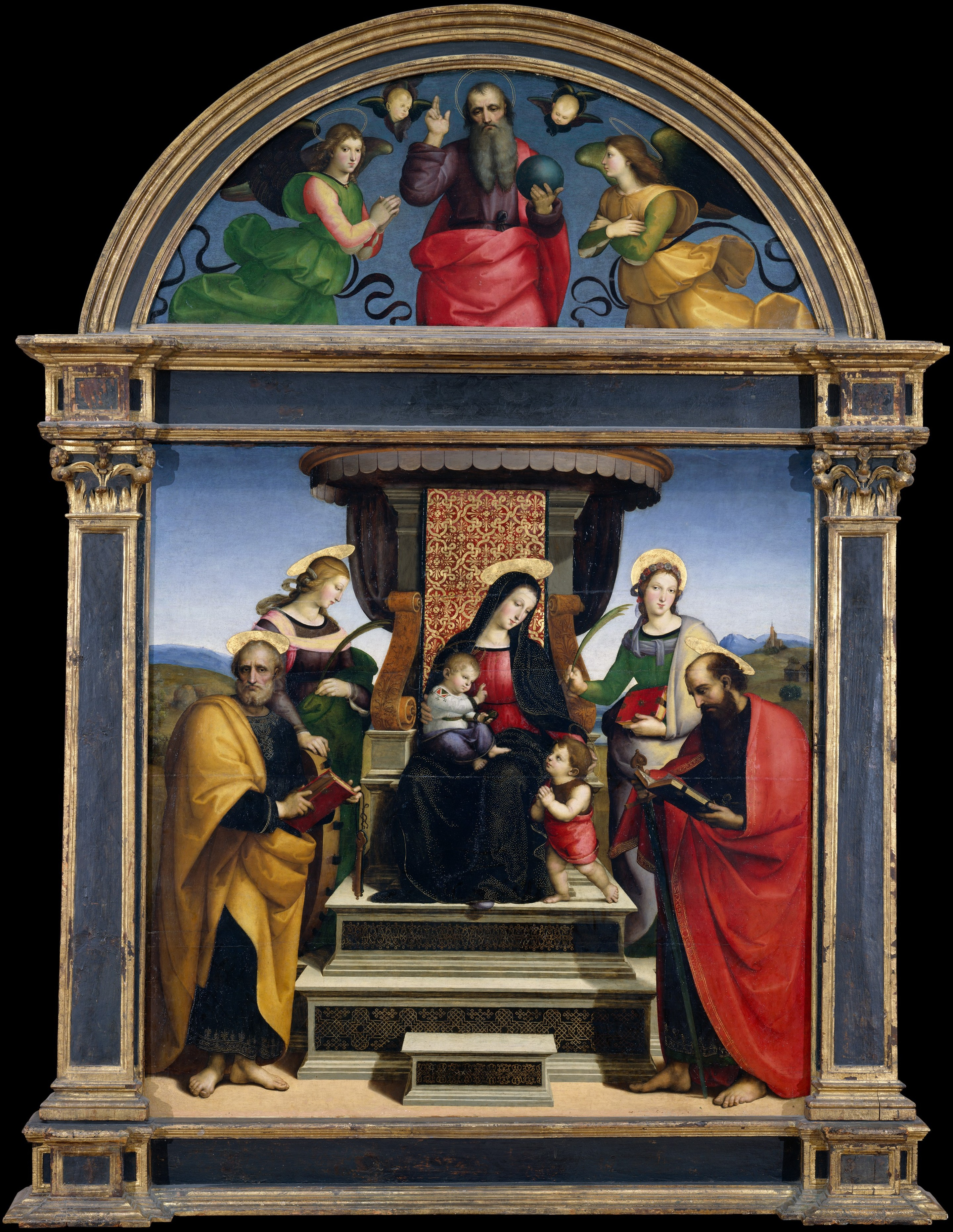
Thronende Madonna und Kind mit Heiligen, ca. 1504, von Raffael
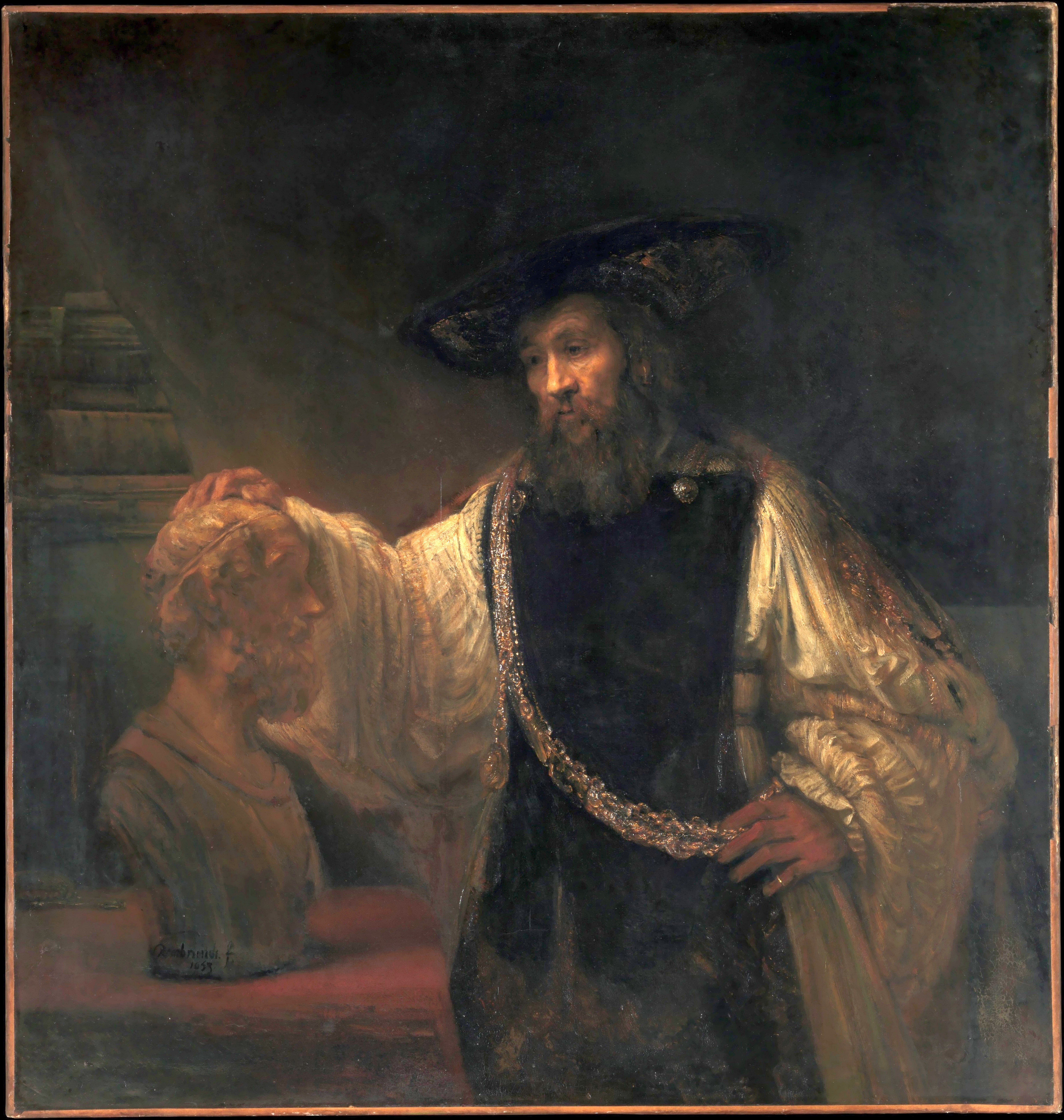
Aristoteles vor der Büste des Homer, 1653, von Rembrandt
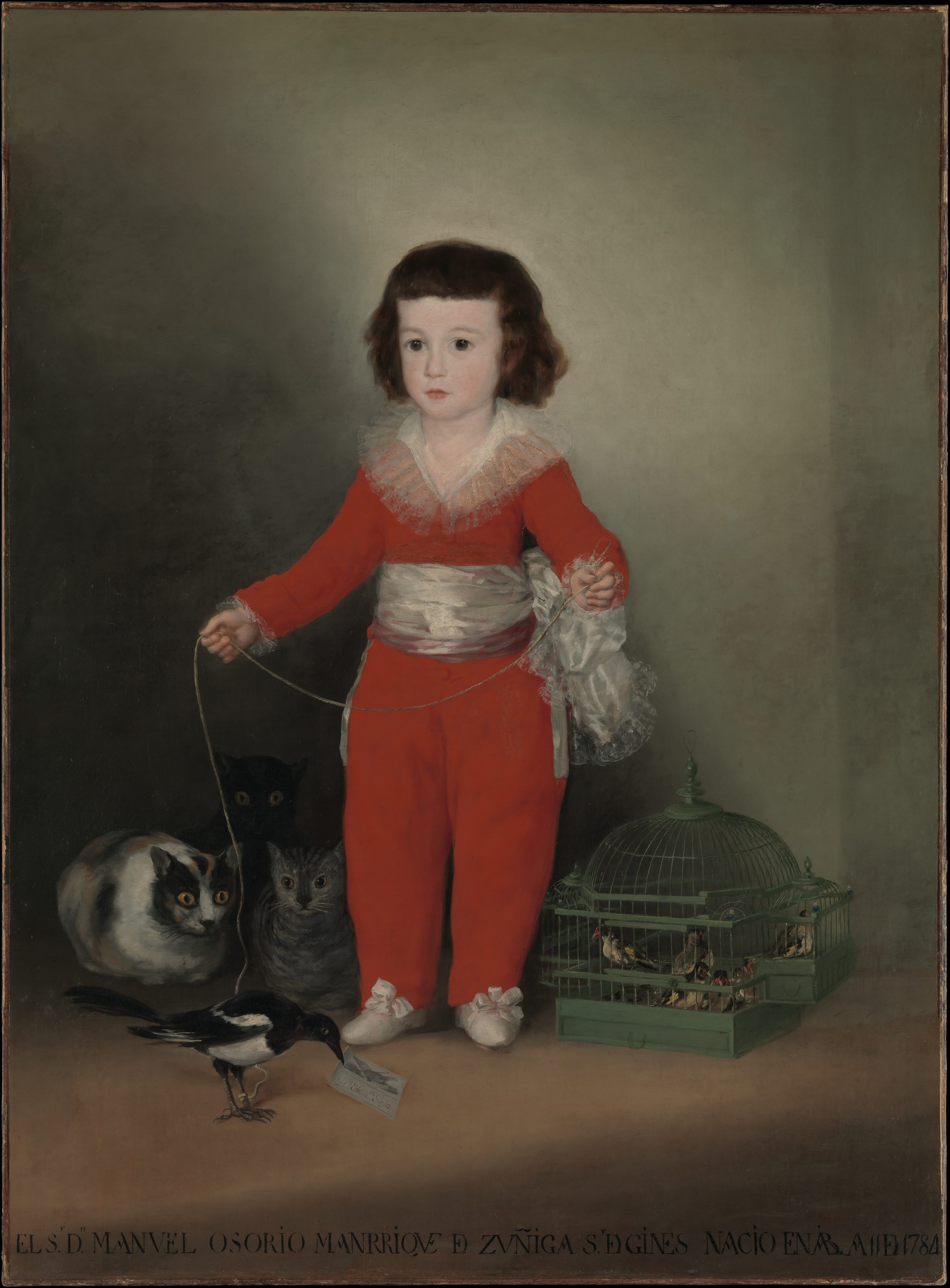
Manuel Osorio Manrique de Zúñiga, ca. 1792?, von Goya
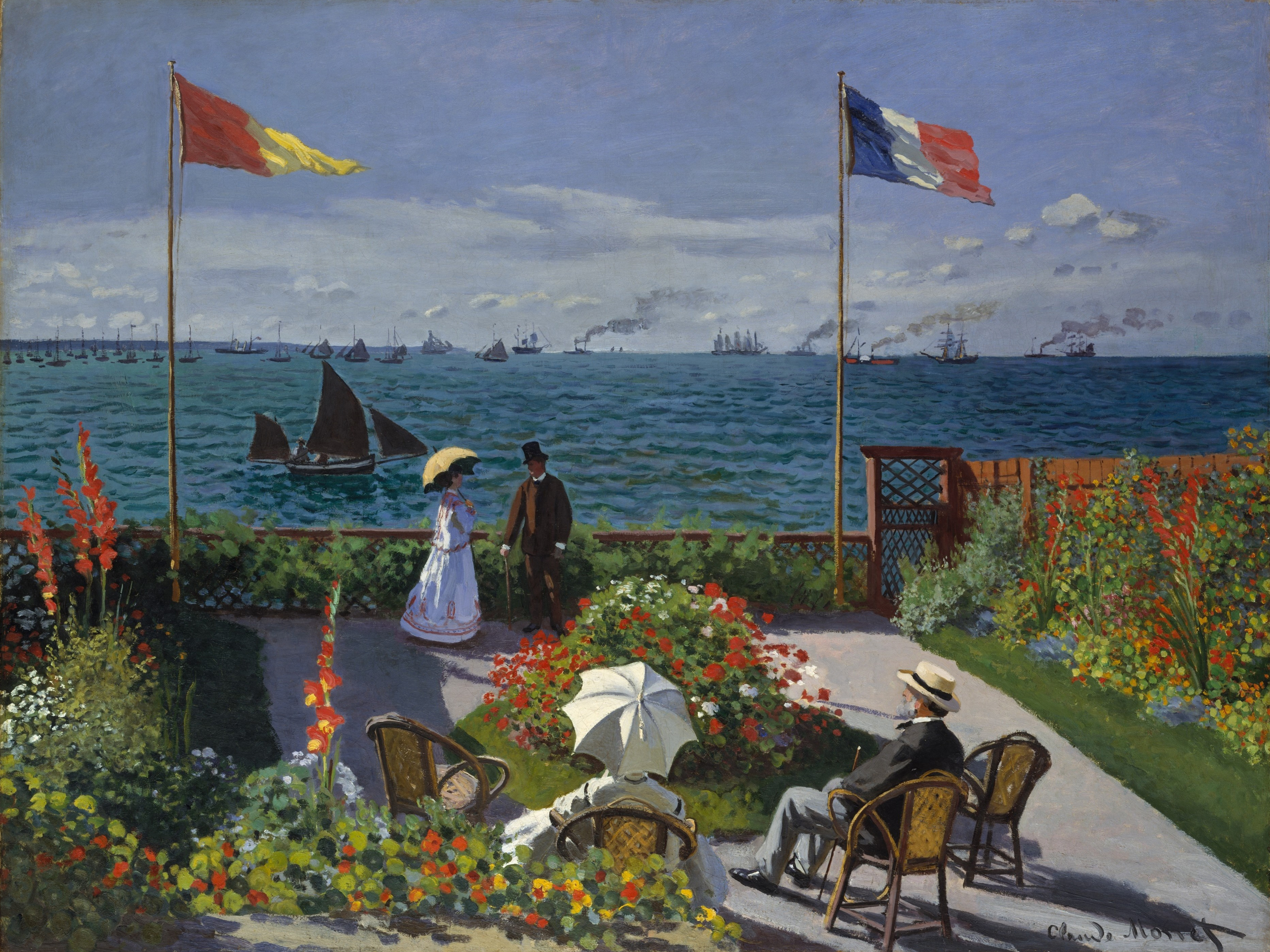
Die Terrasse von Sainte-Adresse, 1867, von Claude Monet
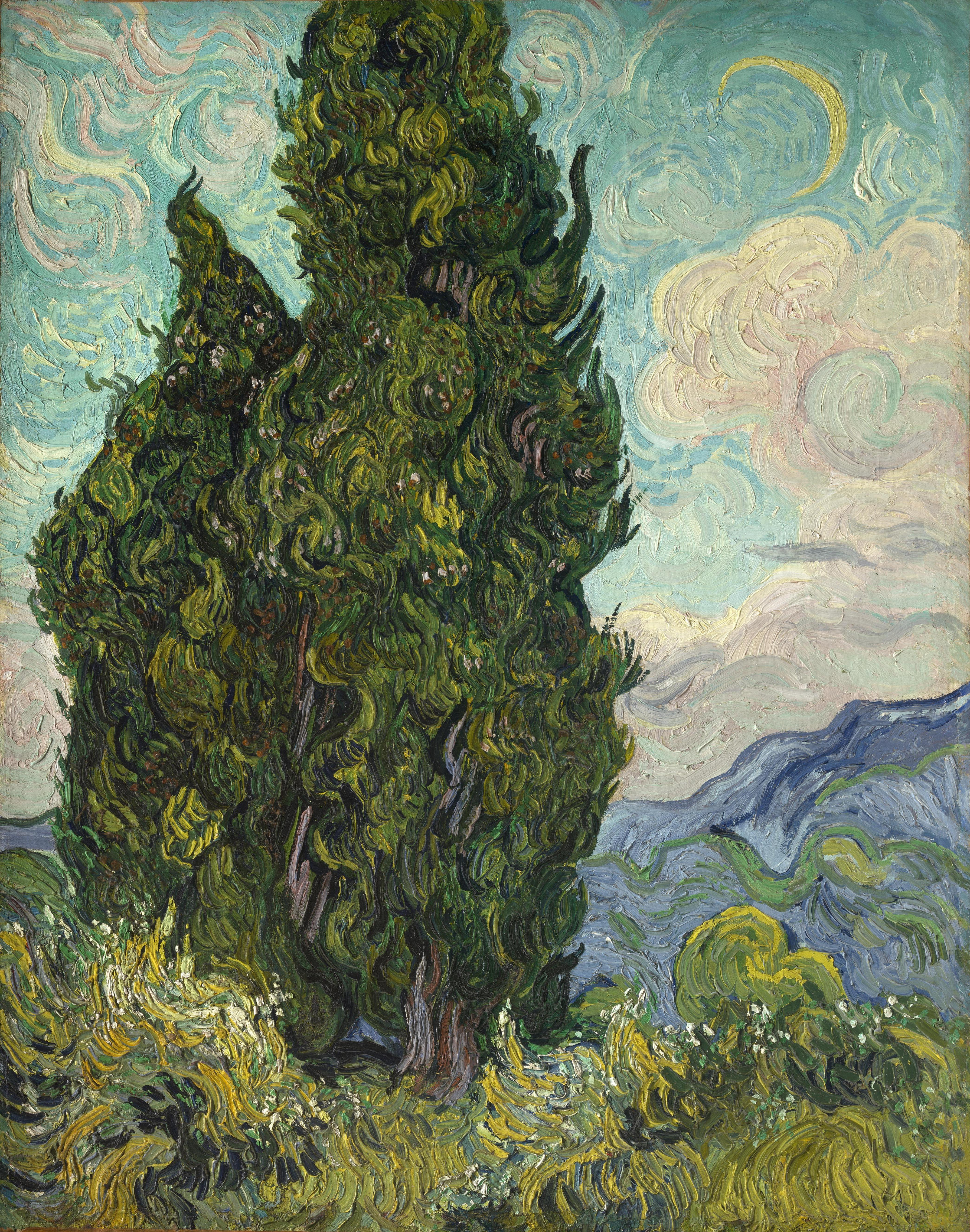
Zypressen, 1889, von Vincent van Gogh
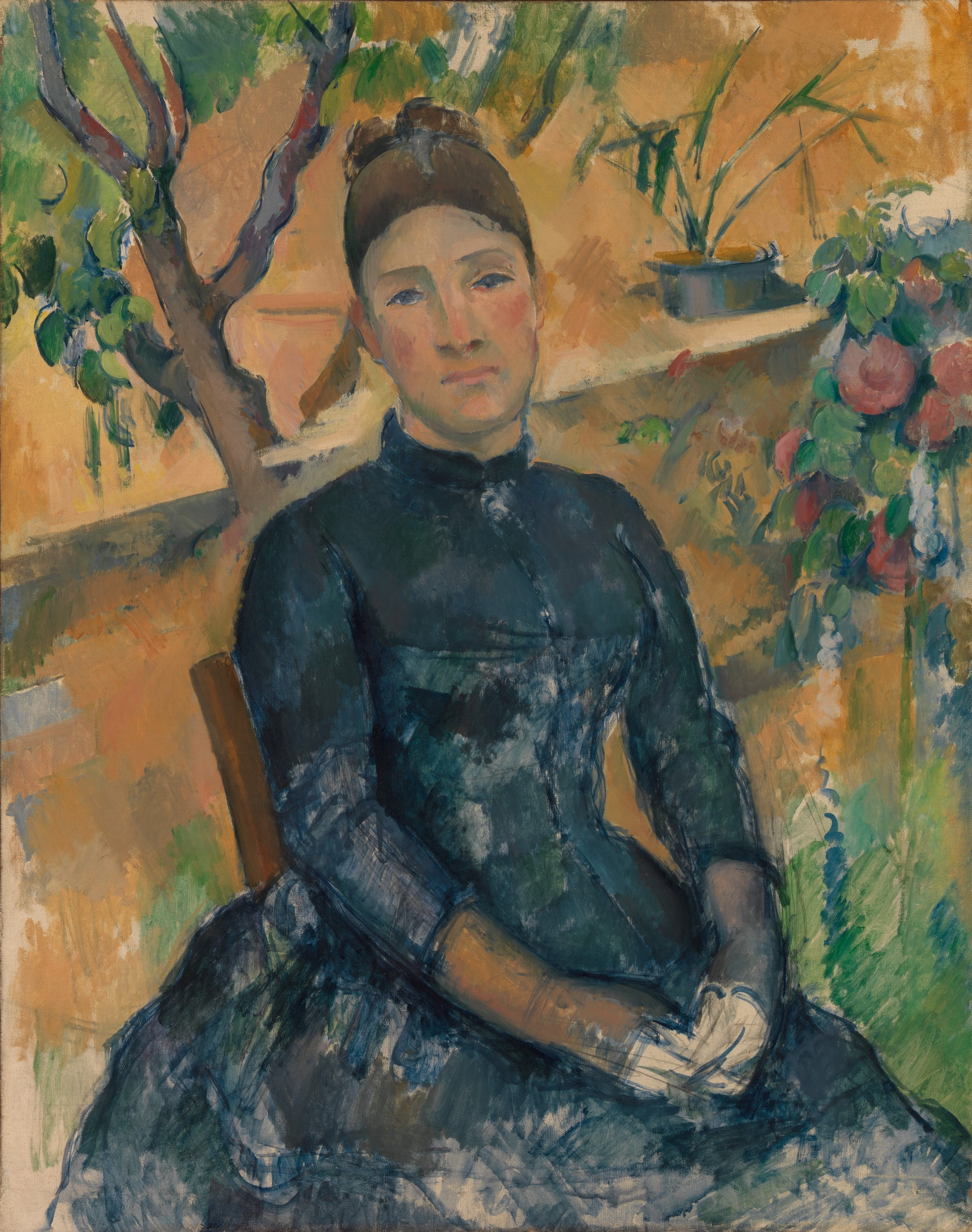
Porträt der Mme Cézanne im Gewächshaus, 1891–1892, von Paul Cézanne

### Europäische Skulptur und Kunstgewerbe (European Sculpture and Decorative Arts)
Diese Abteilung vereinigt etwa 50.000 westeuropäische Objekte aus der Zeit von der Renaissance bis ins frühe 20. Jahrhundert. Diese sind Skulpturen, Möbel und andere Holzarbeiten, Keramik, Glas, Metallarbeiten, Schmuck, Uhren und wissenschaftliche Geräte sowie Tapisserien und andere Textilien. Zu den Schwerpunkten der Abteilung gehören italienische Renaissance-Skulpturen, solche aus dem Frankreich des 18. und 19. Jahrhunderts (z. B. von Jean-Antoine Houdon, Jean-Baptiste Carpeaux, Edgar Degas, Auguste Rodin und Aristide Maillol), Möbel und Silber aus England, italienische Majolika sowie deutsches und französisches Porzellan (z. B. aus Meißen, Höchst und Nymphenburg). Zahlreiche Werke werden in Period Rooms gezeigt oder sind historische Räume, z. B. das Studiolo aus dem Palast des Federico da Montefeltro in Gubbio (Italien, ca. 1478–82), ein Innenhof aus Vélez Blanco (Spanien, 1506–15) sowie mehrere französische Salons aus dem 18. Jahrhundert.

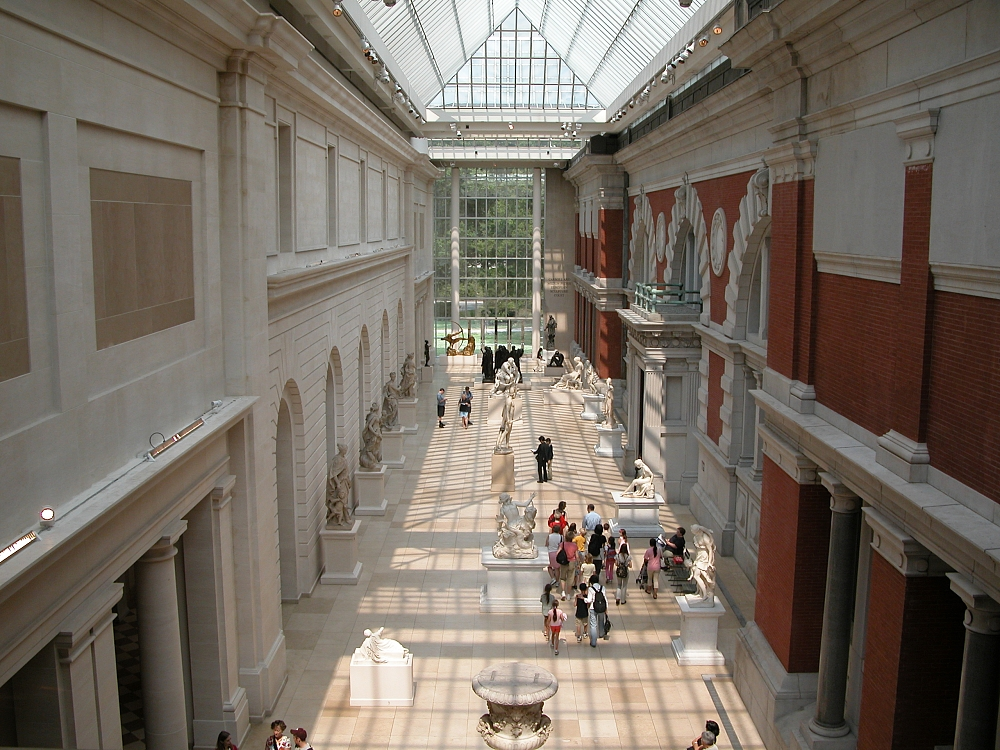
Innenhof mit Skulpturen des 18. und 19. Jahrhunderts
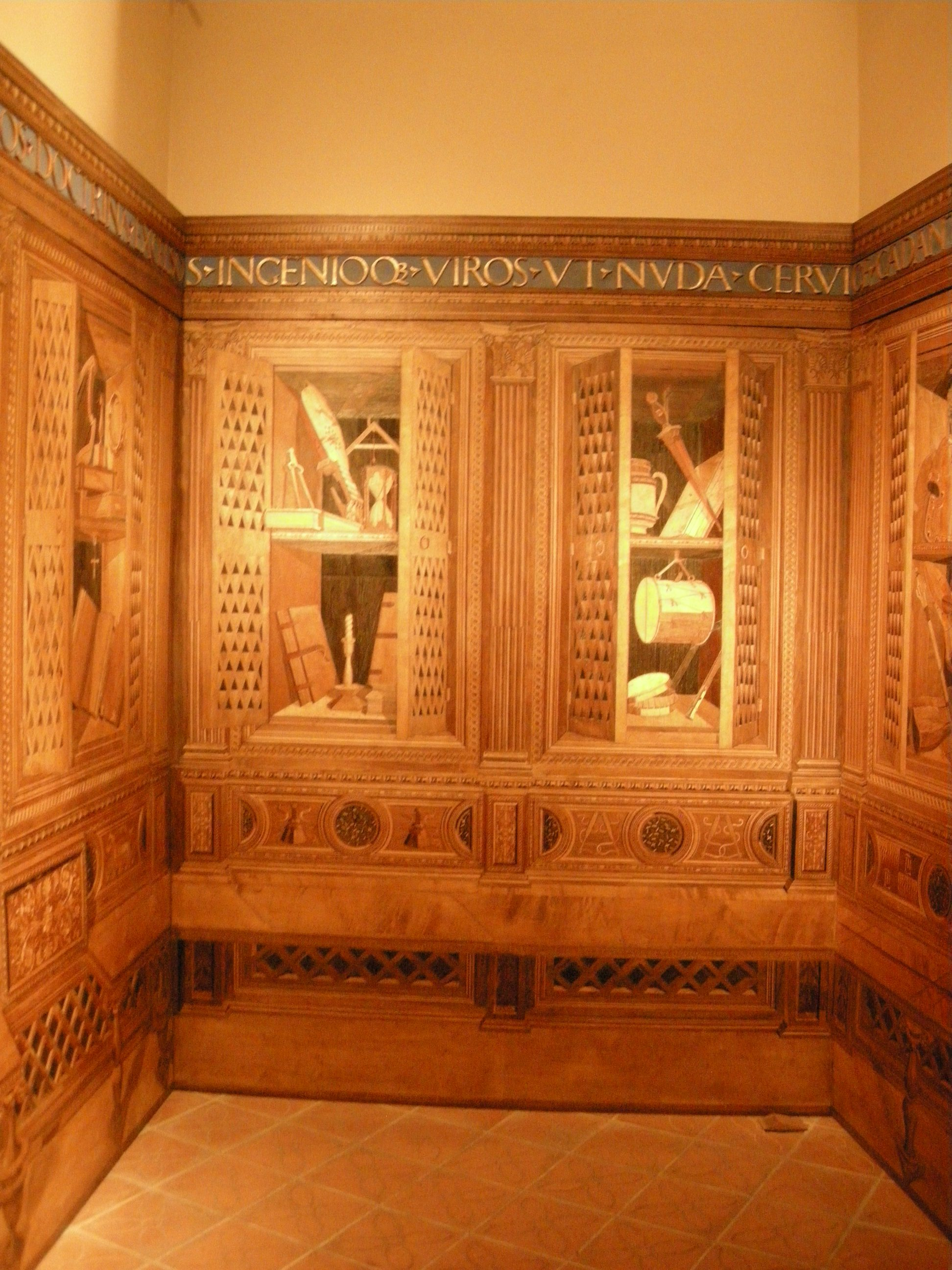
Studiolo aus Gubbio, ca. 1478–82, entworfen von Francesco di Giorgio
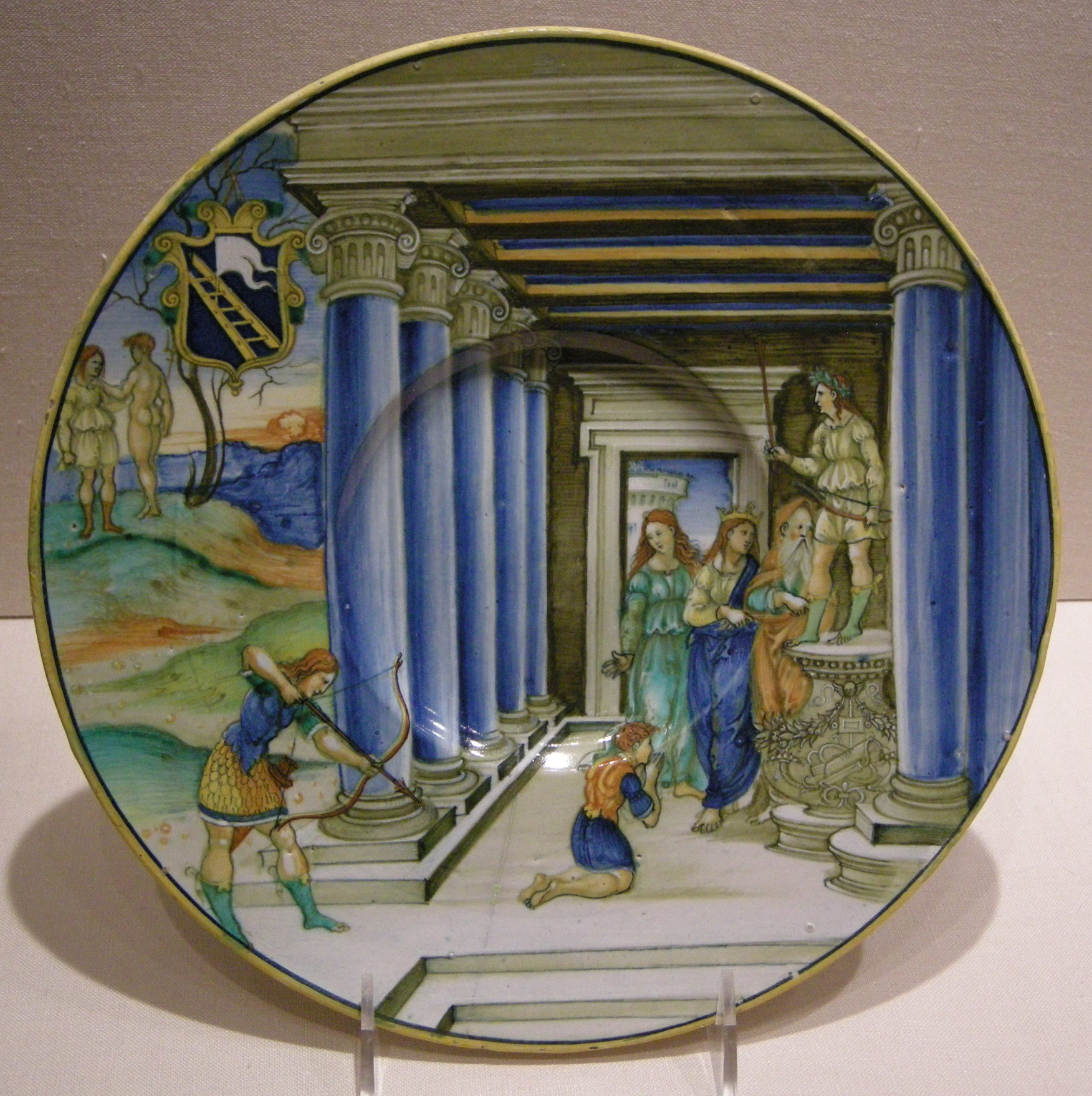
Majolika Tod des Achilles, ca. 1520–25, von Nicolo da Gabriele Spraghe
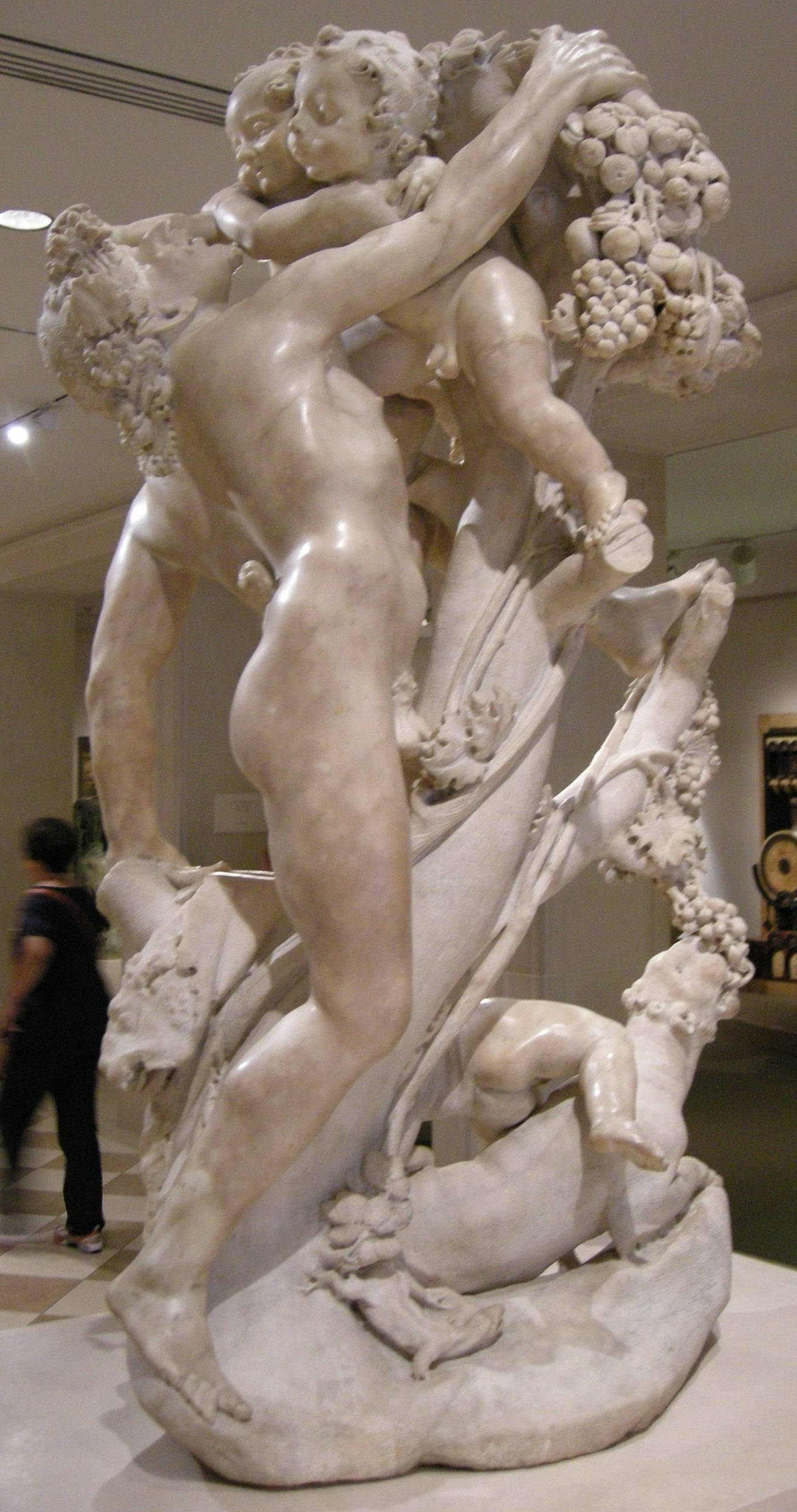
Bacchanal, ca. 1616–17, von Gian Lorenzo Bernini

### Griechische und römische Kunst (Greek and Roman Art)
Antike Kunst war seit Beginn des Museums Teil seines Sammlungsprogramms: Das erste erworbene Objekt war ein römischer Sarkophag. Heute umfasst die Abteilung im Bereich griechischer Kunst Werke aus dem antiken Griechenland, aus Zypern und dem griechisch beeinflussten Kleinasien sowie aus den damaligen griechischen Kolonien am Mittelmeer und am Schwarzen Meer; hinzu kommen Objekte der noch früheren Kulturen auf dem Gebiet des heutigen Griechenlands (z. B. Idole der Kykladenkultur). In entsprechender Weise wird römische Kunst aus dem gesamten römischen Reich gezeigt sowie Werke der früheren Kulturen in Italien (z. B. der Etrusker, darunter der Streitwagen von Monteleone). Zeitlicher Endpunkt dieser Abteilung ist, den Konventionen des 19. Jahrhunderts folgend, der Übertritt Kaiser Konstantins zum Christentum. Die Kunst der Spätantike wird folglich ausgespart und stattdessen in der byzantinischen Sammlung präsentiert.
Schwerpunkte der Sammlung sind zypriotische Skulpturen, die herausragende Sammlung attischer Skulpturen (darunter Grabstelen und ein vollständig erhaltener Kouros), Griechische Vasenmalerei (z. B. Hirschfeld-Maler, Amasis-Maler, Lydos, Andokides-Maler, Epiktetos, Exekias, Oltos und Berliner Maler), römische Porträtbüsten, römische Wandmalereien (Fresken aus den 79 n. Chr. vom Vesuv verschütteten Städten, insbesondere aus Boscoreale und Boscotrecase) sowie Goldschmiedearbeiten.

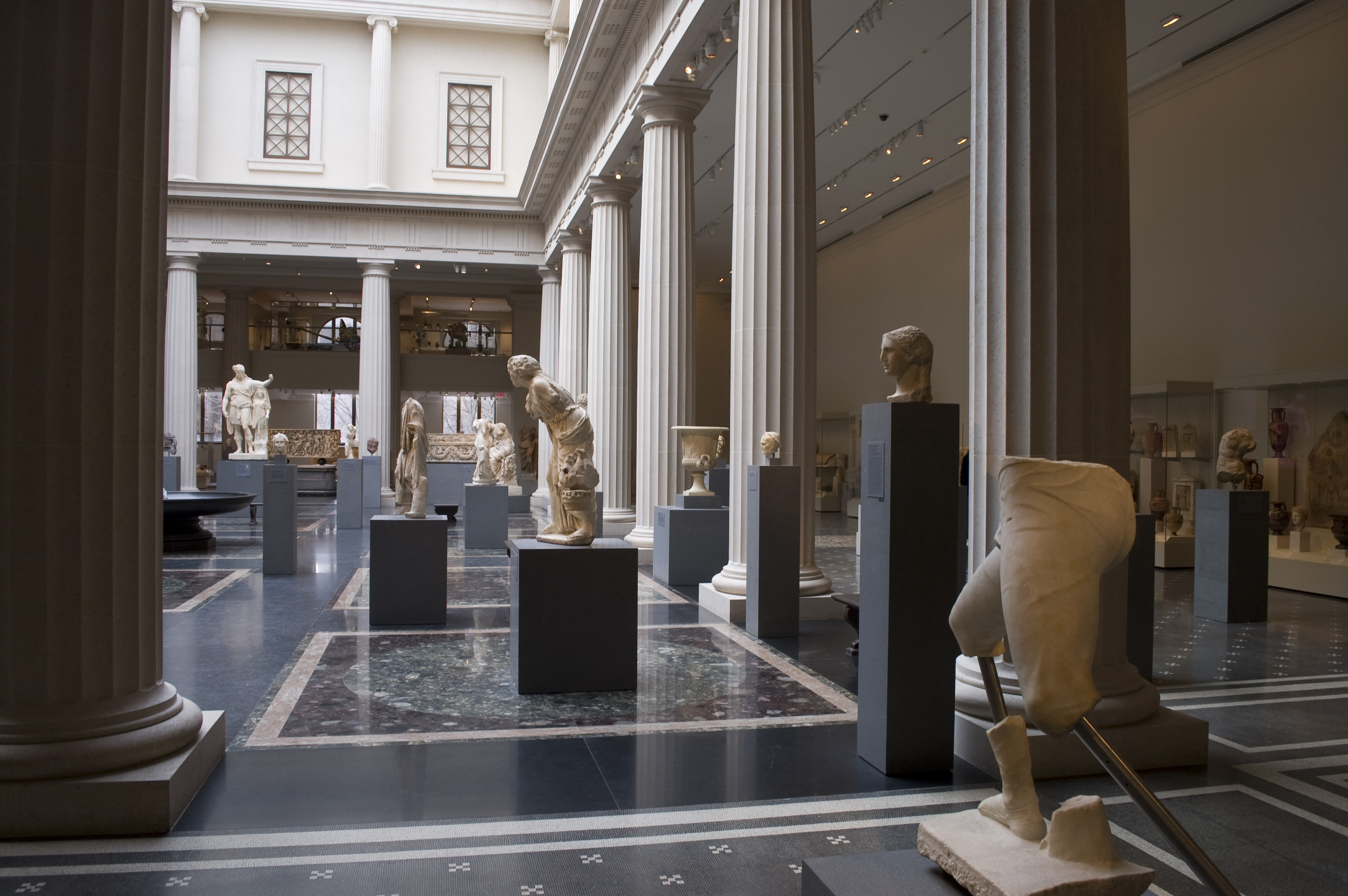
Galerie der römischen Skulpturen
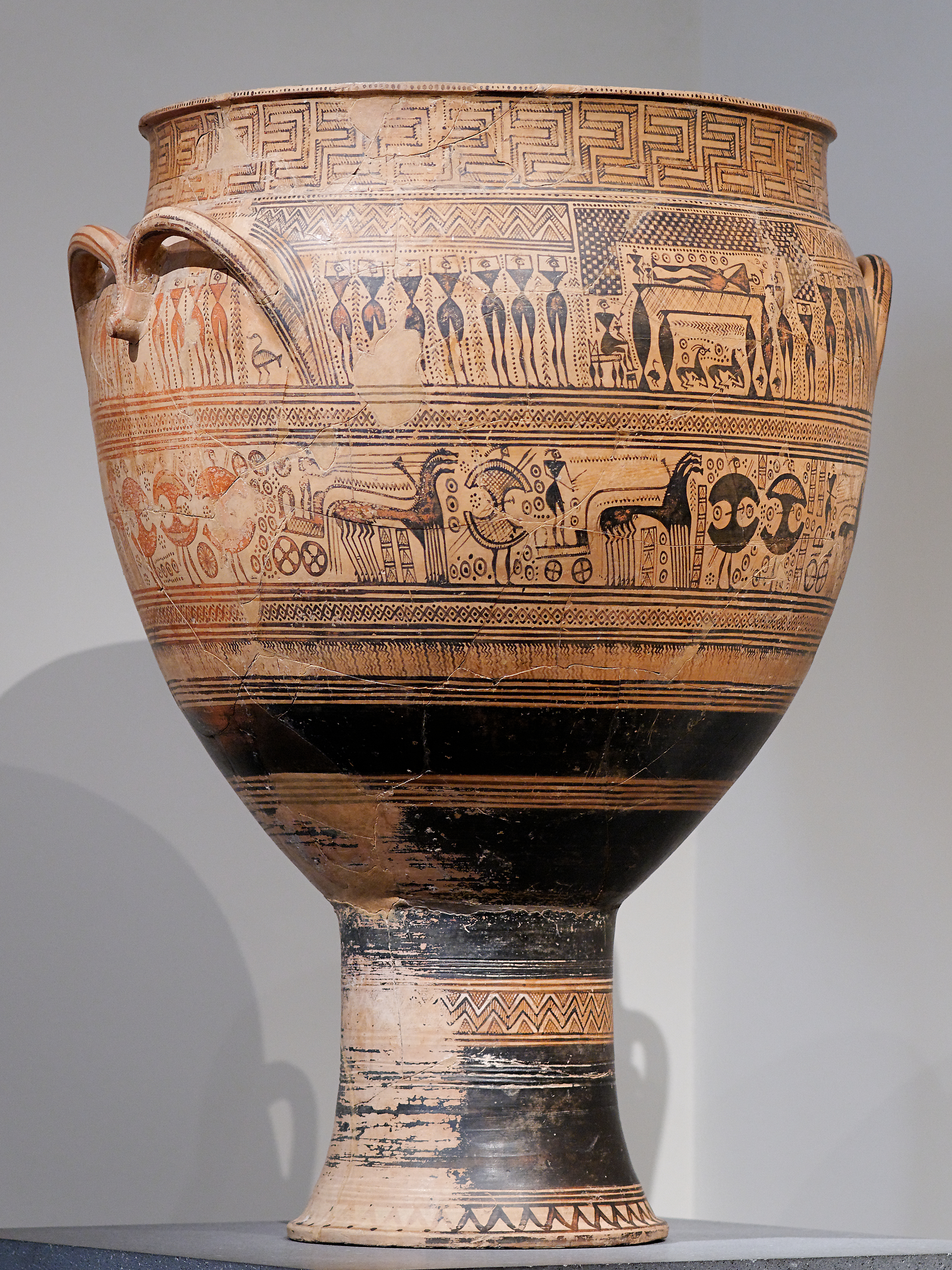
Krater des Hirschfeld-Malers, ca. 750–735 v. Chr.
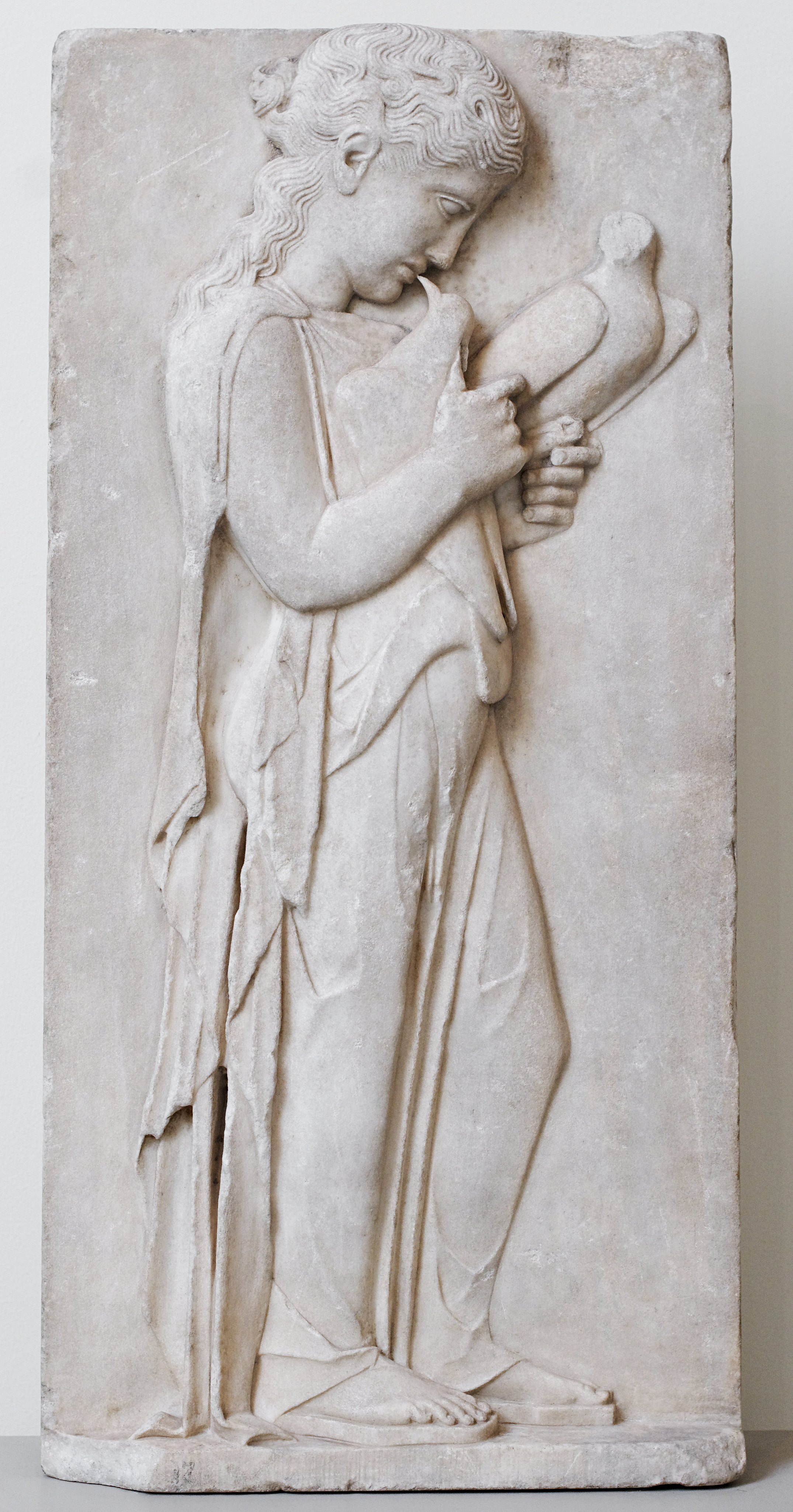
Grabstele eines kleinen Mädchens, aus Paros, ca. 450–440 v. Chr.
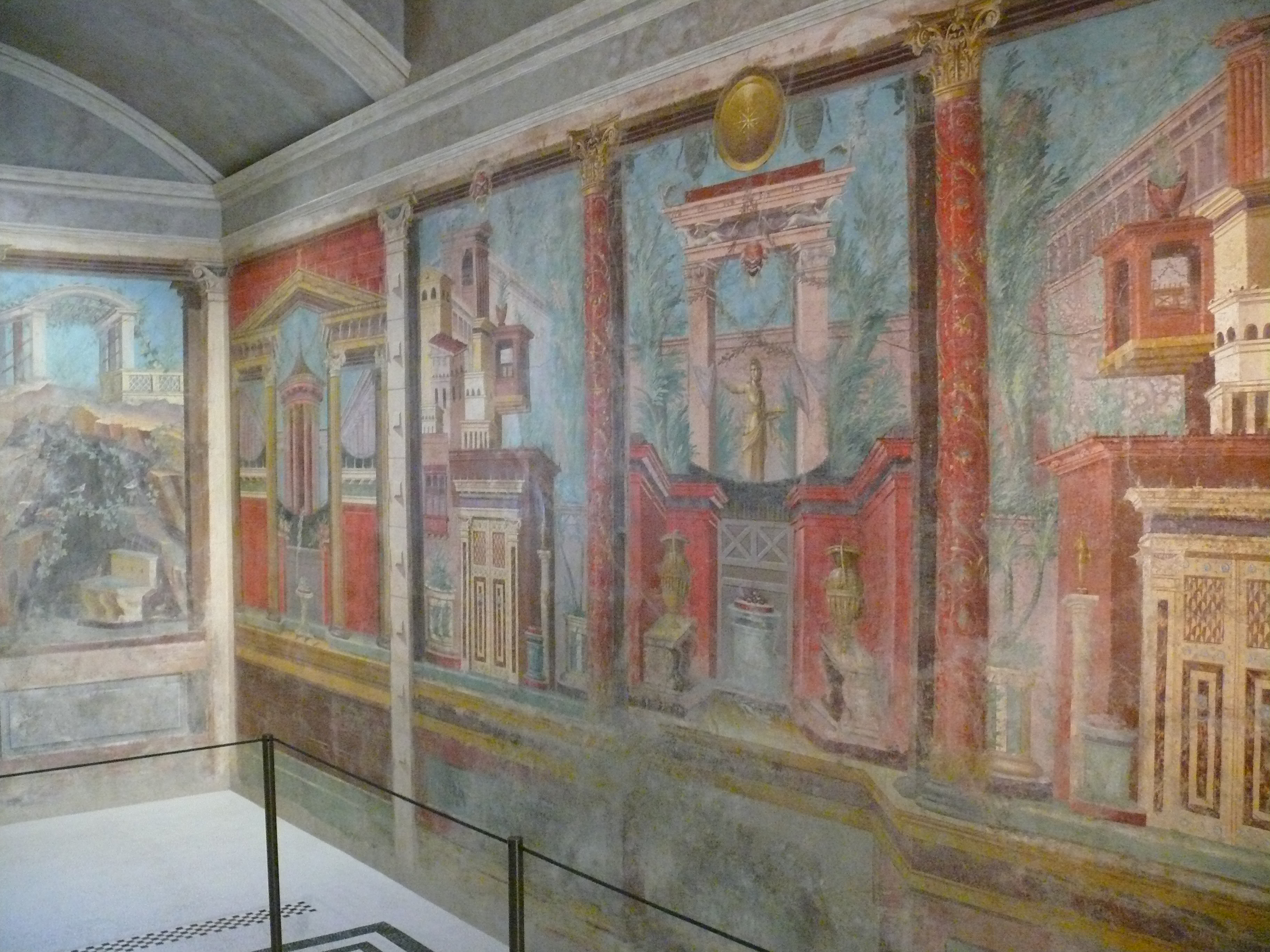
Cubiculum mit Fresken aus der Villa Boscoreale, ca. 50–40 v. Chr.

### Islamische Kunst (Islamic Art)
Die Abteilung verfügt über mehr als 12.000 Werke islamischer Kunst, die sämtliche islamisch geprägten Kulturbereiche repräsentieren, von Spanien und Marokko im Westen bis nach Indien im Osten. Zeitlich erstreckt sie sich von der Gründung des Islams 622 n. Chr. bis ins 19. Jahrhundert.
Ein Schwerpunkt der Sammlung sind Miniaturen aus Persien und dem Mogulreich in Indien, darunter solche aus einer reich geschmückten, für Schah Tahmasp (1514–1576) angefertigten Handschrift des Schāhnāme. Ebenfalls umfangreich vertreten sind Gläser und Metallarbeiten aus Ägypten, Syrien und Mesopotamien sowie Keramiken und Textilien, insbesondere Teppiche, aus der gesamten islamischen Welt. Ein Beispiel für ein osmanisches Raumensemble ist das im Museum installierte, aus Damaskus stammende Nur al-Din-Zimmer von 1707.

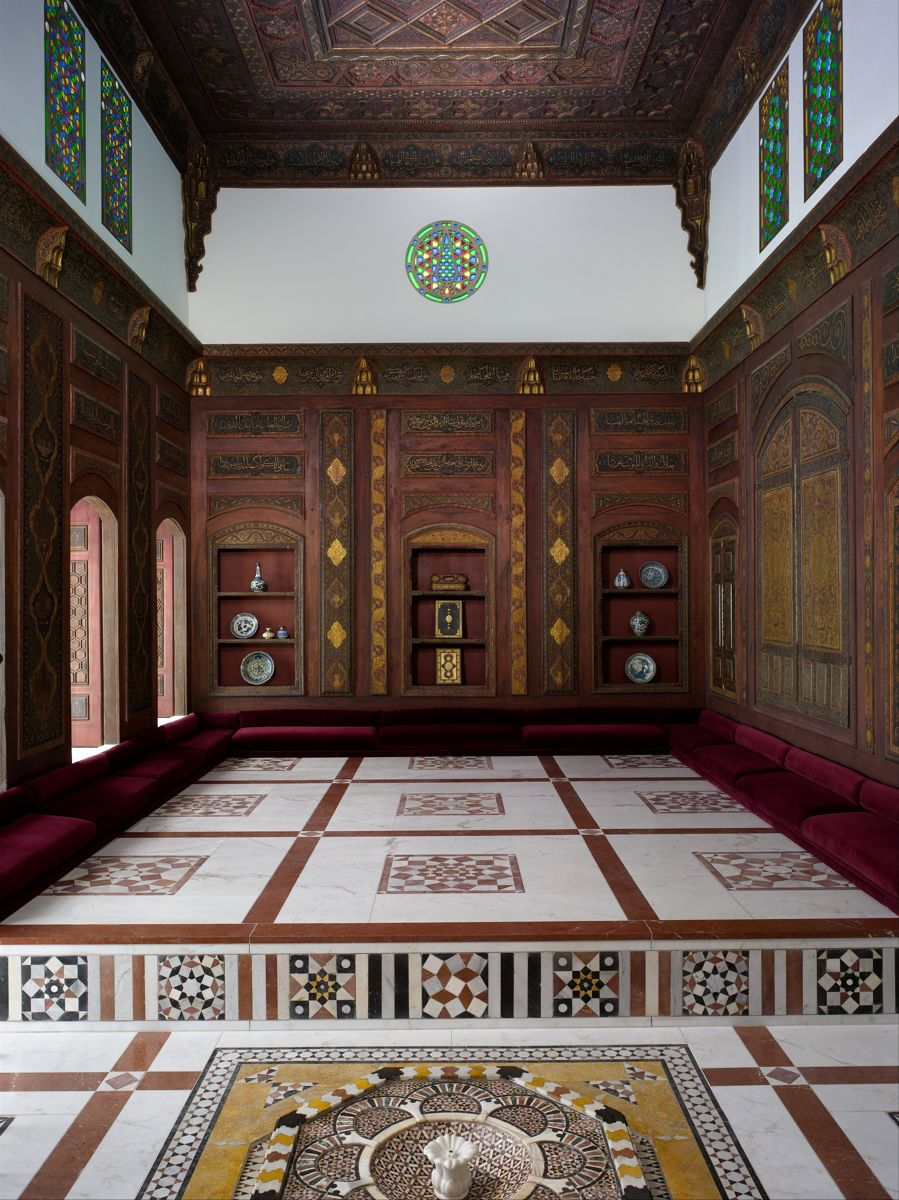
Das Damaszener Zimmer
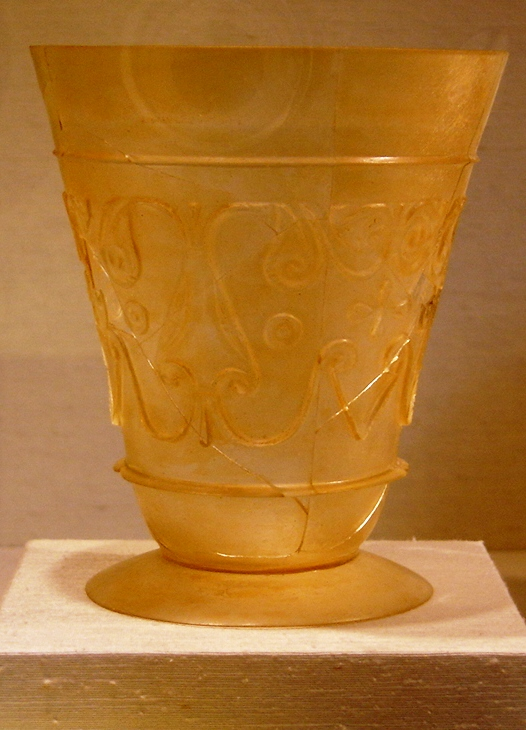
Glasbecher mit Relief, Iran, Irak oder Ägypten, 9.–10. Jahrhundert
Krug, mit Gold und Silber eingelegte Bronze, aus Herat, Chorasan, ca. 1180–1210
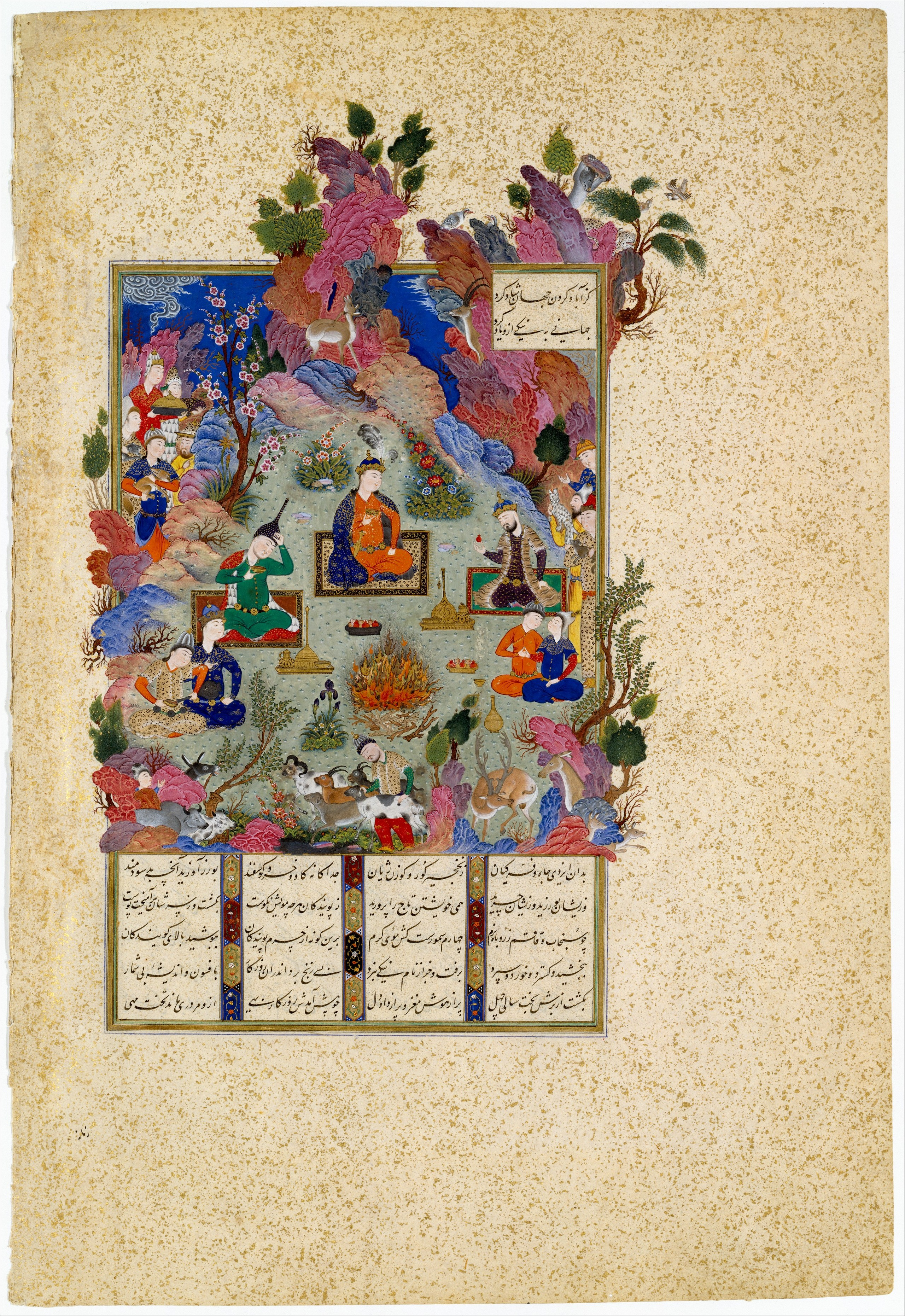
Seite aus dem Schāhnāme des Schah Tahmasp, ca. 1525, Täbris
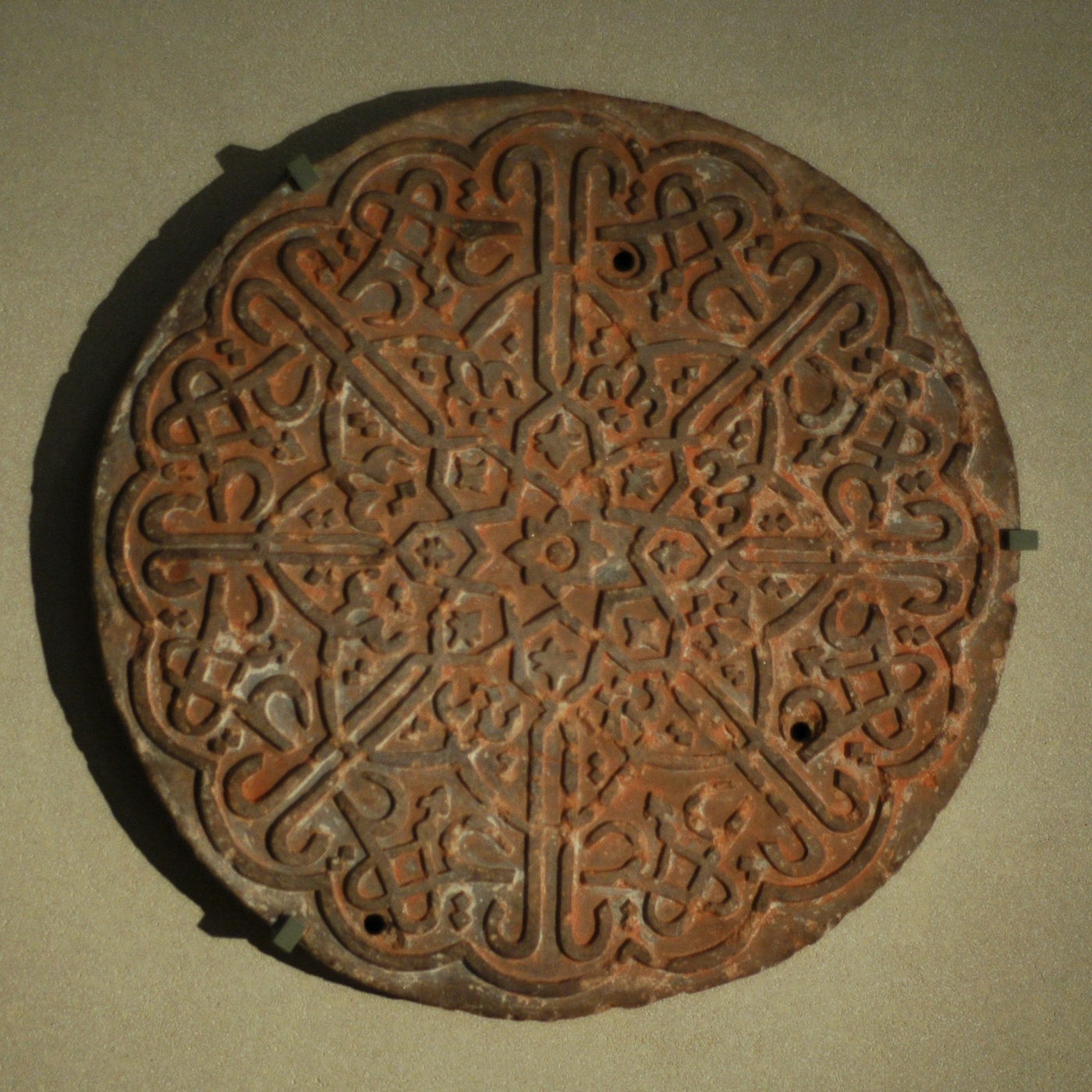
Kalligraphische Rosette, spätes 16. – frühes 17. Jahrhundert, Dekkan

### Robert-Lehman-Sammlung (The Robert Lehman Collection)
Diese Abteilung betreut die ehemalige Privatsammlung von Robert Lehman (1891–1969, Leiter der Investmentbank Lehman Brothers), die nach seinem Tod in das Museum überführt wurde und dort in einem speziell hierfür errichteten Flügel gezeigt wird, dessen Ambiente dem der Privatwohnung von Robert Lehman nachempfunden ist. Die Sammlung umfasst etwa 2600 Werke westeuropäischer Kunst – Gemälde, Kunstgewerbe und Zeichnungen – vom ausklingenden Mittelalter bis ins frühe 20. Jahrhundert.
Bei den Gemälden ist ein Schwerpunkt frühe italienische Malerei, vor allem aus Siena und Florenz (u. a. Werke von Ugolino di Nerio, Simone Martini, Giovanni di Paolo, dem Meister der Osservanza und Sandro Botticelli), ein anderer altniederländische Malerei (u. a. Werke von Petrus Christus, Hans Memling und Jean Hey). Darüber hinaus umfasst die Sammlung Alter Meister auch bedeutende Werke aus späteren Epochen, z. B. von El Greco, Rembrandt und Goya. Zeitlich schließen sich daran französische Gemälde aus dem 19. und frühen 20. Jahrhundert an, so etwa von Ingres, den Impressionisten und Postimpressionisten, den Fauvisten sowie von Pierre Bonnard und Balthus. Die Kunstgewerbesammlung umfasst Majolika aus der Renaissance, venezianisches Glas, Möbel, Goldschmiede- und Emailarbeiten, Schmuck, Textilien, Bronzen sowie eine umfassende Sammlung historischer Bilderrahmen. Die nicht ständig ausgestellte Sammlung von Zeichnungen ist ebenfalls sehr bedeutend; sie ist besonders umfangreich bei venezianischen Zeichnungen des 18. Jahrhunderts, umfasst darüber hinaus aber auch zahlreiche andere Meisterwerke von der Renaissance bis ins 20. Jahrhundert (u. a. von Leonardo da Vinci, Albrecht Dürer, Peter Paul Rubens, Rembrandt, Claude Lorrain und Georges Seurat) sowie einige bedeutende Miniaturen (u. a. von Jean Fouquet).

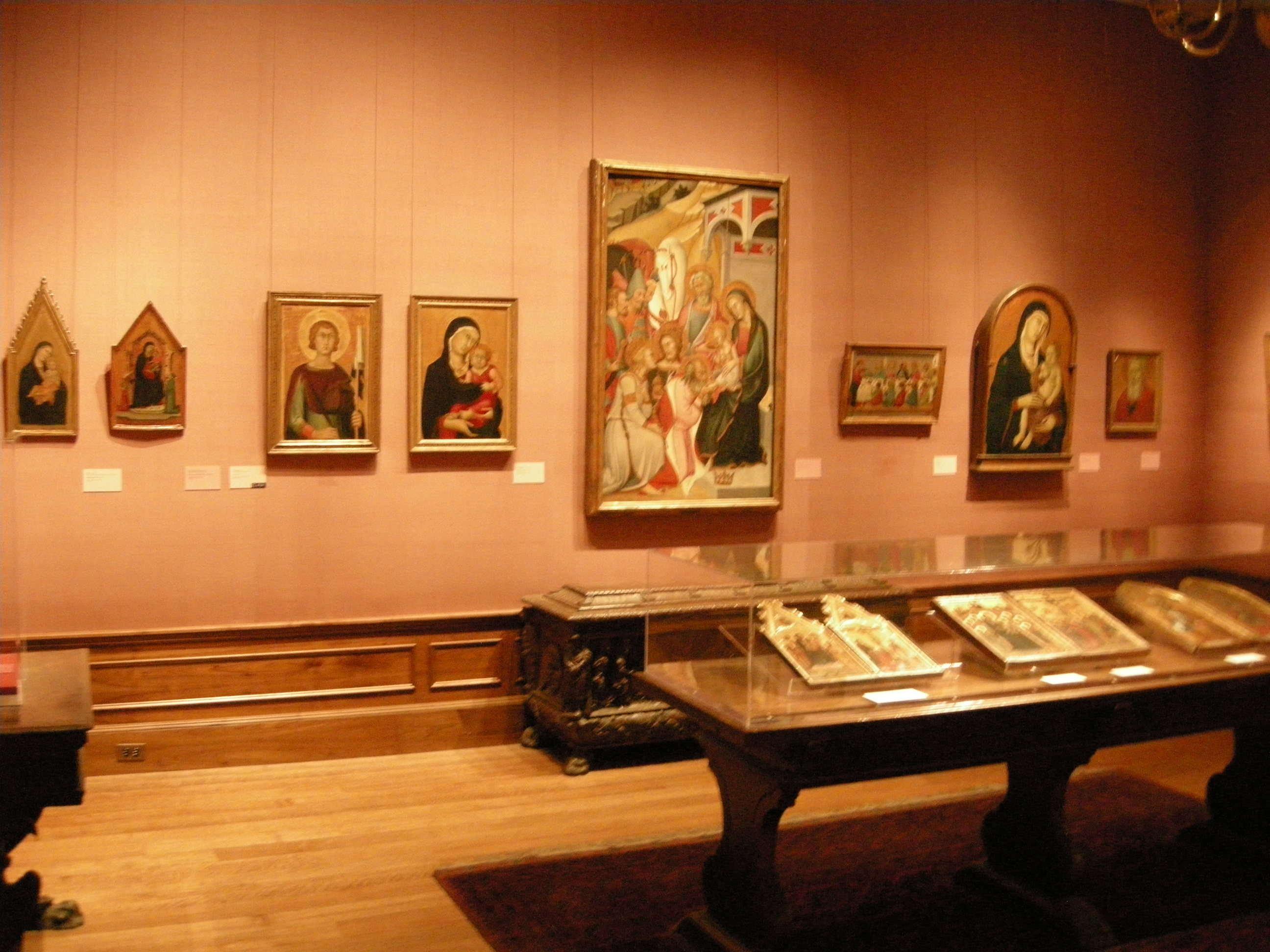
Raum mit frühen italienischen Gemälden
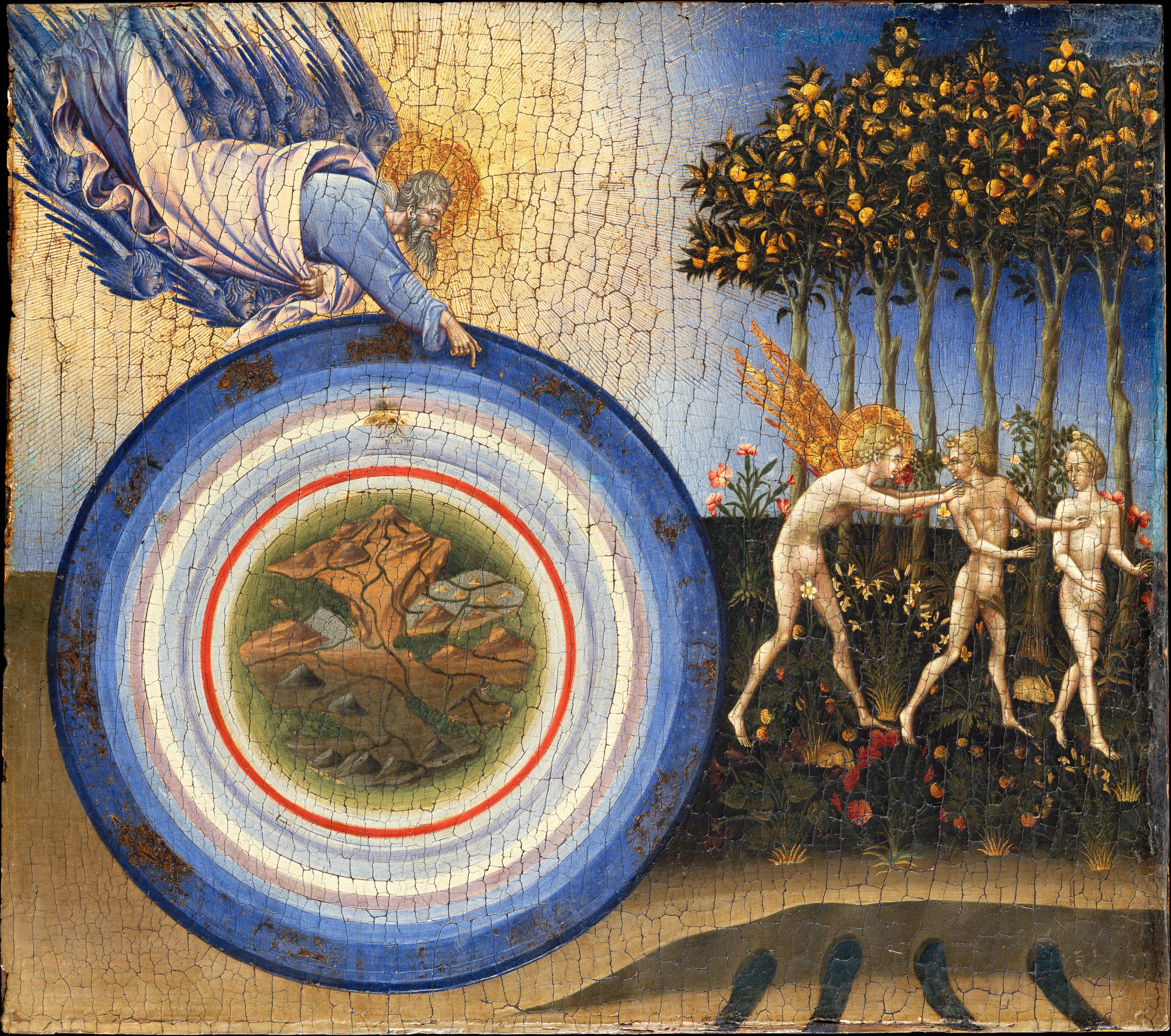
Schöpfung; Vertreibung aus dem Paradies, von Giovanni di Paolo, 1445
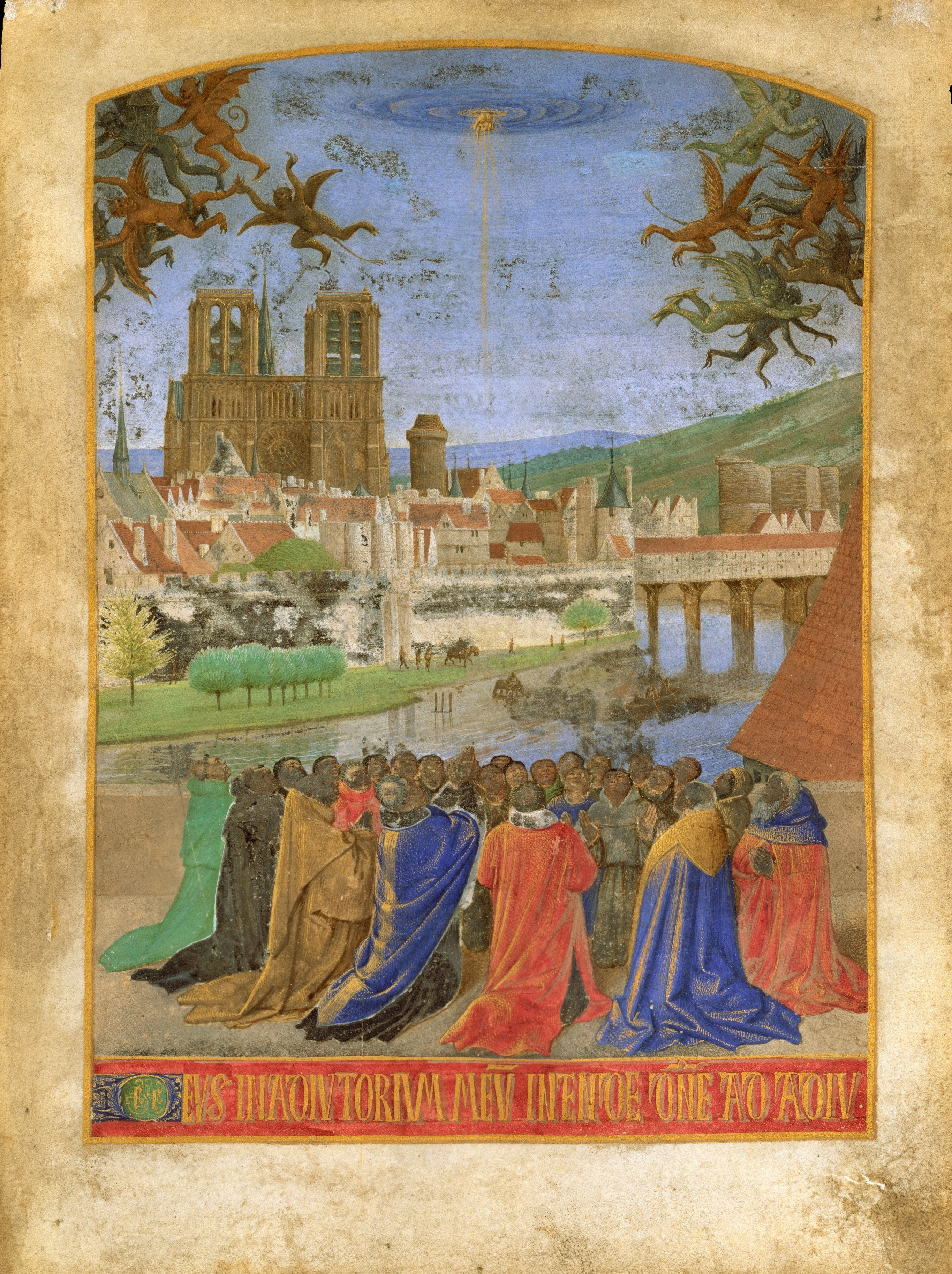
Miniatur von Jean Fouquet, ca. 1452–60
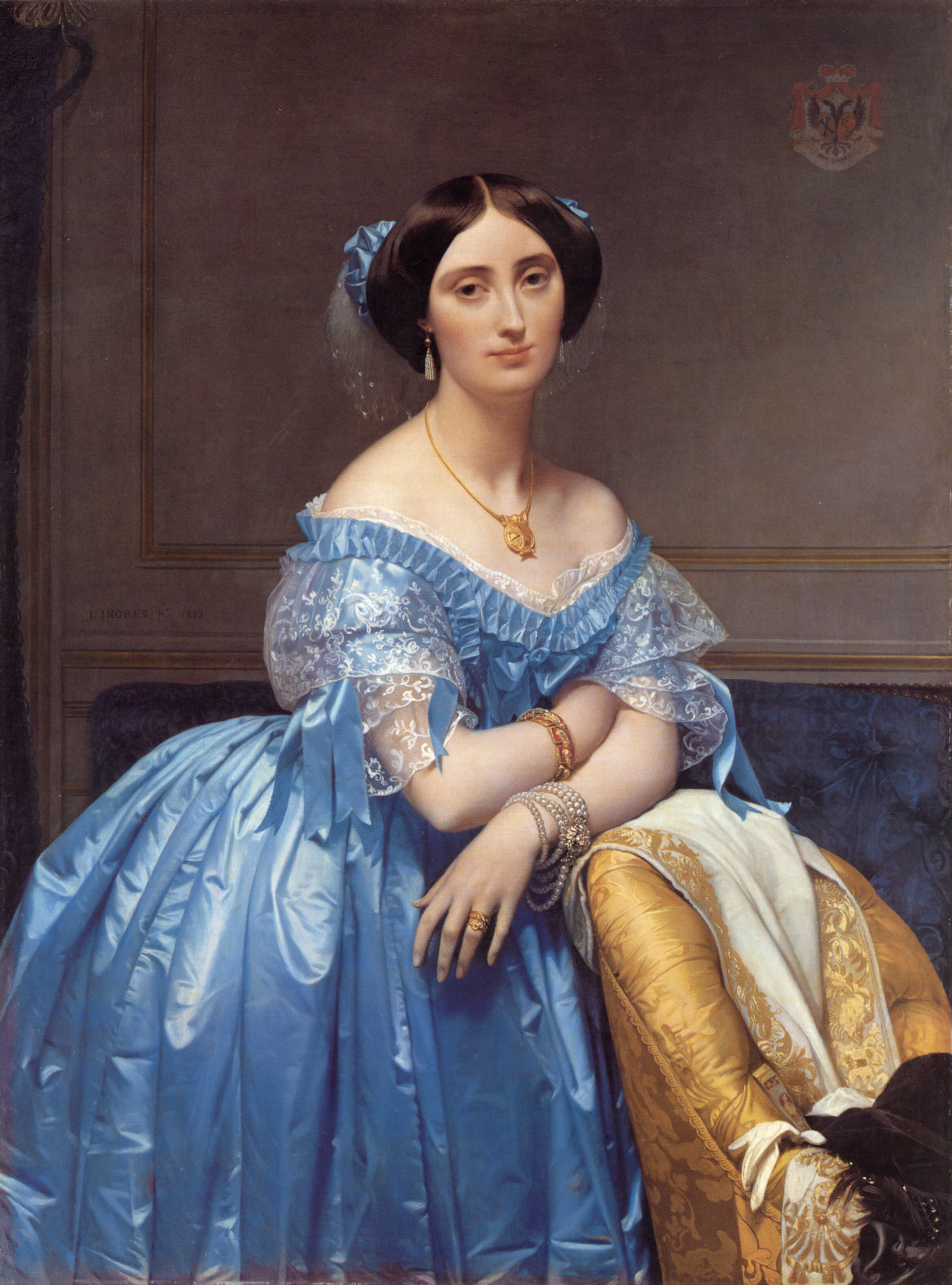
Prinzessin de Broglie, von Ingres, 1851–53

### Mittelalterliche Kunst (Medieval Art)
Die Abteilung für mittelalterliche Kunst zeigt ihre Werke in zwei verschiedenen Räumlichkeiten: Einerseits im Hauptgebäude an der Fifth Avenue und andererseits in The Cloisters im Norden Manhattans.

#### Hauptgebäude
Die Sammlung im Hauptgebäude deckt mit mehr als 6000 Objekten den gesamten Zeitraum des europäischen Mittelalters ab. Entscheidender Punkt in ihrer Sammlungsgeschichte war 1917 die Schenkung zahlreicher Skulpturen und Werke mittelalterlicher Schatzkunst aus der Sammlung von J. Pierpont Morgan. Schwerpunkte der heutigen Sammlung sind vor allem kleinere Arbeiten wie byzantinisches Kunsthandwerk (darunter mehrere Silberschätze), Emaille- und Goldschmiedearbeiten sowie Elfenbeinschnitzereien, außerdem gotische Wandteppiche, Glasmalereien und Steinskulpturen (teilweise aus der Abtei von Saint-Denis, aus Notre-Dame in Paris oder der Kathedrale von Amiens). Zu den bedeutenden Einzelwerken der Abteilung zählen unter anderen der „Kelch aus Antiochia“, die eine Kirchenstiftung Ottos I. zeigende Elfenbeintafel aus seiner Serie für den Magdeburger Dom, eine hölzerne Madonna des 12. Jahrhunderts aus der Auvergne, ein marmornes Adlerpult von Giovanni Pisano, eine Meister Heinrich von Konstanz zugeschriebene Skulptur der „Heimsuchung“ sowie Figuren vom Grab des Jean de Berry in Bourges.

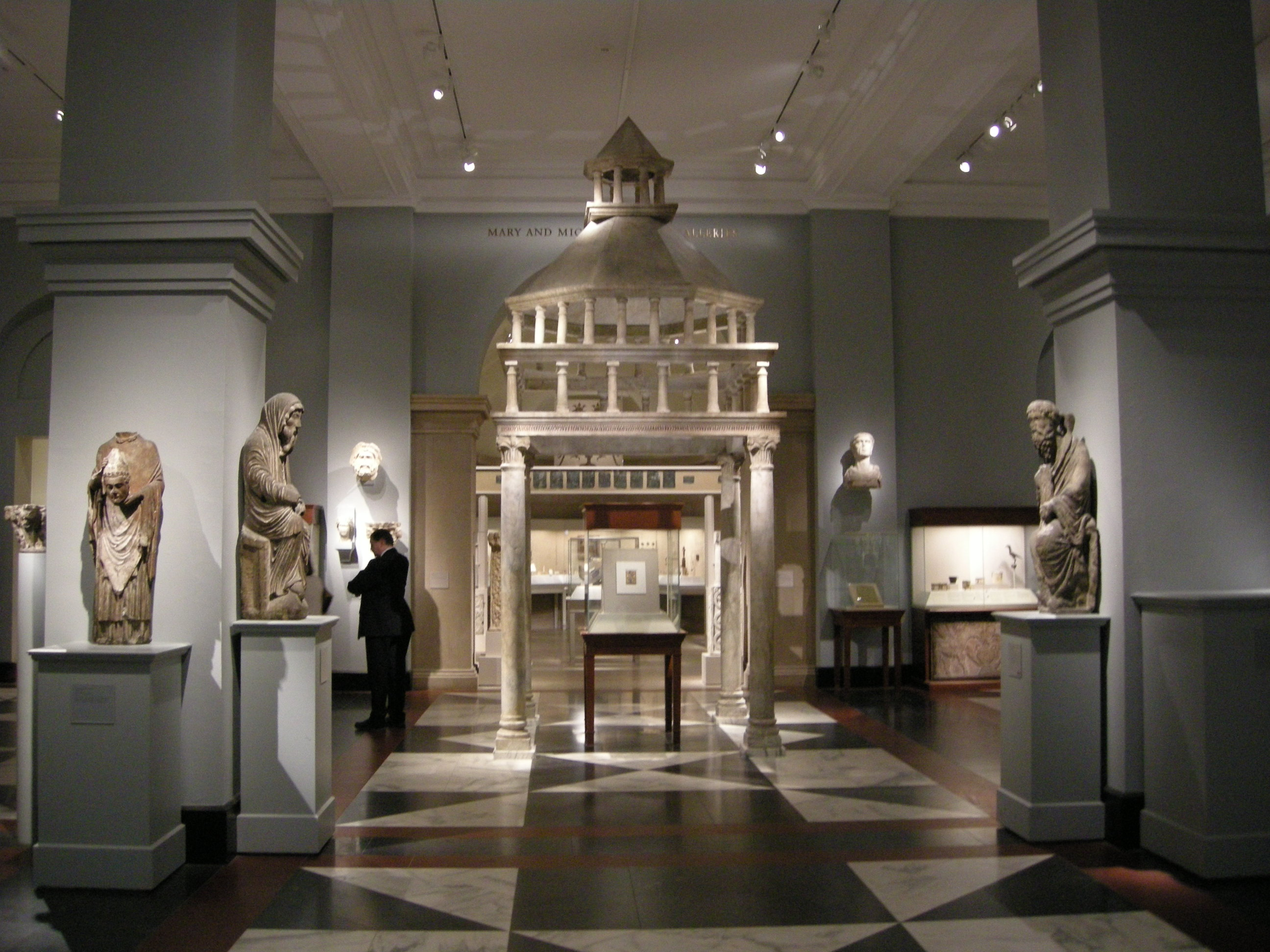
Saal mit italienischem Ziborium von ca. 1150
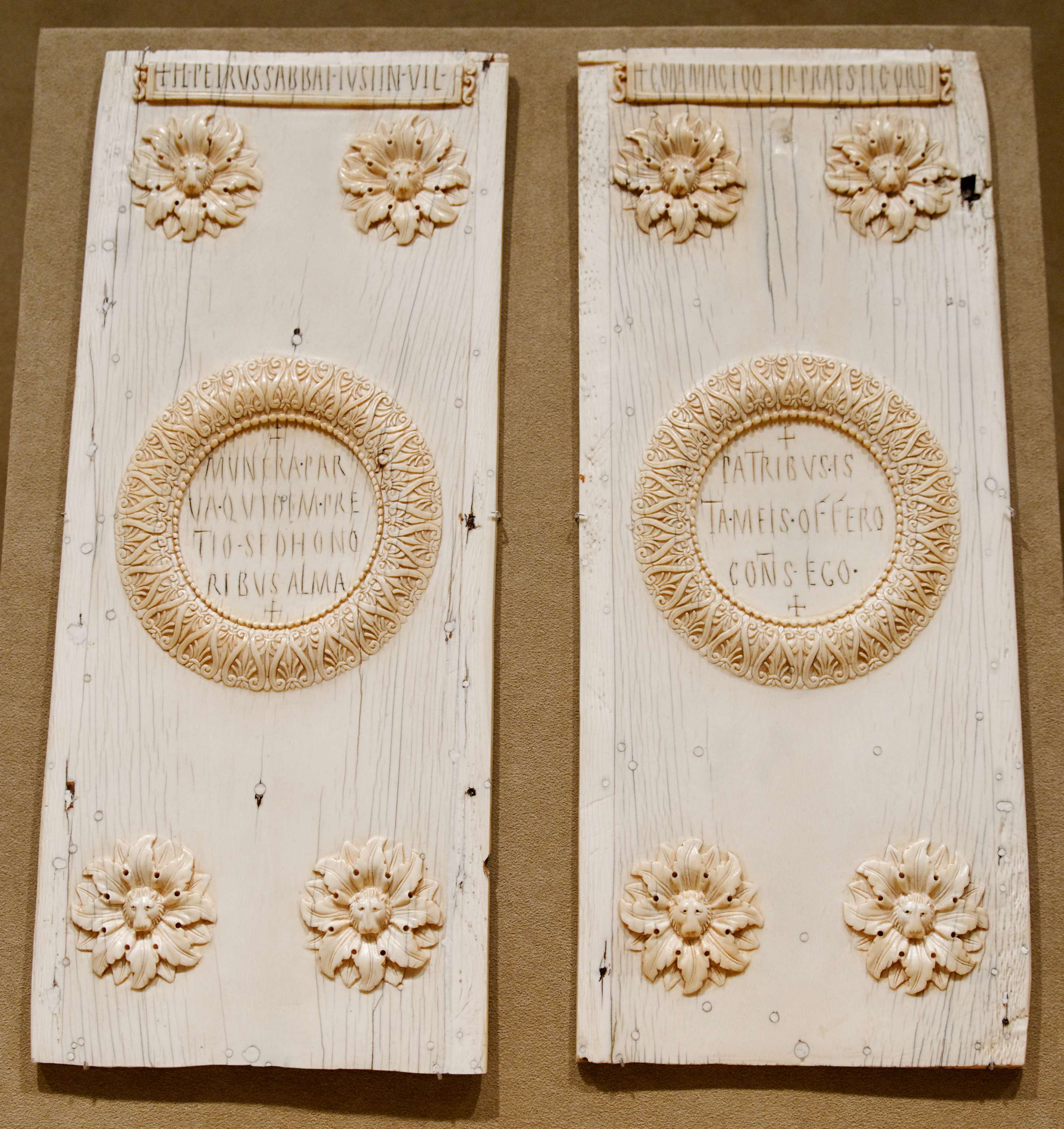
Diptychon des Konsuls Justinian, 521, aus Konstantinopel
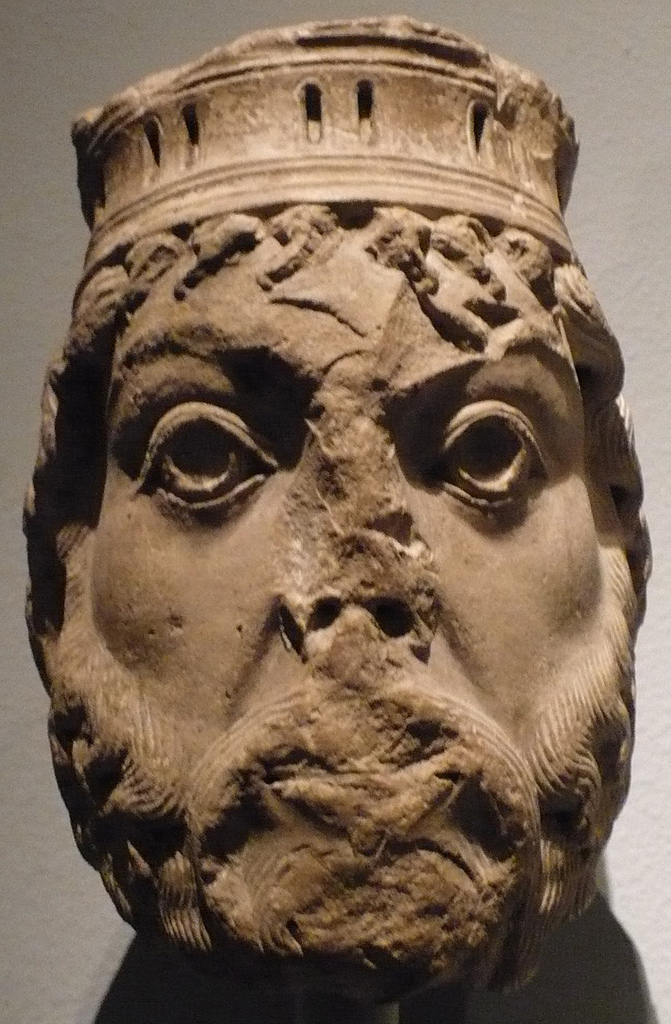
Kopf König Davids, ca. 1145, aus Notre-Dame in Paris
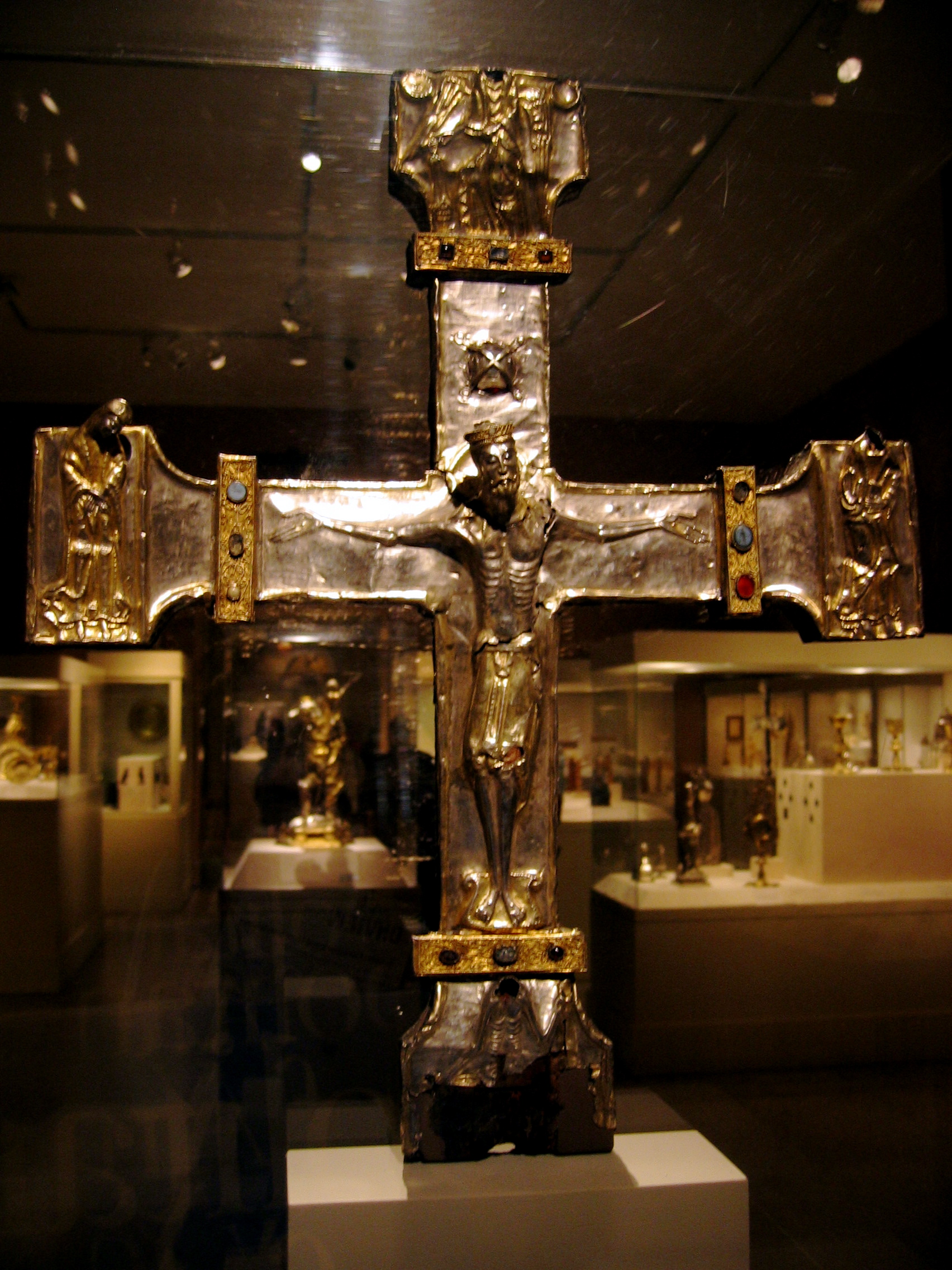
Prozessionskreuz, ca. 1150–75, aus Asturien

#### The Met Cloisters
Bei The Cloisters (deutsch: Die Kreuzgänge) handelt es sich um ein im Fort Tryon Park an der Nordspitze Manhattans auf Basis mittelalterlicher Architekturelemente aus Europa errichtetes Gebäudeensemble. Der Großteil dieser Elemente wurde von George Grey Barnard in Frankreich erworben und in die USA gebracht. Nachdem er sie in New York ausgestellt hatte, wurden sie mit finanzieller Unterstützung von John D. Rockefeller, Jr. für das Metropolitan Museum erworben und waren der Ausgangspunkt für das Konzept eines separaten Gebäudes, das den authentischen Eindruck einer mittelalterlichen Anlage erwecken soll. Hierzu wurde wiederum mit Mitteln von Rockefeller das Gelände des Fort Tryon Parks erworben, und er erwarb auch das auf der gegenüberliegenden Seite des Hudson liegende Gelände, um es als Park/Wald zu belassen: Dadurch liegt The Cloisters in einer für Manhattan vergleichsweise stark von „Natur“ umgebenen Umgebung, ähnlich wie viele mittelalterliche Klöster an abgeschiedenen Orten errichtet wurden. Die Räumlichkeiten von The Cloisters umfassen einerseits mehrere Kreuzgänge (mit Säulen, Kapitellen und anderen Architekturelementen aus Saint-Michel-de-Cuxa, Saint-Guilhem-le-Désert, Bonnefont-en-Comminges, Trie-en-Bigorre und Froville), darüber hinaus aber auch andere Räume, die sich an mittelalterlicher Architektur orientieren, etwa drei Kapellen.
Neben den Architekturelementen werden in The Cloisters weitere mittelalterliche Kunstwerke, vor allem aus der Romanik und der Gotik, ausgestellt. Zu den bedeutendsten hiervon zählen das Elfenbeinkreuz aus der Abtei von Bury Saint Edmunds (England, 12. Jahrhundert), das Fresko aus einer Apsis in Fuentidueña (Spanien, ca. 1175–1200), Les Belles Heures (ein von den Brüdern von Limburg für Jean de Berry reichverziertes Stundenbuch), eine Folge von Wandteppichen mit Szenen der Jagd auf das Einhorn (ca. 1500), ein weiterer mit den Neun Guten Helden (ca. 1385–1410), das Mérode-Triptychon vom Meister von Flémalle sowie Skulpturen von Tilman Riemenschneider und Gil de Siloé.

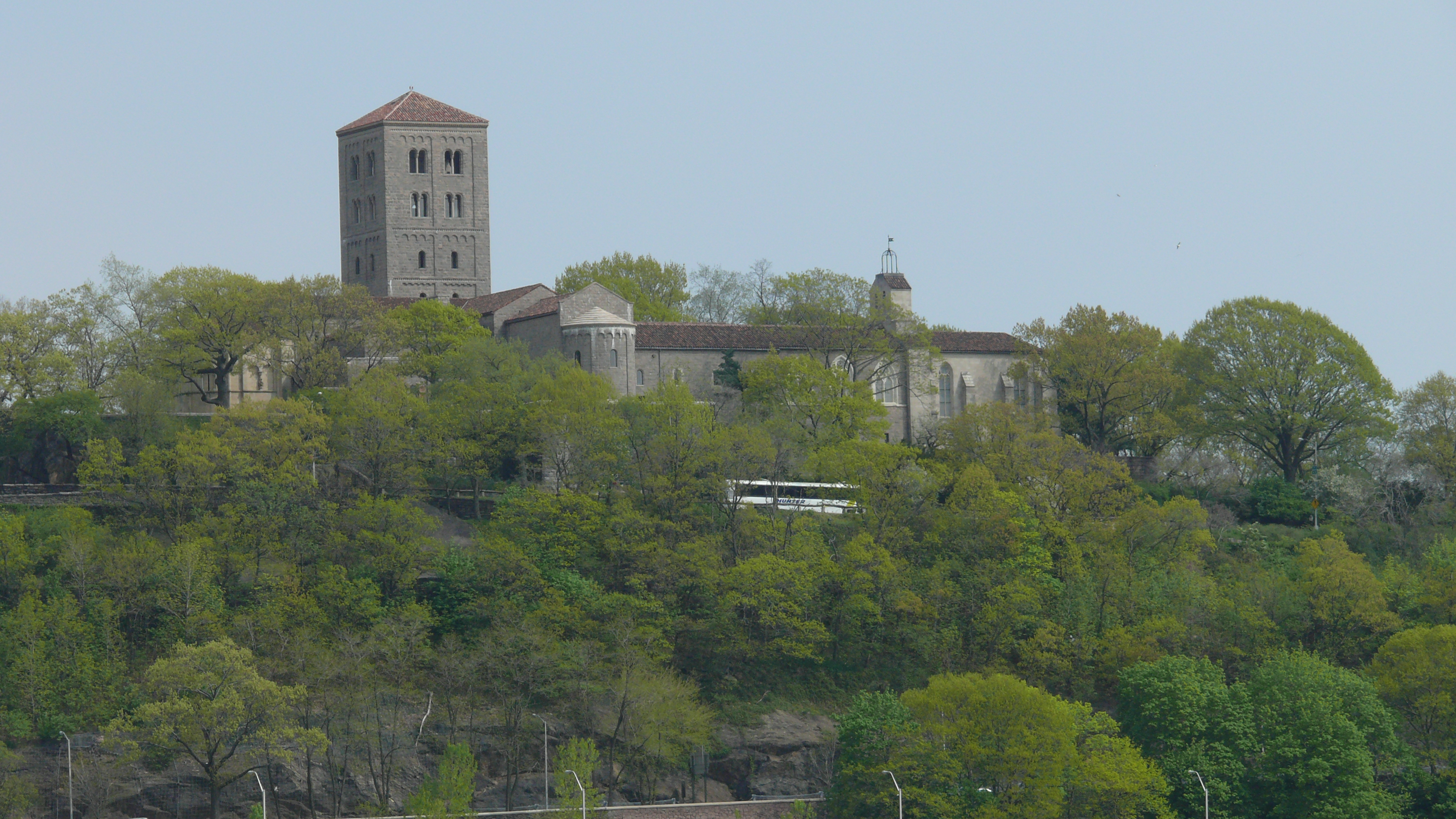
The Cloisters vom gegenüber liegenden Ufer des Hudson gesehen
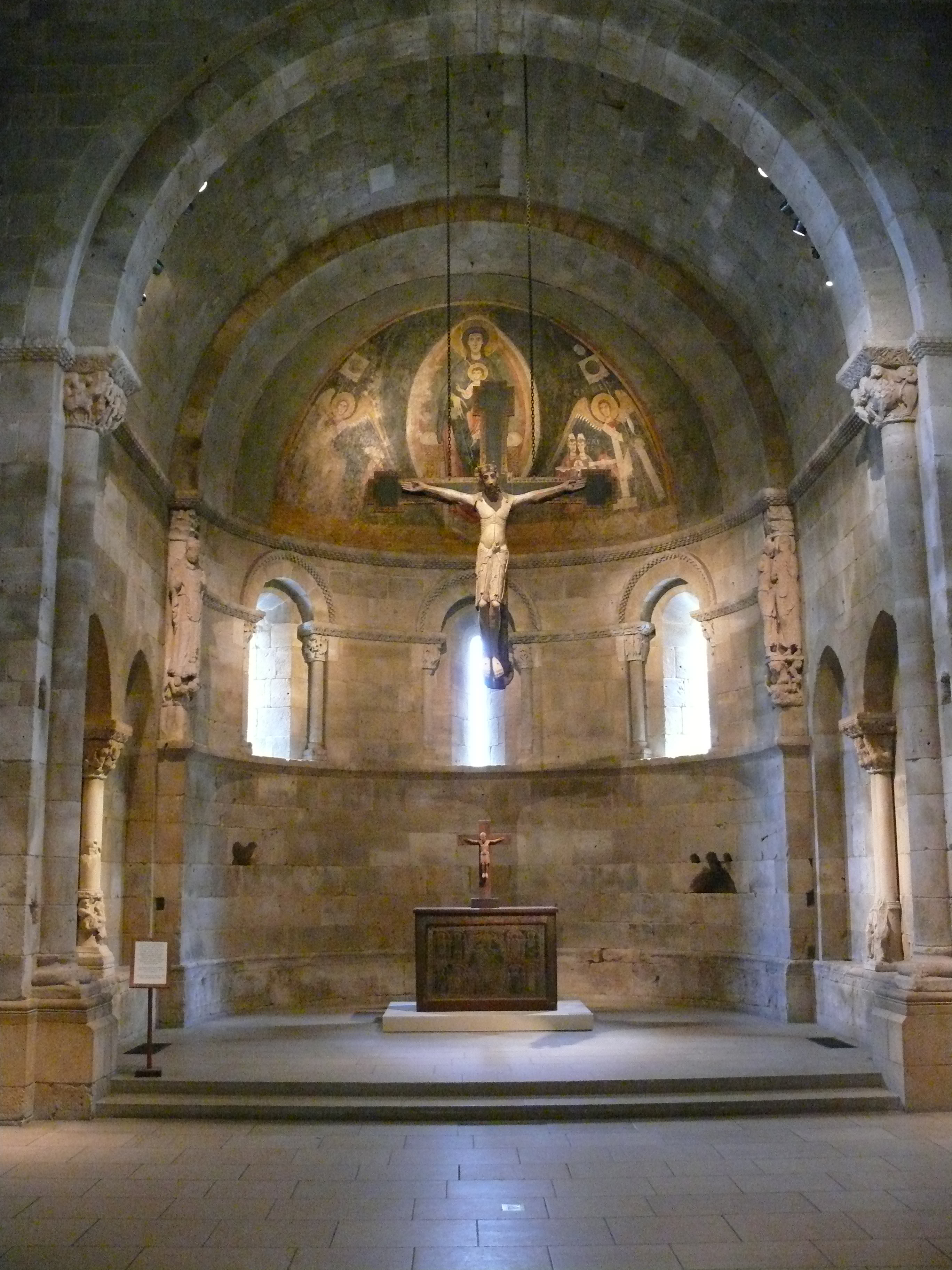
Kapelle mit dem Fresko aus Fuentidueña
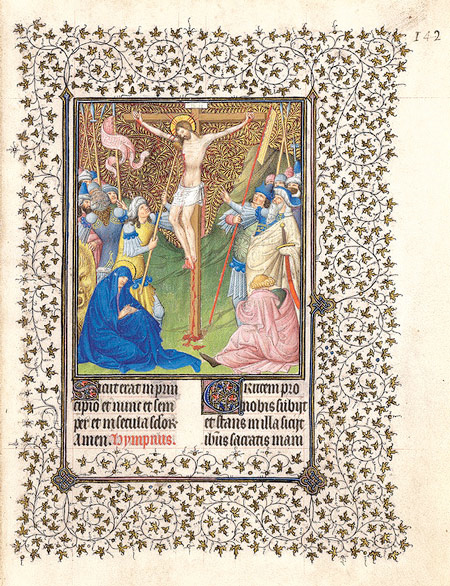
Seite aus den Belles Heures
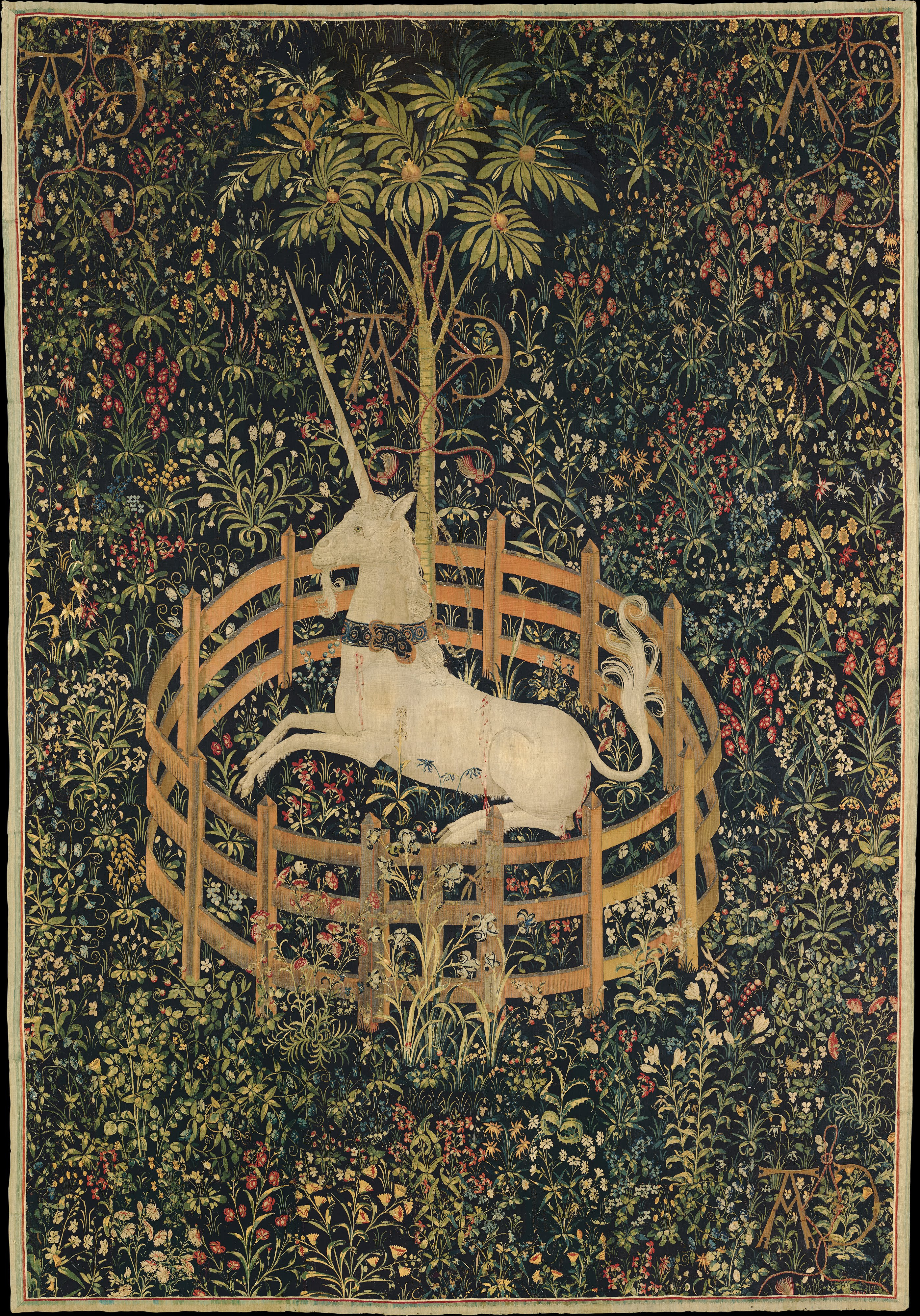
Wandteppich mit dem Gefangenen Einhorn

### Moderne Kunst (Modern Art)
Die Abteilung für moderne Kunst zeigt Werke von circa 1900 bis heute, mit dem geographischen Schwerpunkt auf Europa und Nordamerika. Das Metropolitan Museum hat sich stets als Sammlung von Kunstwerken bis in die Gegenwart definiert, Erwerbungen damals zeitgenössischer Kunst während der ersten Jahrzehnte des Museums befinden sich heute aber in den „historischen“ Abteilungen zur amerikanischen bzw. europäischen Kunst des 19. Jahrhunderts. Die Abteilung moderner Kunst umfasst derzeit mehr als 10.000 Werke, darunter Gemälde, Skulpturen, Arbeiten auf Papier, Kunsthandwerk und Design.
Zu den herausragenden Werken der französischen klassischen Moderne zählen solche von z. B. Pablo Picasso (umfangreiche Sammlung, darunter das Bildnis Gertrude Stein), Georges Braque, Amedeo Modigliani, Henri Matisse, Roger de La Fresnaye, André Derain, Pierre Bonnard, Chaim Soutine und Balthus. Die klassische Moderne aus Deutschland ist unter anderem vertreten mit 90 Arbeiten von Paul Klee, die Heinz Berggruen dem Museum geschenkt hat, mit Kandinskys Improvisation Nr. 27 und mit Beckmanns Triptychon Der Anfang, aber auch mit Gemälden von Emil Nolde und Otto Dix. Mehrere Werke von Umberto Boccioni repräsentieren den Futurismus.
Bedeutende Beispiele für die nordamerikanische Kunst der ersten Hälfte des 20. Jahrhunderts stammen unter anderem von Maurice Prendergast, Childe Hassam, Marsden Hartley, Edward Hopper, Charles Sheeler, Charles Demuth, Georgia O’Keeffe und Stuart Davis.
Die amerikanische Kunst nach dem Zweiten Weltkrieg ist ebenfalls umfangreich vertreten, etwa mit Clyfford Still, Willem de Kooning, Jackson Pollock (u. a. mit dem monumentalen Autumn Rhythm (Number 30) von 1950), Ellsworth Kelly, Gabriele Evertz, Barnett Newman, Richard Diebenkorn, Jasper Johns (White Flag von 1955), Robert Rauschenberg, James Rosenquist, Roy Lichtenstein, Andy Warhol, Chuck Close, David Smith und Louise Bourgeois. Europäische zeitgenössische Kunst ist hingegen weniger umfangreich vertreten; hier findet man unter anderem Gemälde von Georg Baselitz, Anselm Kiefer und Lucian Freud.

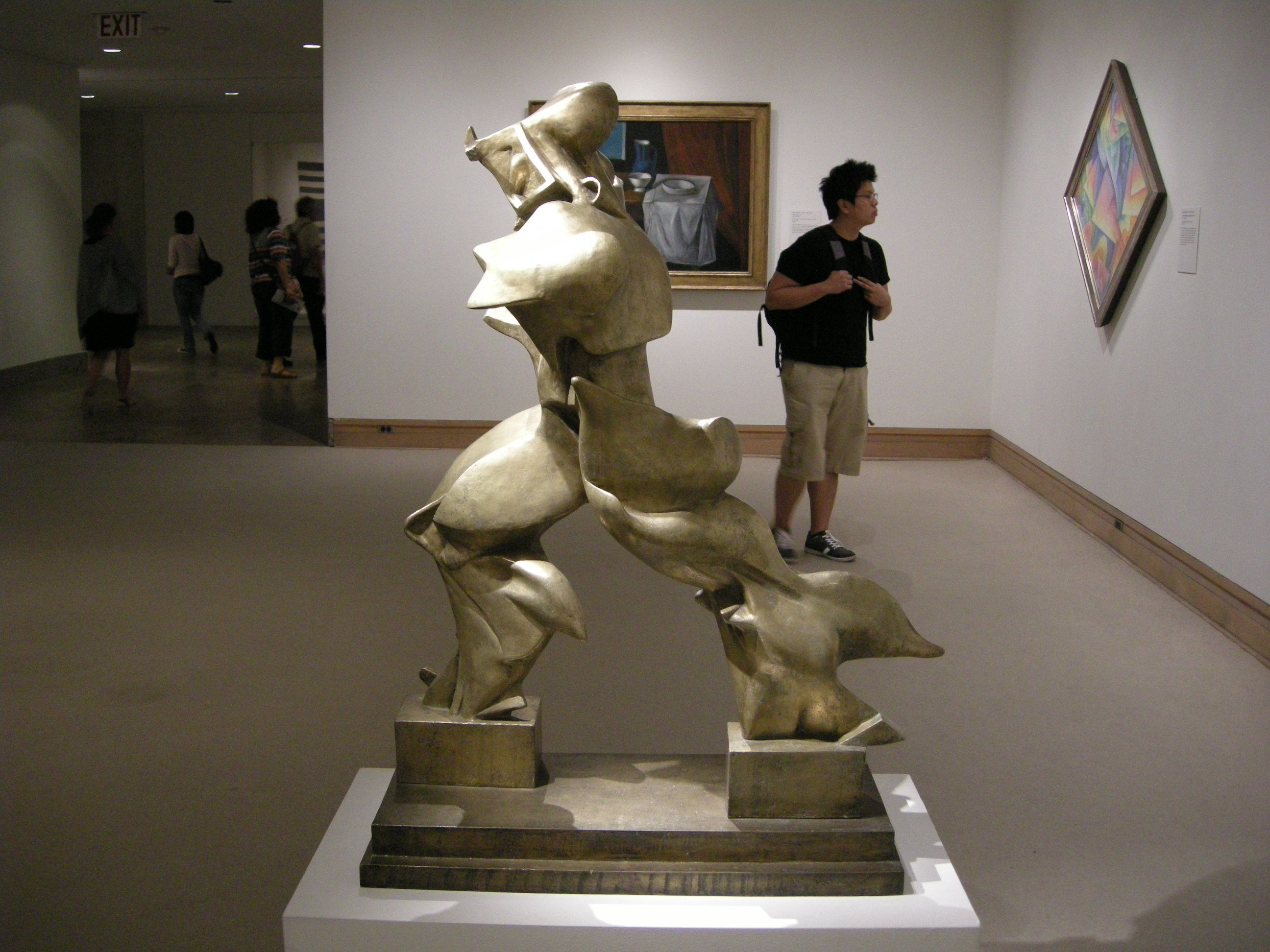
Ausstellungsraum mit Figur im Raum von Umberto Boccioni
Artillerie, 1911, von Roger de la Fresnaye
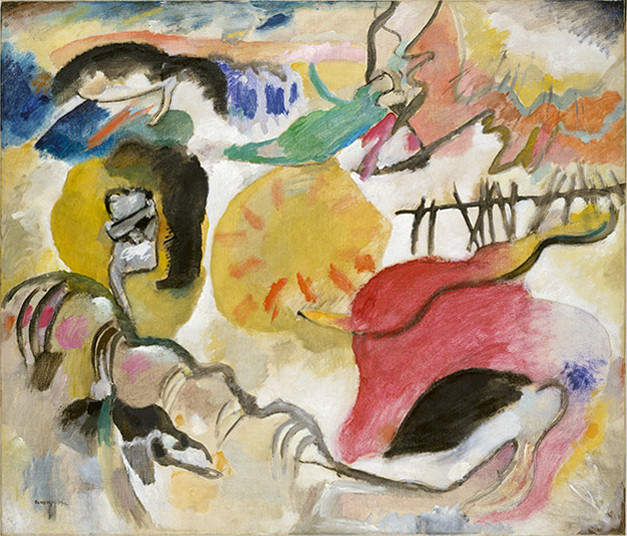
Improvisation 27, 1912, von Wassily Kandinsky. Das Bild war in der Armory Show ausgestellt.
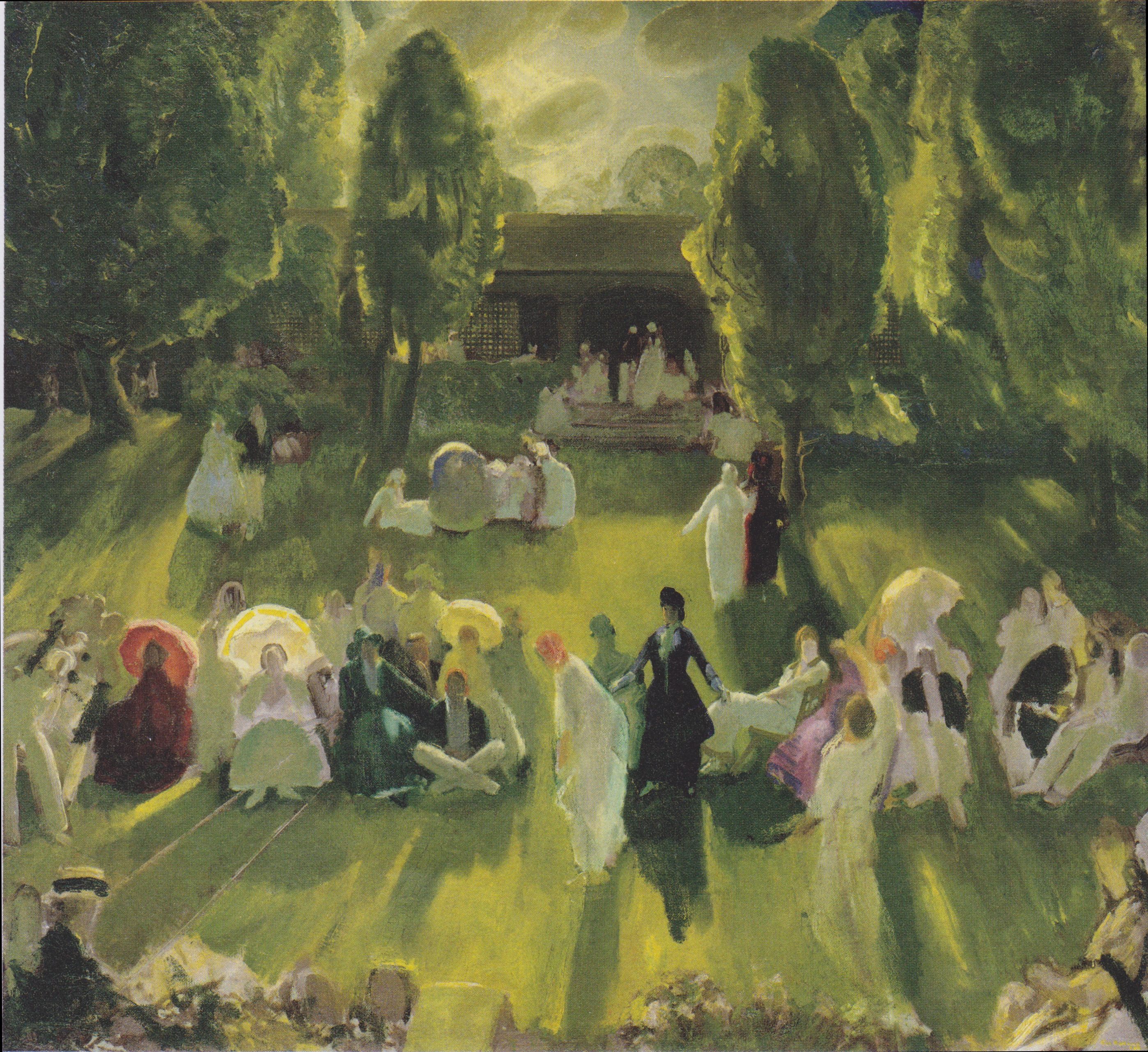
Tennis in Newport, 1919, von George Bellows
Wunderbare Landung, oder "112!", 1920, von Paul Klee

### Musikinstrumente (Musical Instruments)
Diese Abteilung versammelt circa 5000 Musikinstrumente, die die Zeit von 300 v. Chr. bis heute abdecken. Die Instrumente werden dabei unter Berücksichtigung der Aspekte Technik, soziale Bedeutung sowie tonale und visuelle Schönheit gesammelt. Im Rahmen des Metropolitan Museums als Kunstmuseum liegt ein Schwerpunkt auf Musikinstrumenten, die auch als herausragende Beispiele für Kunsthandwerk erachtet werden können.
Erklärtes Ziel dieser Abteilung ist die enzyklopädische Darstellung der Entwicklung der Musikinstrumente weltweit. Dadurch sind auch Musikinstrumente aus nicht-westlichen Ländern umfangreich vertreten, darunter zahlreiche aus kostbaren Materialien. Unter den westlichen Musikinstrumenten sind prunkvoll gestaltete Instrumente aus Renaissance und Barock, europäische und amerikanische Tasteninstrumente (darunter das älteste erhaltene Piano, von Bartolomeo Cristofori, 1720), Blasinstrumente des 17. bis 19. Jahrhunderts, Streichinstrumente berühmter Geigenbauer wie Antonio Stradivari, Andrea Amati, Joachim Tielke und Jean-Baptiste Vuillaume, eine amerikanische Orgel von Thomas Appleton (1830) sowie von Andrés Segovia benutzte Gitarren besonders zu erwähnen.

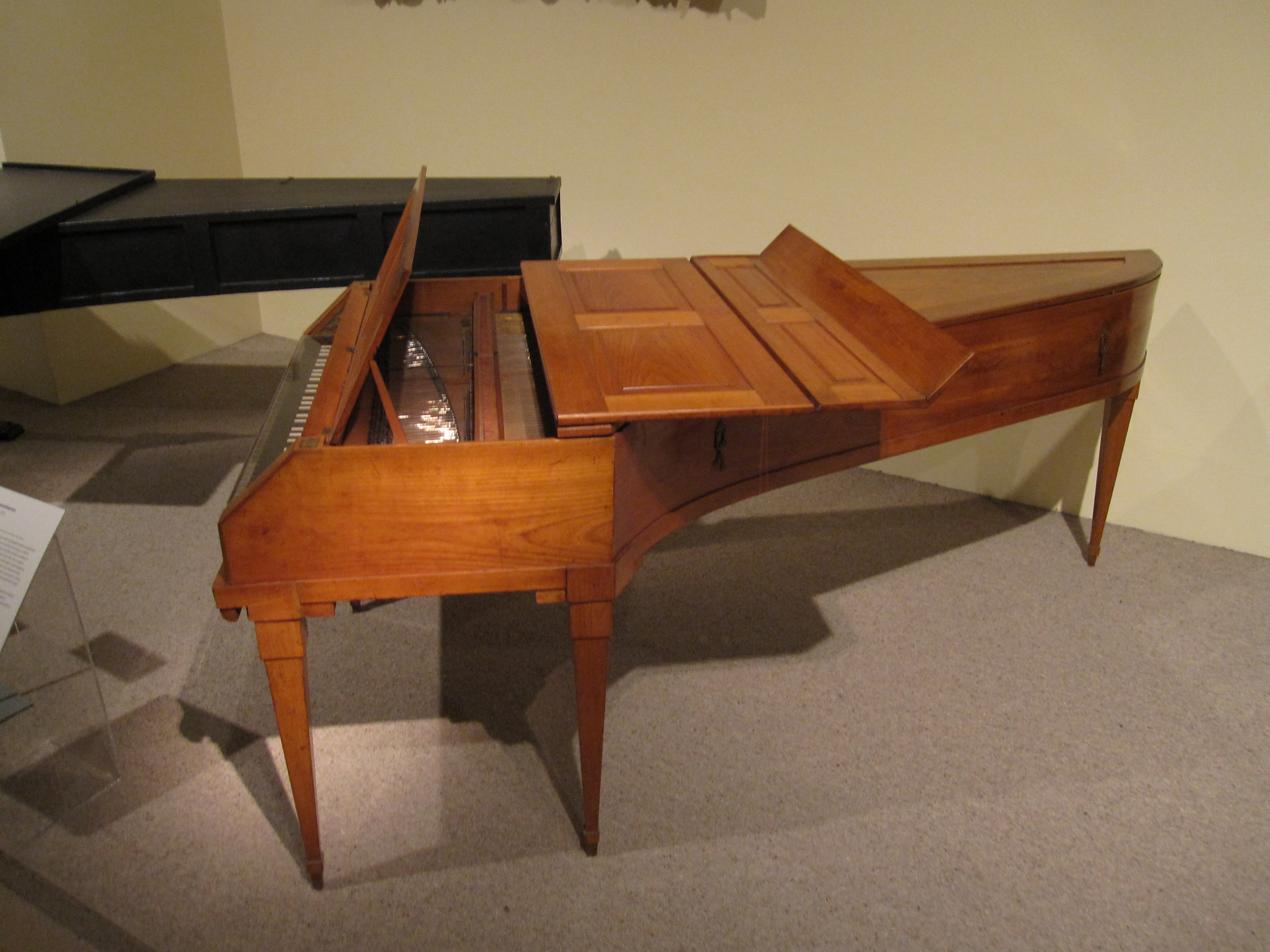
Flügel von Ferdinand Hofmann (vorn) und Bartolomeo Cristofori
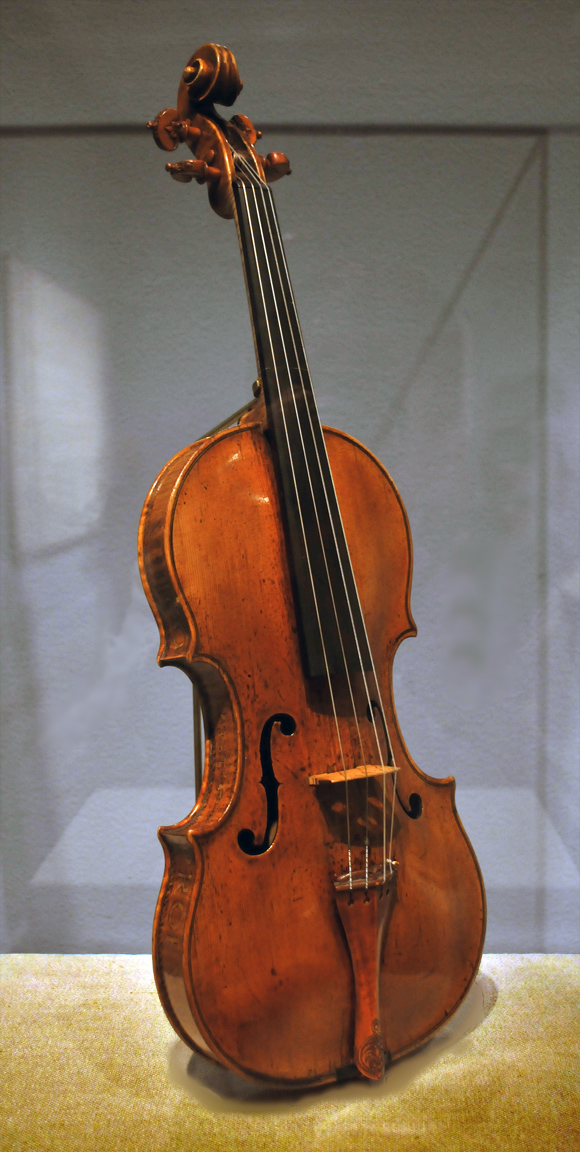
Geige von Andrea Amati, ca. 1560
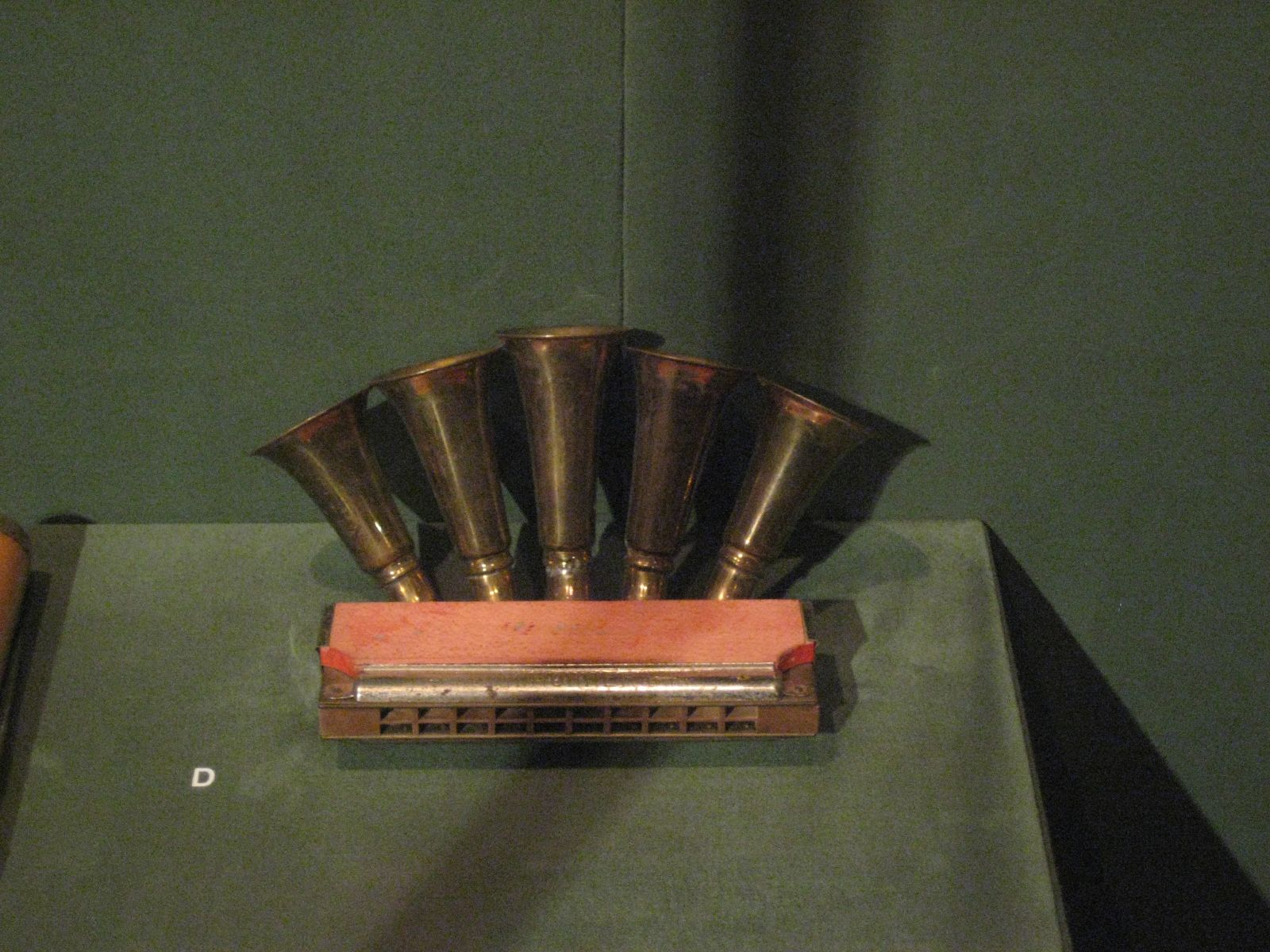
Mundharmonika von Hohner, ca. 1915
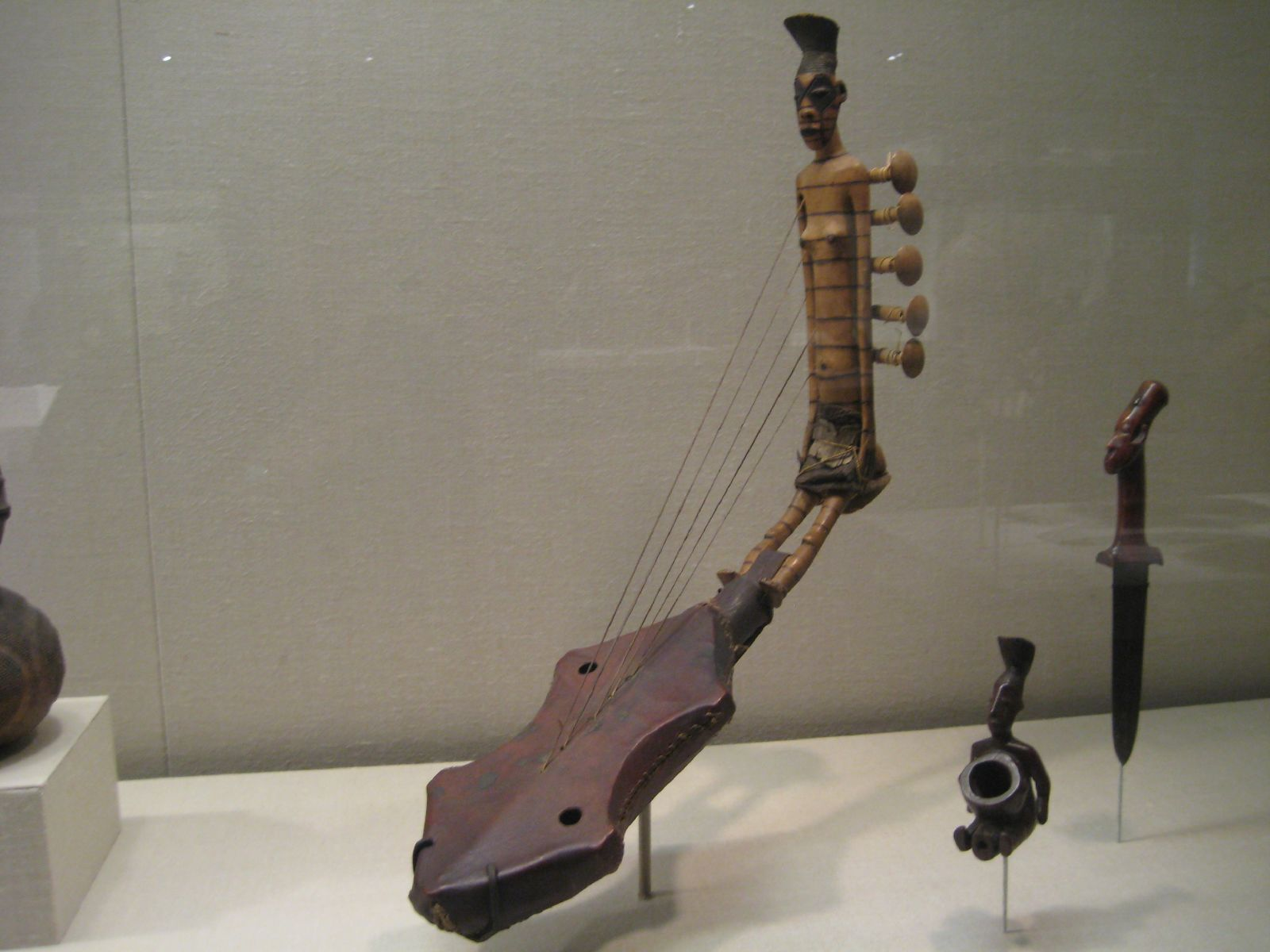
Harfe der Mangbetu

### Fotografien (Photographs)
Die Abteilung für Fotografien dokumentiert die Entwicklung sowie den künstlerischen Einsatz des Mediums Fotografie von der Erfindung in den 1830er Jahren bis heute. Sie umfasst über 20.000 Arbeiten vorrangig aus Europa und Nordamerika, aber auch andere Gebiete der Erde sind vertreten, etwa Japan. Wie für die Abteilung „Zeichnungen und Drucke“ gilt auch für die Fotografien, dass sie lichtempfindlich sind und deshalb nicht dauerhaft ausgestellt werden können; deshalb werden die in den Ausstellungsräumen gezeigten Fotografien, die jeweils einen Querschnitt durch die Sammlung darstellen sollen, regelmäßig ausgewechselt.
Der Grundstein der Fotografie-Sammlung war 1928 eine erste Schenkung eigener Werke von Alfred Stieglitz, der er weitere folgen ließ. Dadurch sind die Künstler aus dem Umfeld von ’’Galerie 291’’ von Stieglitz und der Zeitschrift ’’Camera Work’’ umfangreich vertreten, insbesondere Edward Steichen (darunter drei Abzüge von ’’The Flatiron’’ in unterschiedlichen Farbtönen), aber auch F. Holland Day, Adolphe de Meyer, Gertrude Käsebier, Paul Strand und Clarence Hudson White. Die Sammlung umfasst außerdem zahlreiche bedeutende Werke früher britischer Fotografie (z. B. von William Henry Fox Talbot, David Octavius Hill/Robert Adamson, Roger Fenton und Julia Margaret Cameron) sowie französischer Fotografie der 1850er Jahre (z. B. von Édouard Baldus, Eugène Cuvelier, Gustave Le Gray, Henri Le Secq und Nadar).
Von den bedeutenden Fotokünstlern der Zeit zwischen den Weltkriegen sind unter anderem Berenice Abbott, Brassaï, Walker Evans (mit seinem persönlichen Archiv), André Kertész, Man Ray und László Moholy-Nagy zu finden.
Die Zeit seit dem Zweiten Weltkrieg vertreten unter anderem die amerikanischen Fotografen Harry Callahan, Robert Frank, William Klein und Garry Winogrand, aber auch Bernd und Hilla Becher und die ’’Becher-Schule’’ mit Thomas Struth, Thomas Ruff und Andreas Gursky sowie weitere mit dem Mittel der Fotografie arbeitende zeitgenössische Künstler wie Cindy Sherman und Richard Prince.

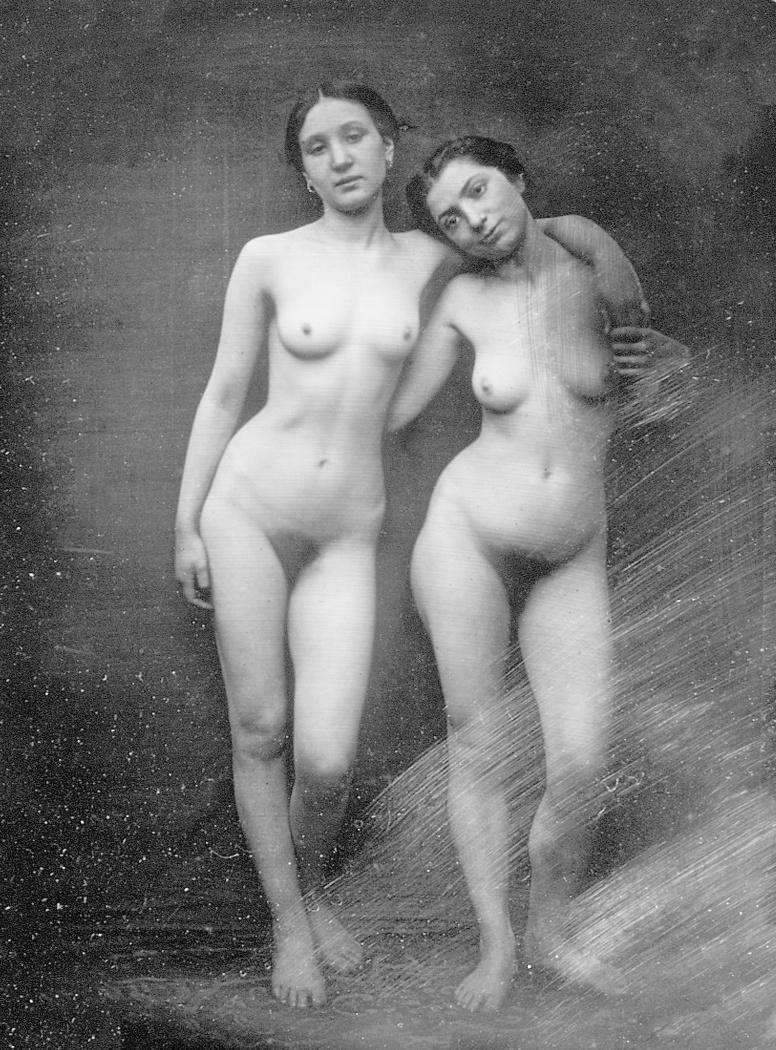
Zwei stehende Akte, ca. 1850, von Félix-Jacques Antoine Moulin
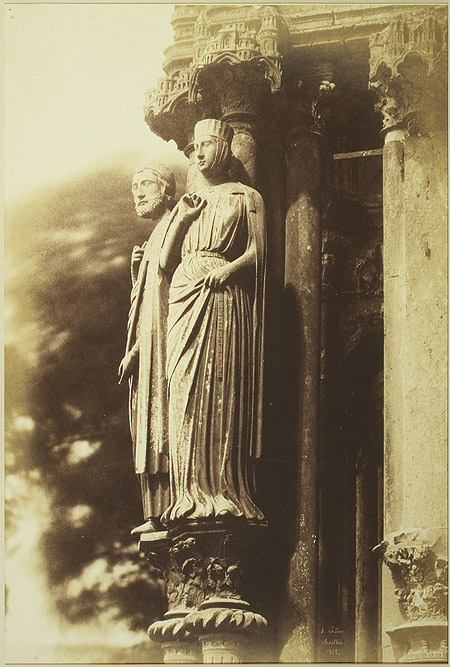
Figuren am Nordportal, Kathedrale von Chartres, 1852, von Henri Le Secq
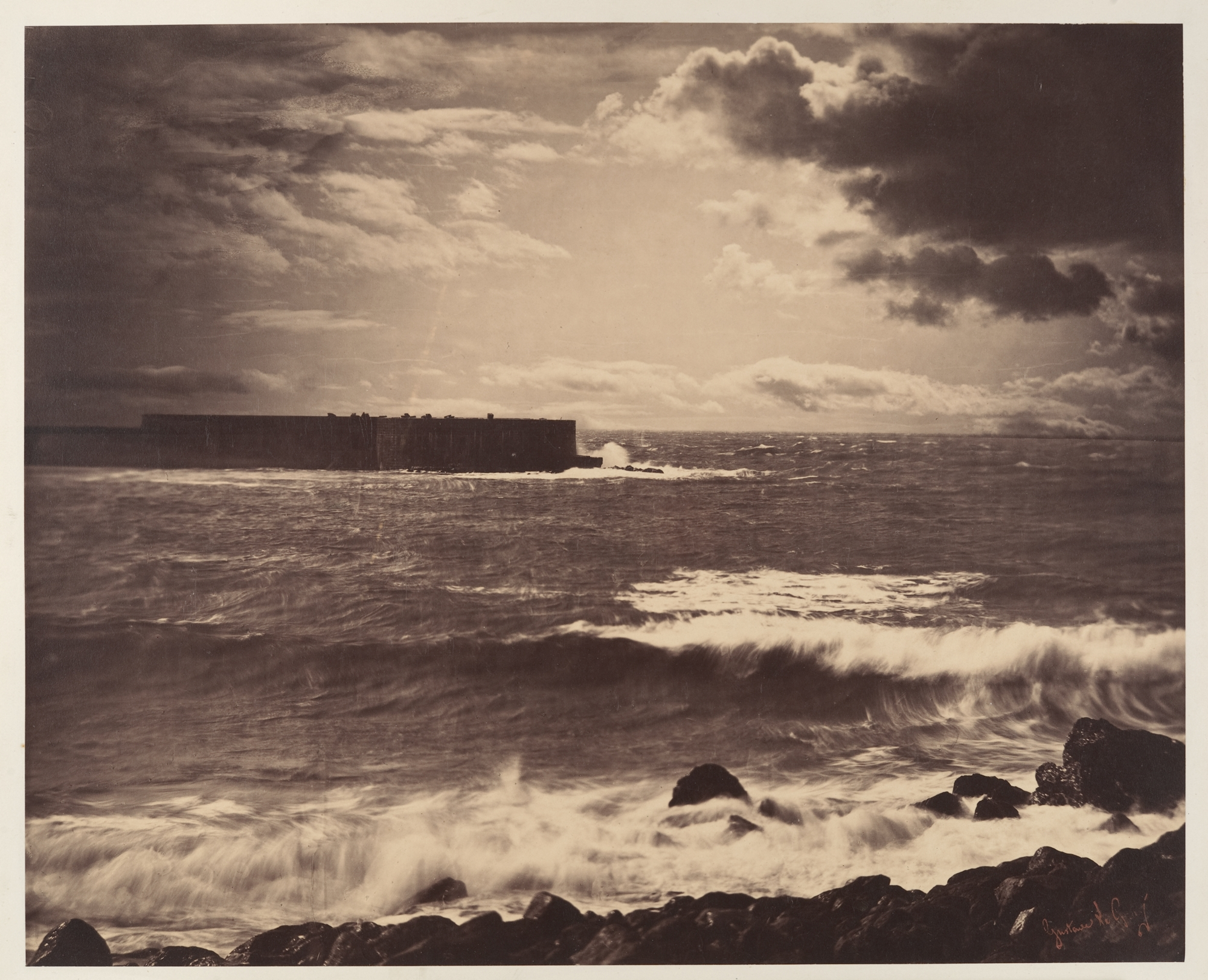
Die große Woge, Sète, 1857, von Gustave Le Gray
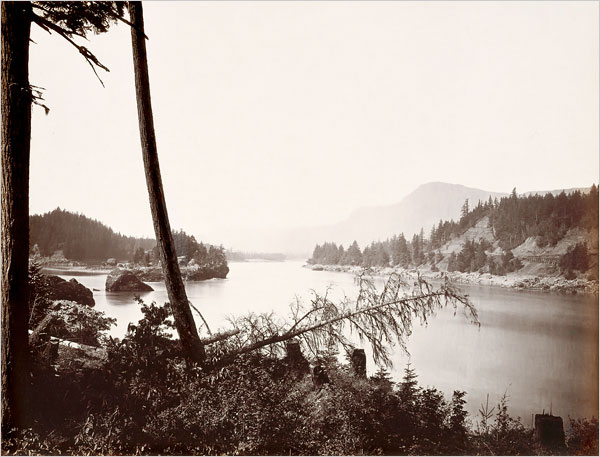
Blick auf den Columbia River, Cascades, 1867, von Carleton Watkins

### Met Breuer

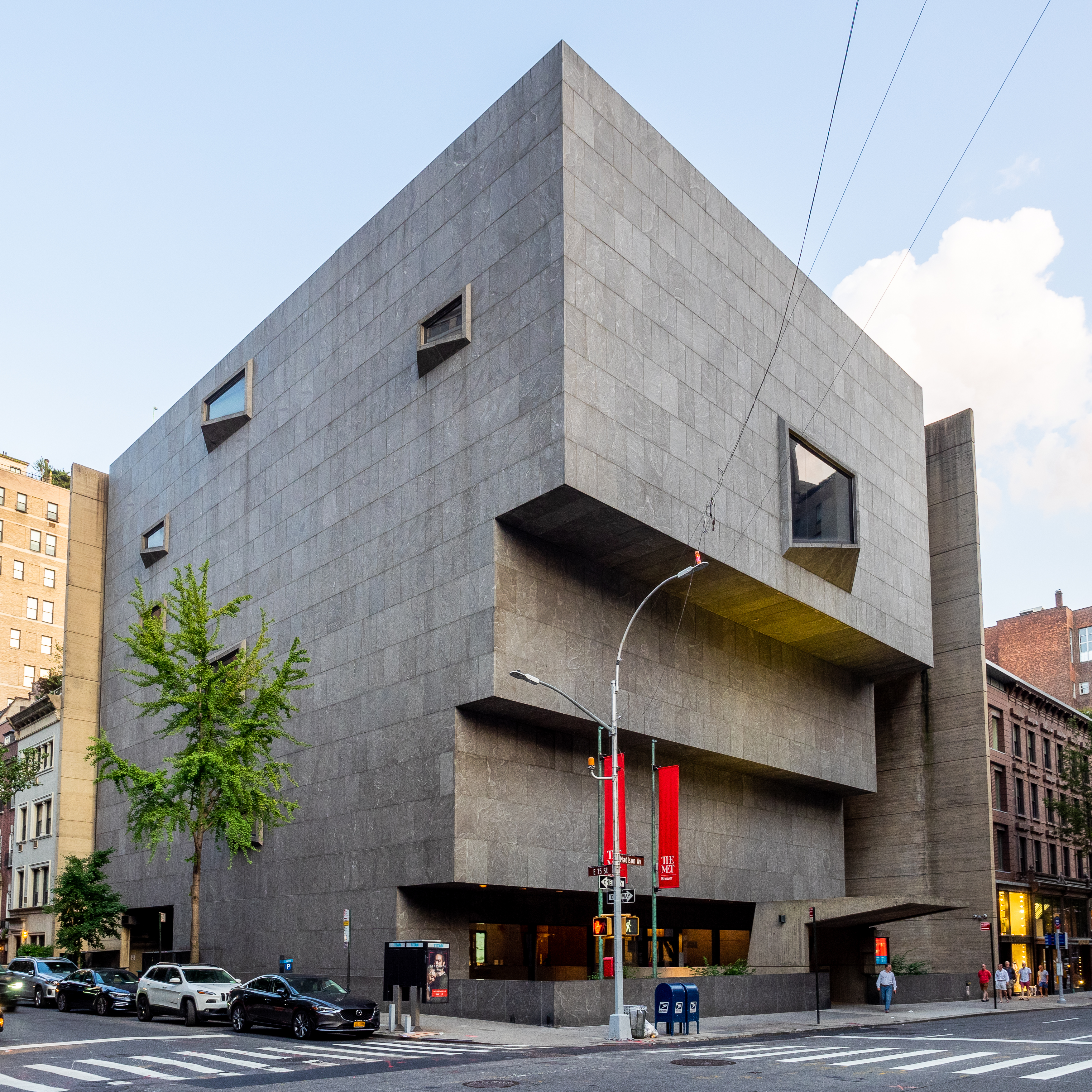
Das ehemalige Met Breuer (2019)

Am 18. März 2016 wurde mit dem „Met Breuer“ (945 Madison Avenue) eine neue Galerie für die zunächst vorgesehene Dauer von acht Jahren eröffnet. Im von Marcel Breuer designten Gebäude an der Madison Avenue und East 75th Street in der Upper East Side wurde eine Erweiterung der Moderne und Zeitgenössische Kunst ausgestellt. Zuvor war hier von 1966 bis 2014 das Whitney Museum of American Art, das in einen von Renzo Piano konzipierten Neubau in das Meatpacking District in Lower Manhattan übersiedelte. Bereits im Jahr 2020 wurde das Gebäude vom Met wieder geräumt, um Platz für das Kunstmuseum Frick Collection zu schaffen, deren Villa in der Upper East Side einem mehrjährigen Renovierungs- und Erweiterungsprojekt unterzogen wurde.

## Widerrechtlich erworbene Objekte
Kritiker wie der Met-Kurator Oscar White Muscarella werfen dem Metropolitan Museum of Art vor, weltweit eine der größten Sammlungen von Exponaten aus illegalen Grabungen auszustellen. Erst die Bereitschaft zum Ankauf illegaler Objekte mache Raubgrabungen finanziell interessant. Leihgaben von vermögenden Kunstsammlern an Museen erhöhen den Sammlerwert und die Museumskuratoren fragen nicht nach der Herkunft der Objekte, um auch weiterhin Exponate erhalten zu können. Dieser Vorwurf wird gestützt durch die Beschäftigung des Kunsthandelslobbyisten Ashton Hawkins, der 32 Jahre als Rechtsanwalt für das „Met“ und schließlich als dessen Vizepräsident tätig war. Hawkins ist Mitbegründer des ACCP (American Council for Cultural Policy), einer Organisation von Kunstsammlern und Museumsdirektoren, die sich unter anderem während des dritten Irakkrieges für eine Aufhebung des Exportverbotes für irakische Kunstschätze einsetzte.
Der sogenannte Sarpedon-Krater des Euphronios, eine der bedeutendsten antiken Vasen überhaupt, die im italienischen Cerveteri illegal ausgegraben worden war, befand sich seit 1972 im Besitz des Metropolitan Museum. Nach jahrelanger Auseinandersetzung wurde die Vase 2006 offiziell an Italien zurückgegeben, befand sich aber zunächst noch als Leihgabe weiter im Metropolitan Museum, bis sie im Januar 2008 endgültig nach Italien überführt wurde. Heute ist die antike Vase im Museo Nazionale Etrusco di Villa Giulia in Rom ausgestellt.